# Llista de peixos de la Mar Roja

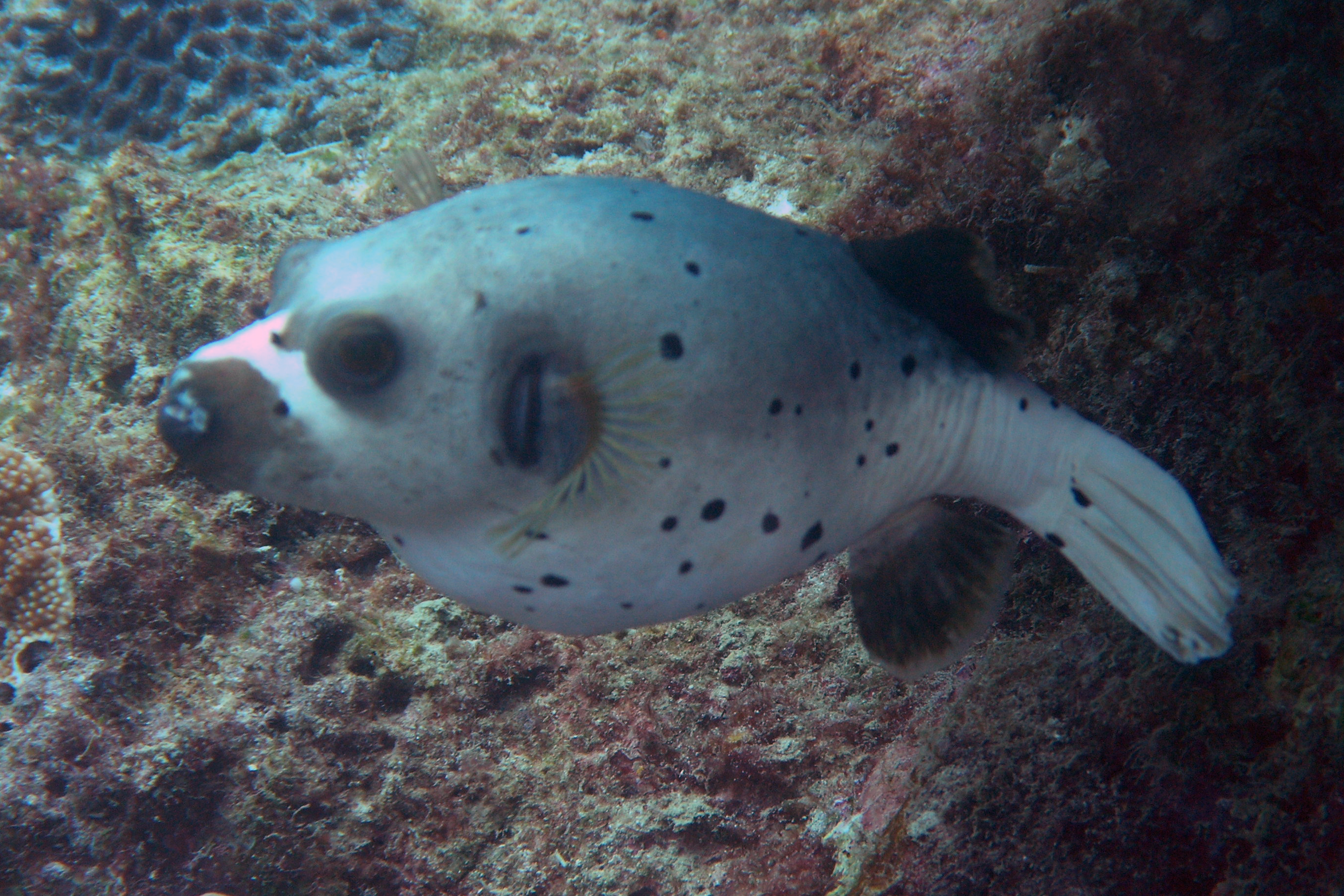
Arothron nigropunctatus

Círvia (Seriola dumerili)

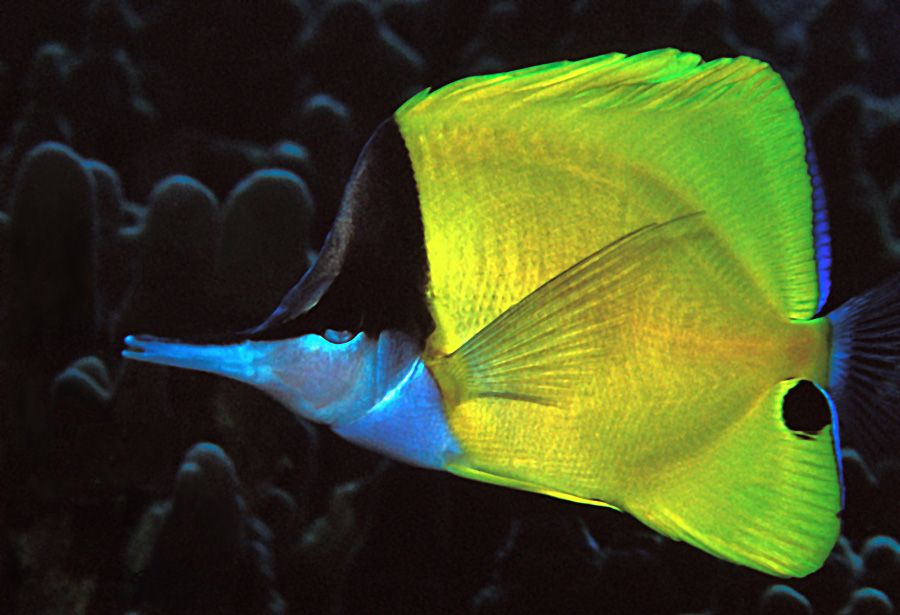
Peix papallona de nas llarg (Forcipiger flavissimus)

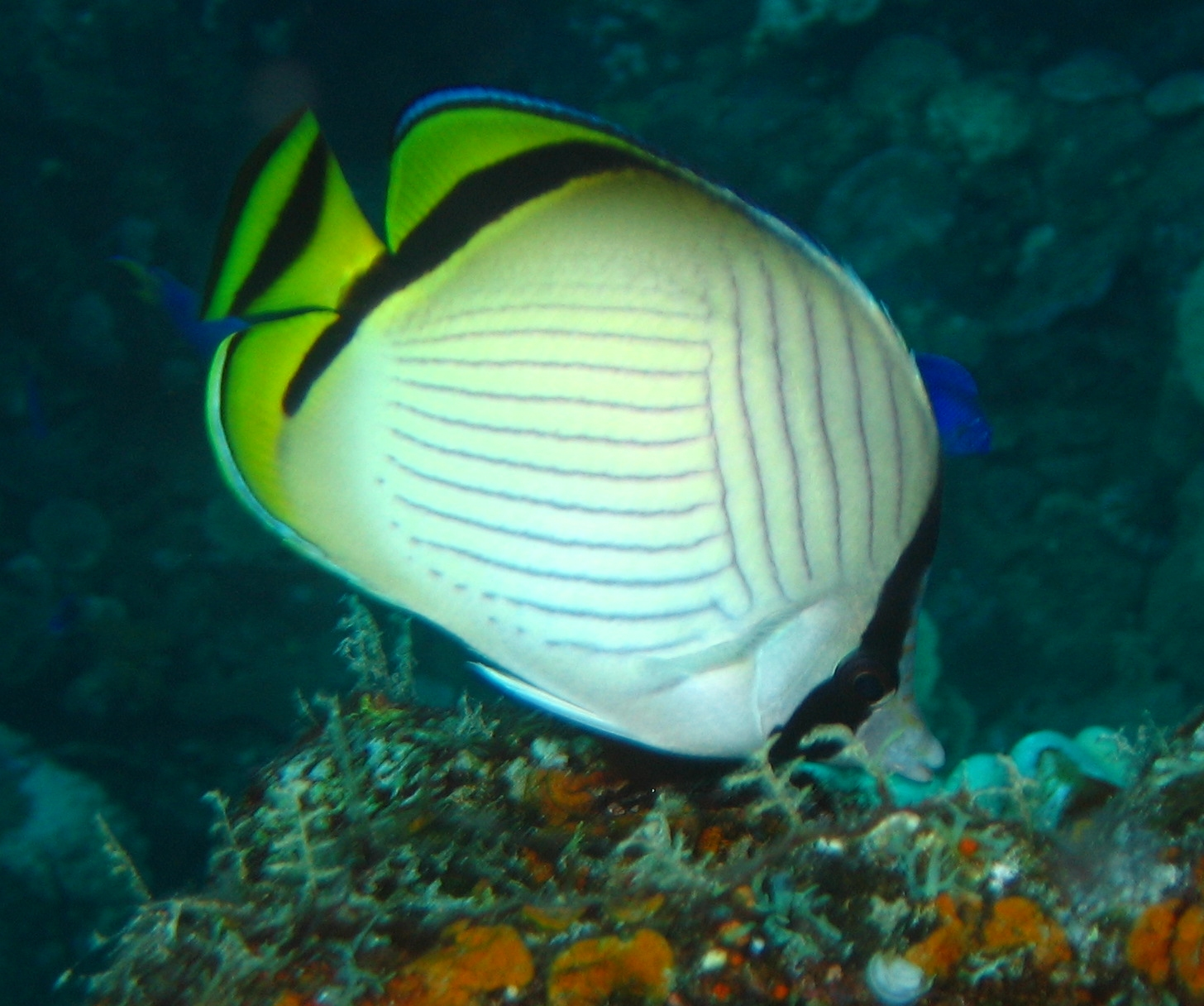
Chaetodon vagabundus

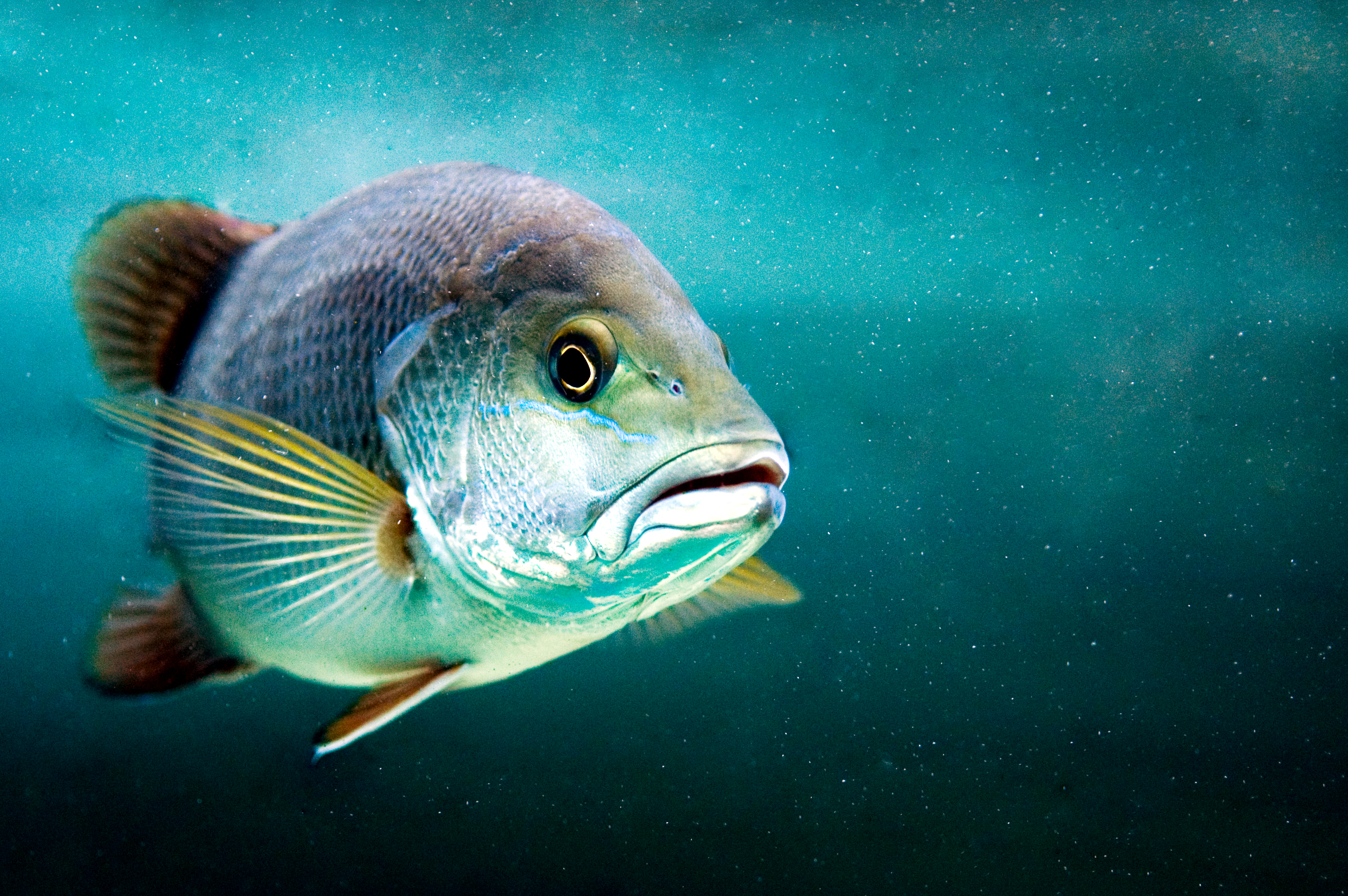
Lutjanus argentimaculatus

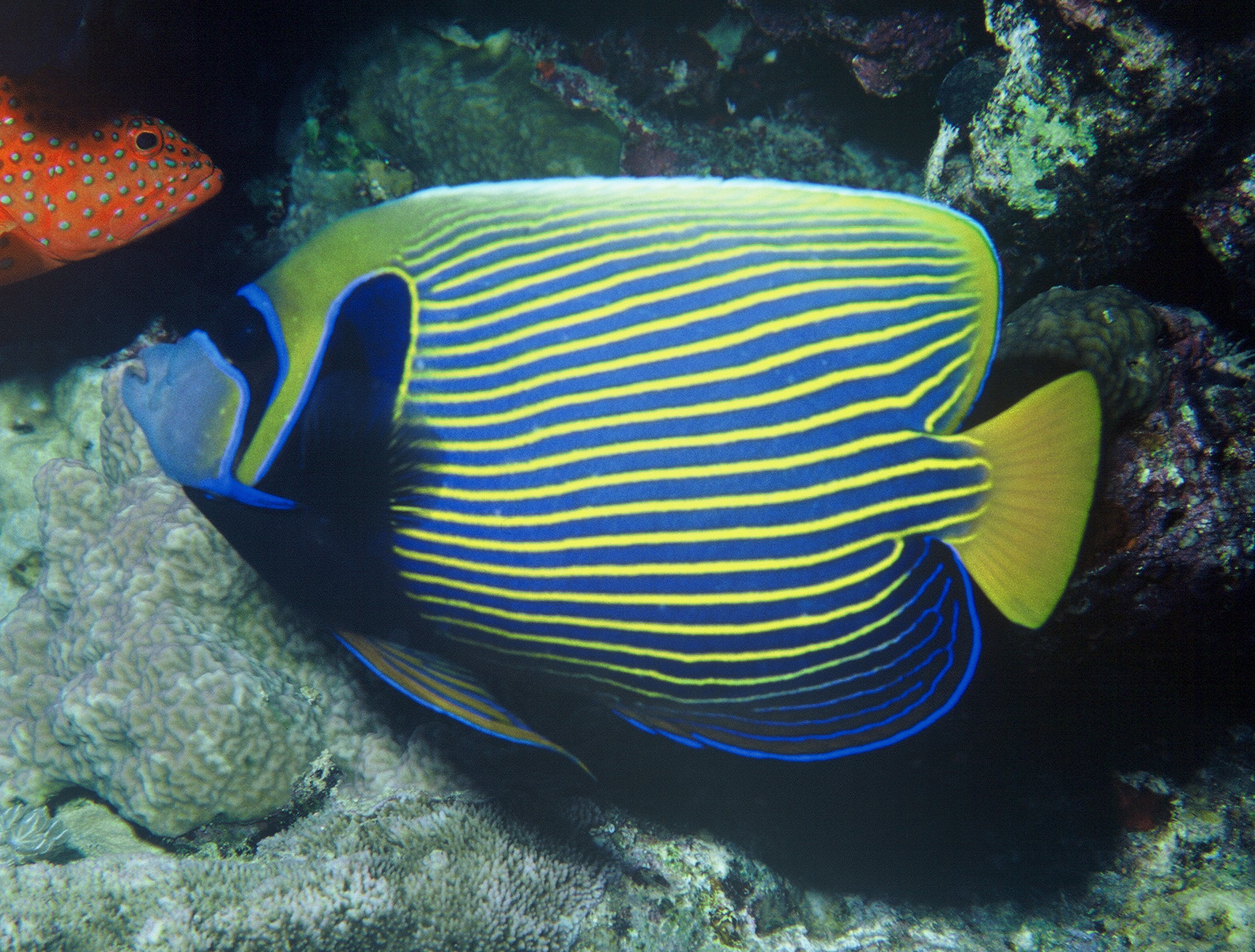
Peix àngel emperador (Pomacanthus imperator)

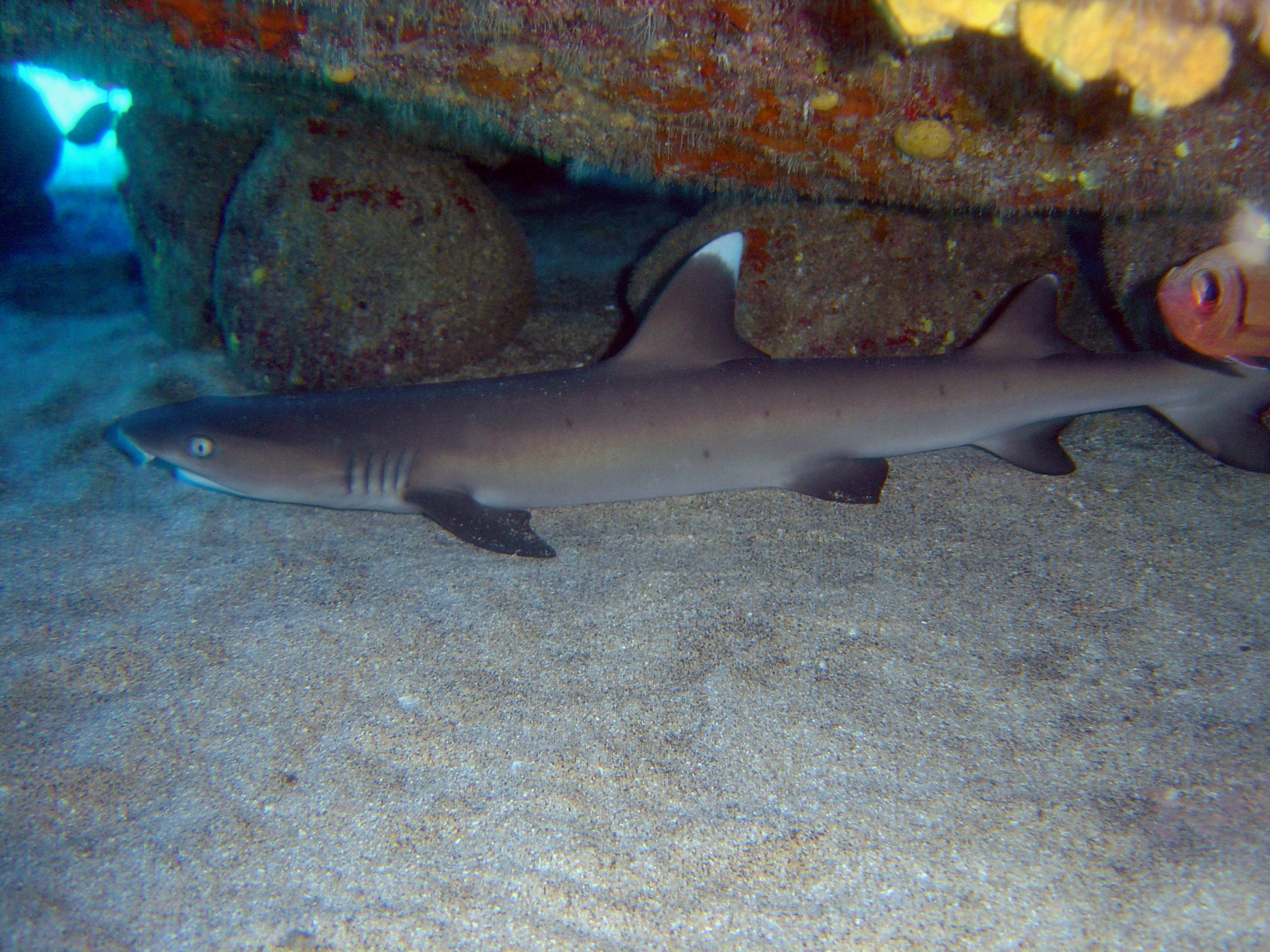
Tauró de puntes blanques (Triaenodon obesus)

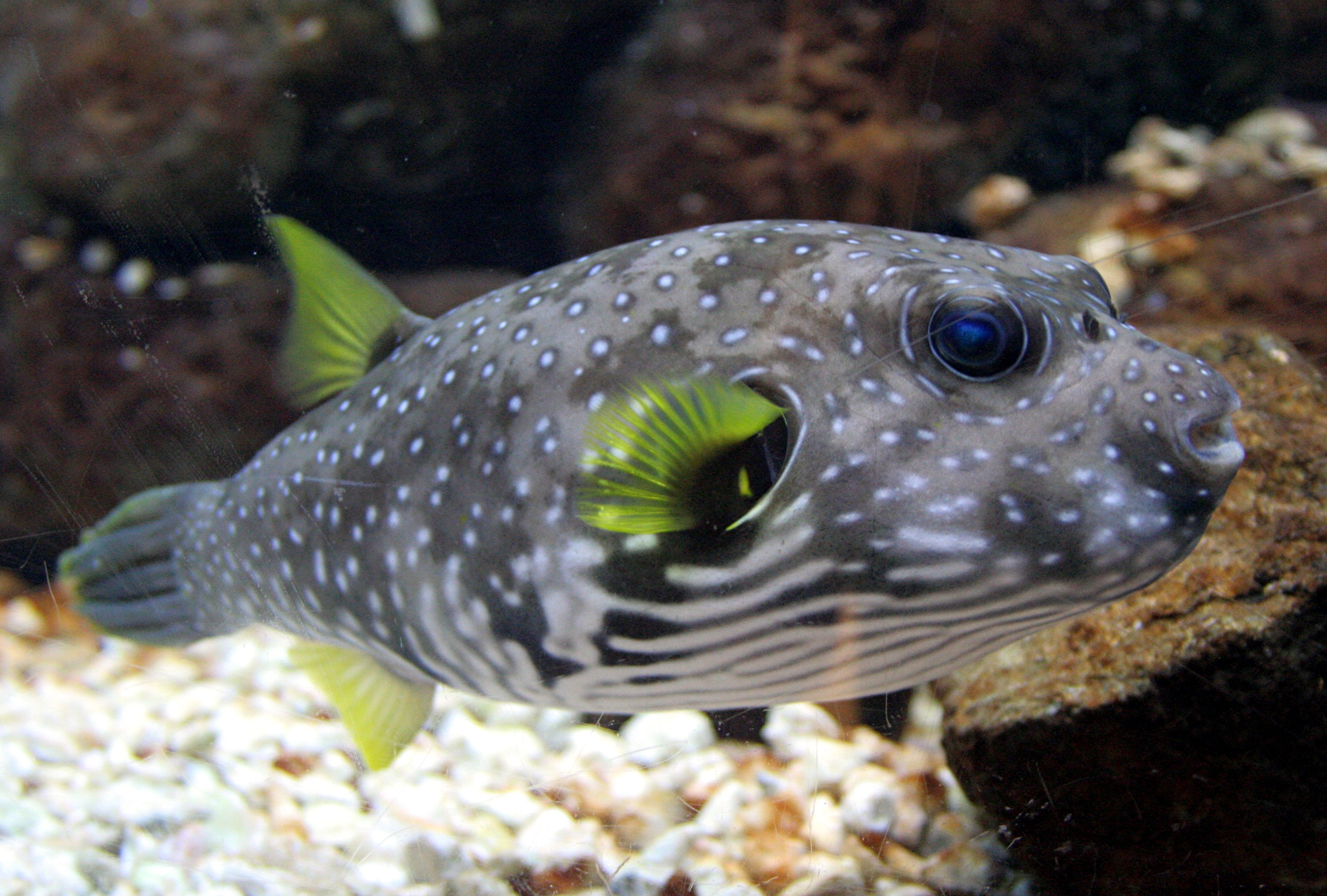
Peix bola de taques blanques (Arothron hispidus)

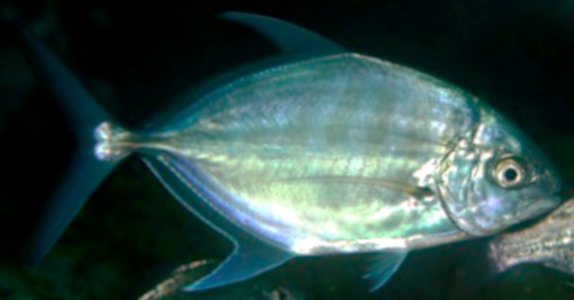
Carangoides ferdau

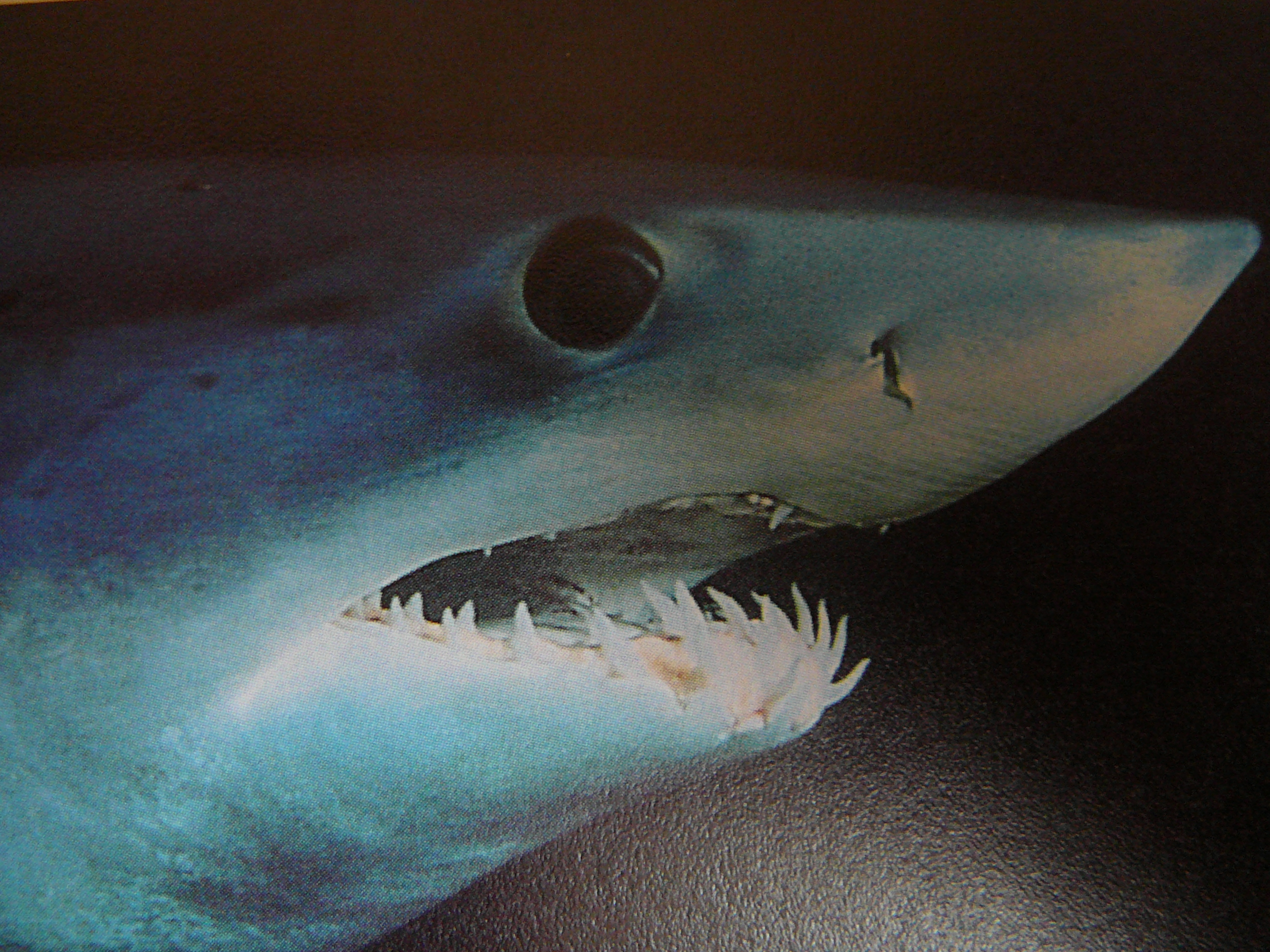
Solraig (Isurus oxyrinchus)

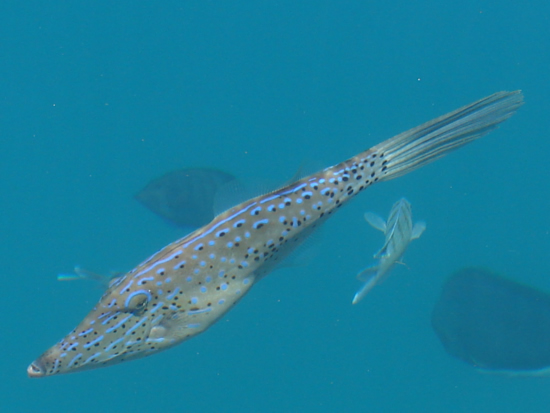
Aluterus scriptus

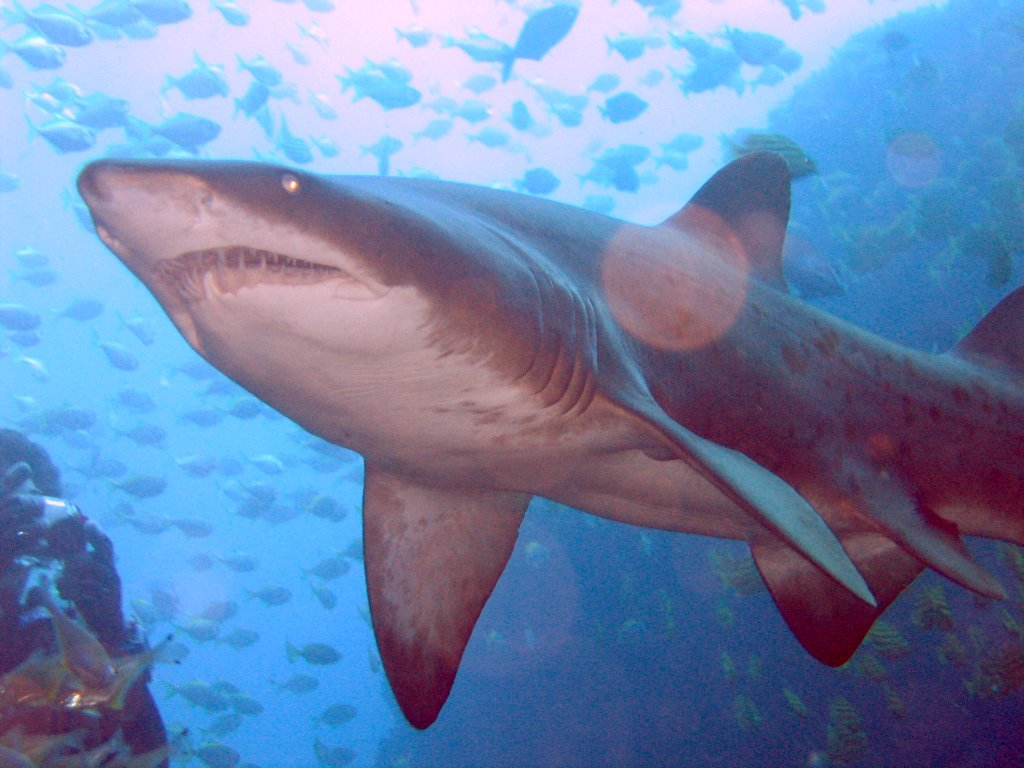
Solraig de sorra (Carcharias taurus)

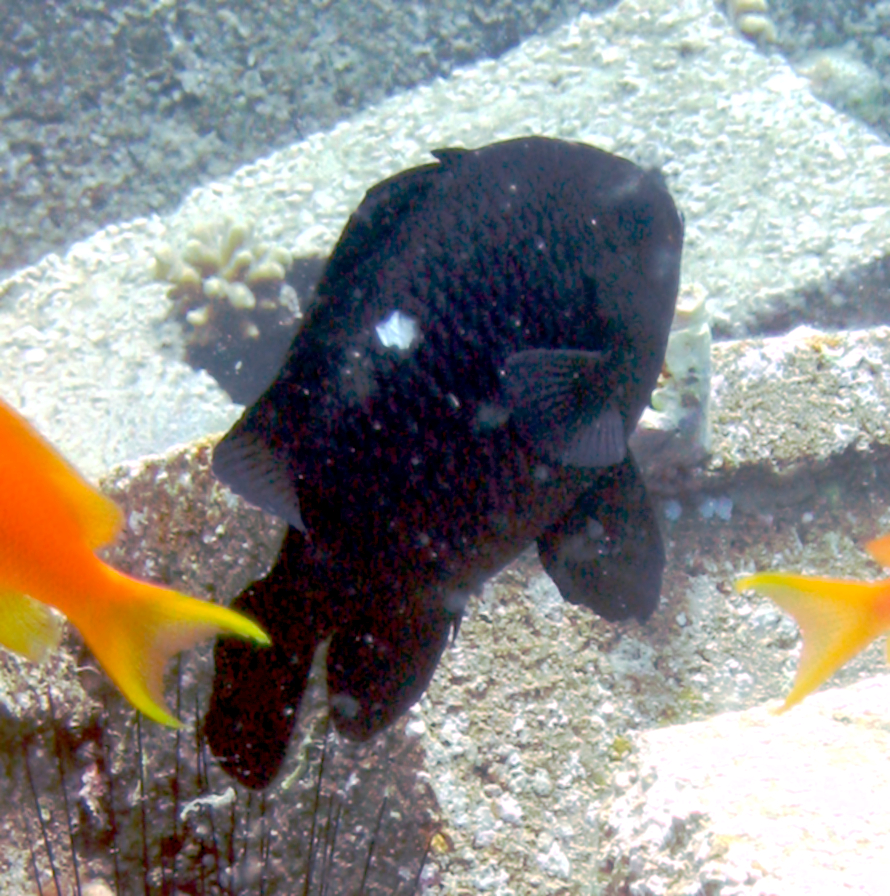
Dascyllus trimaculatus

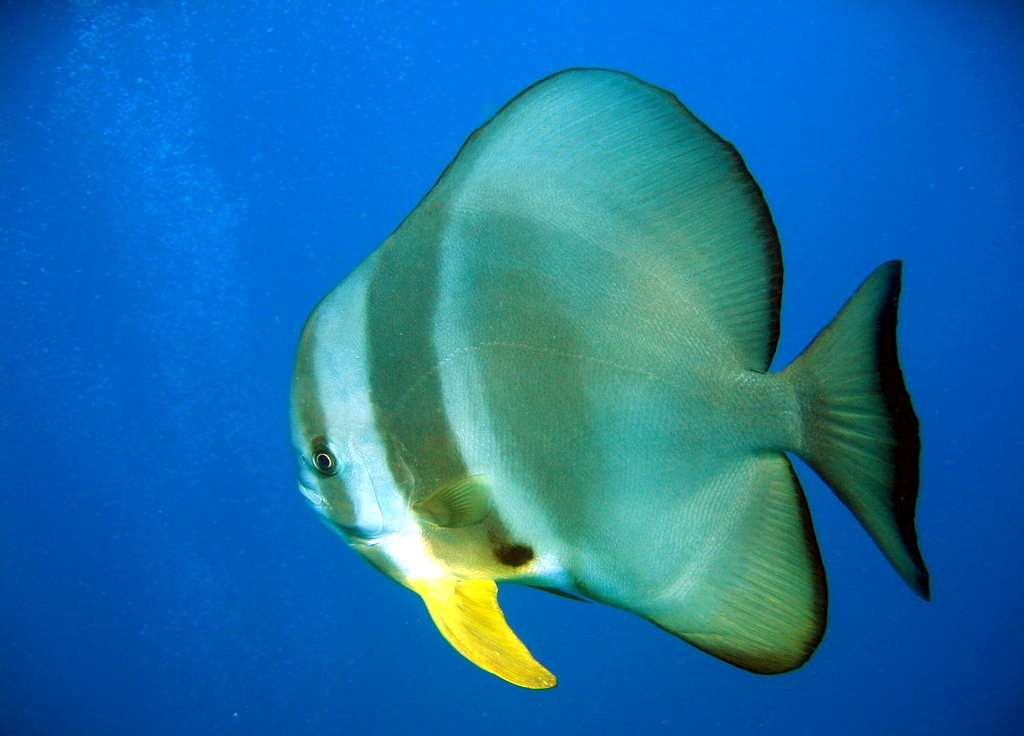
Platax teira

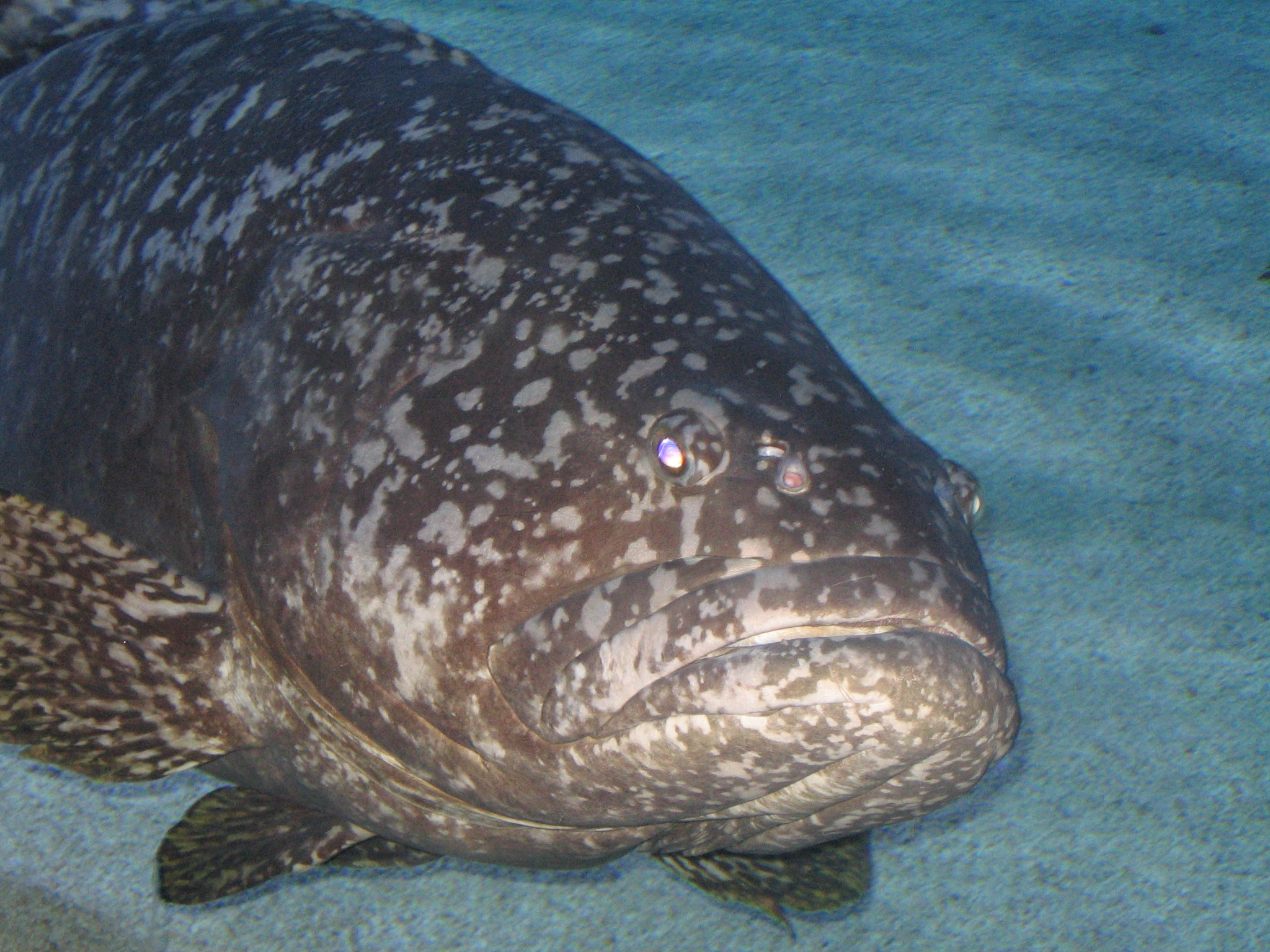
Nero lanceolat (Epinephelus lanceolatus)

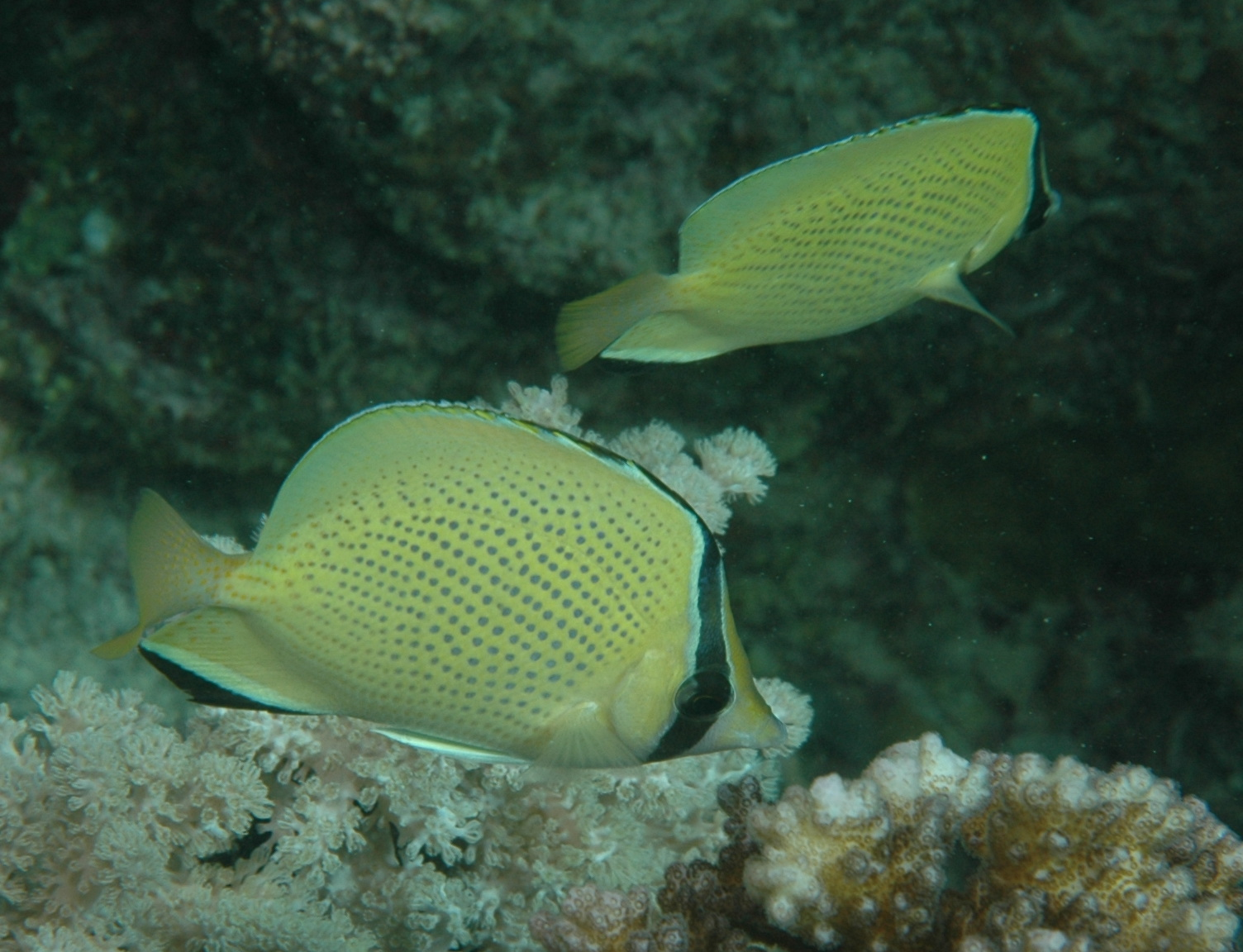
Chaetodon citrinellus

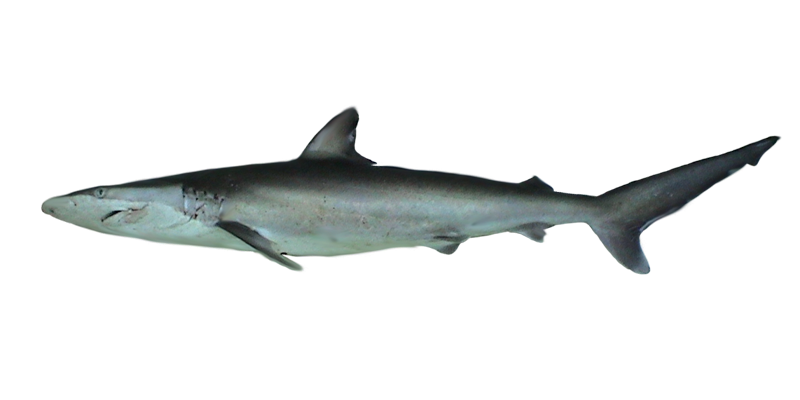
Carcharhinus brevipinna

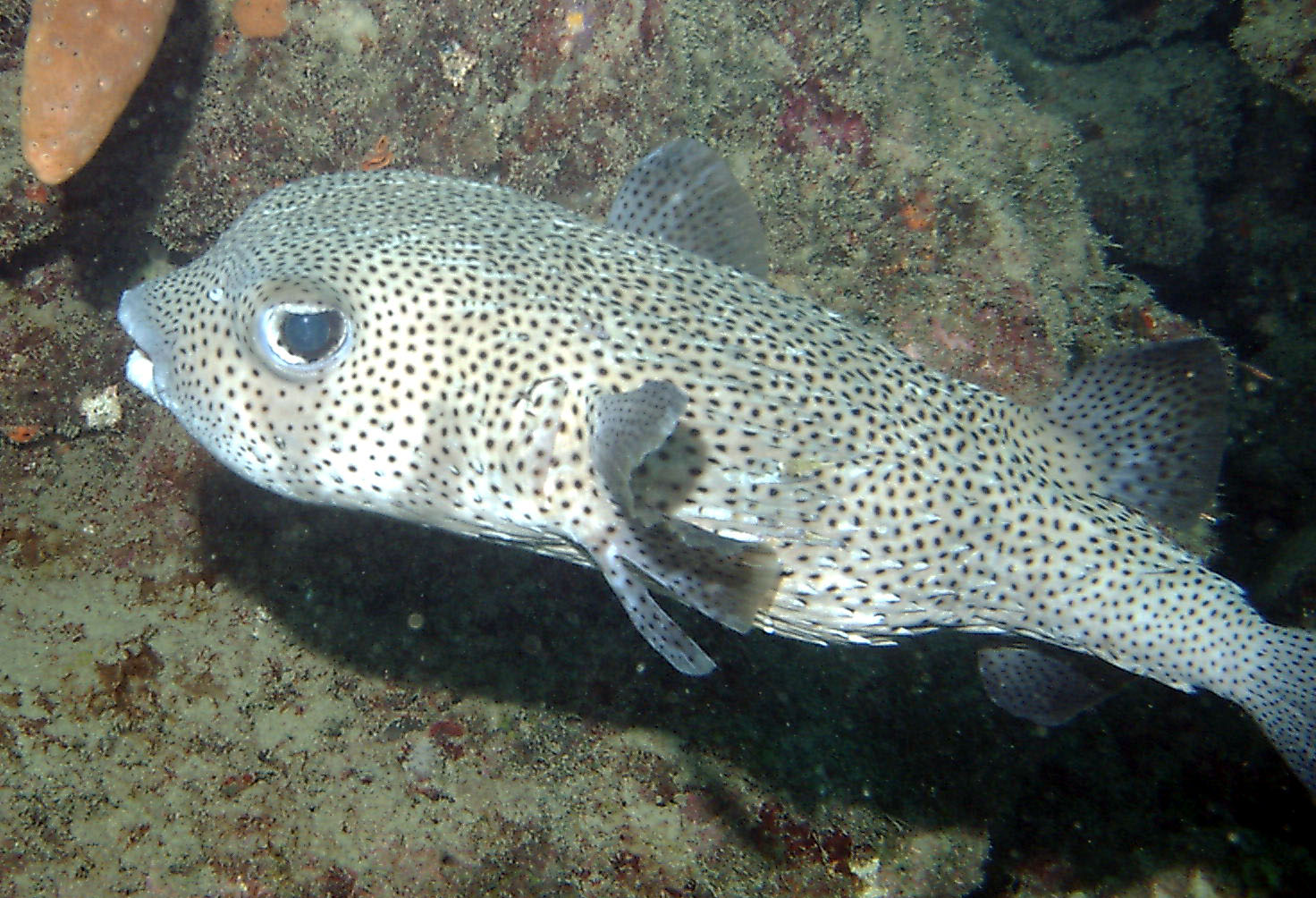
Peix globus (Diodon hystrix)

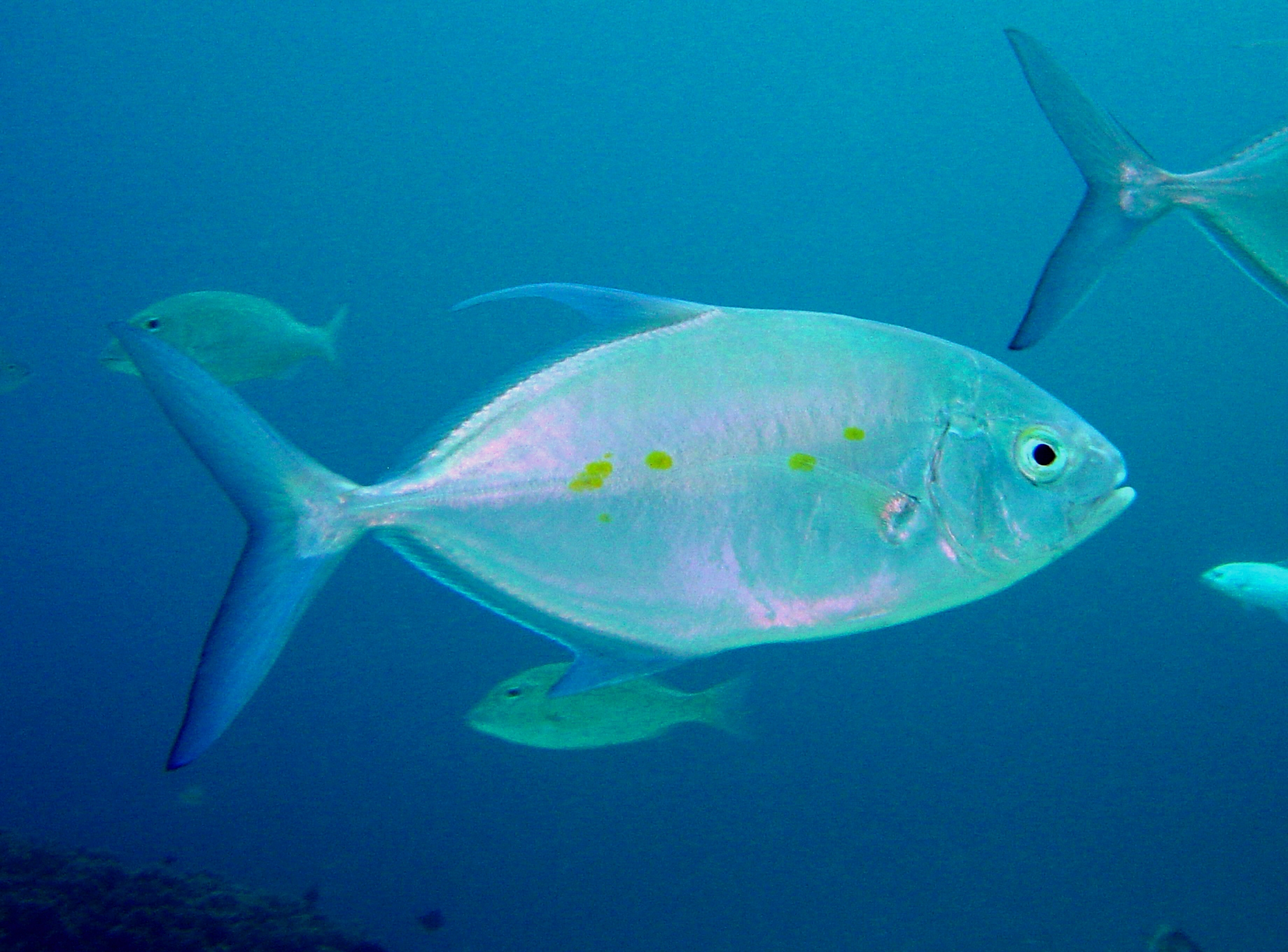
Carangoides orthogrammus

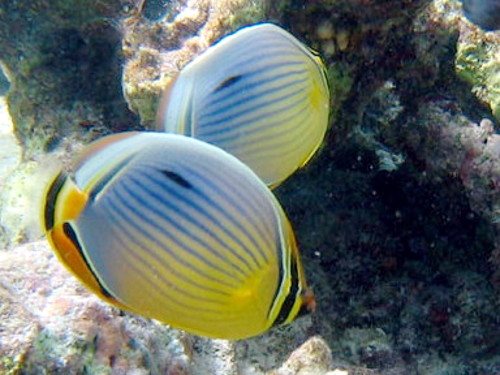
Chaetodon trifasciatus

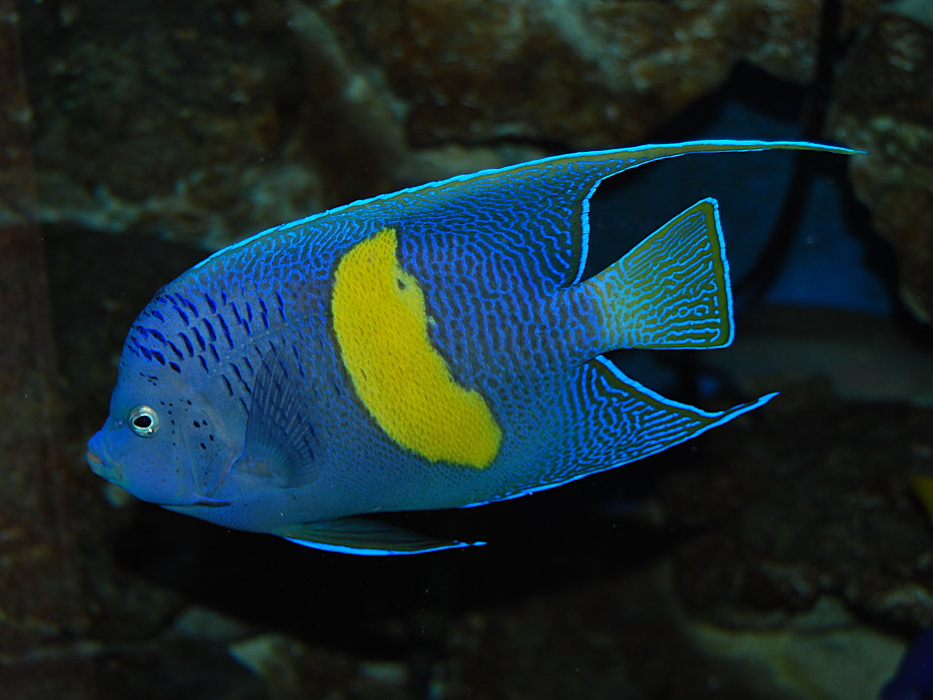
Peix àngel de taca groga (Pomacanthus maculosus)

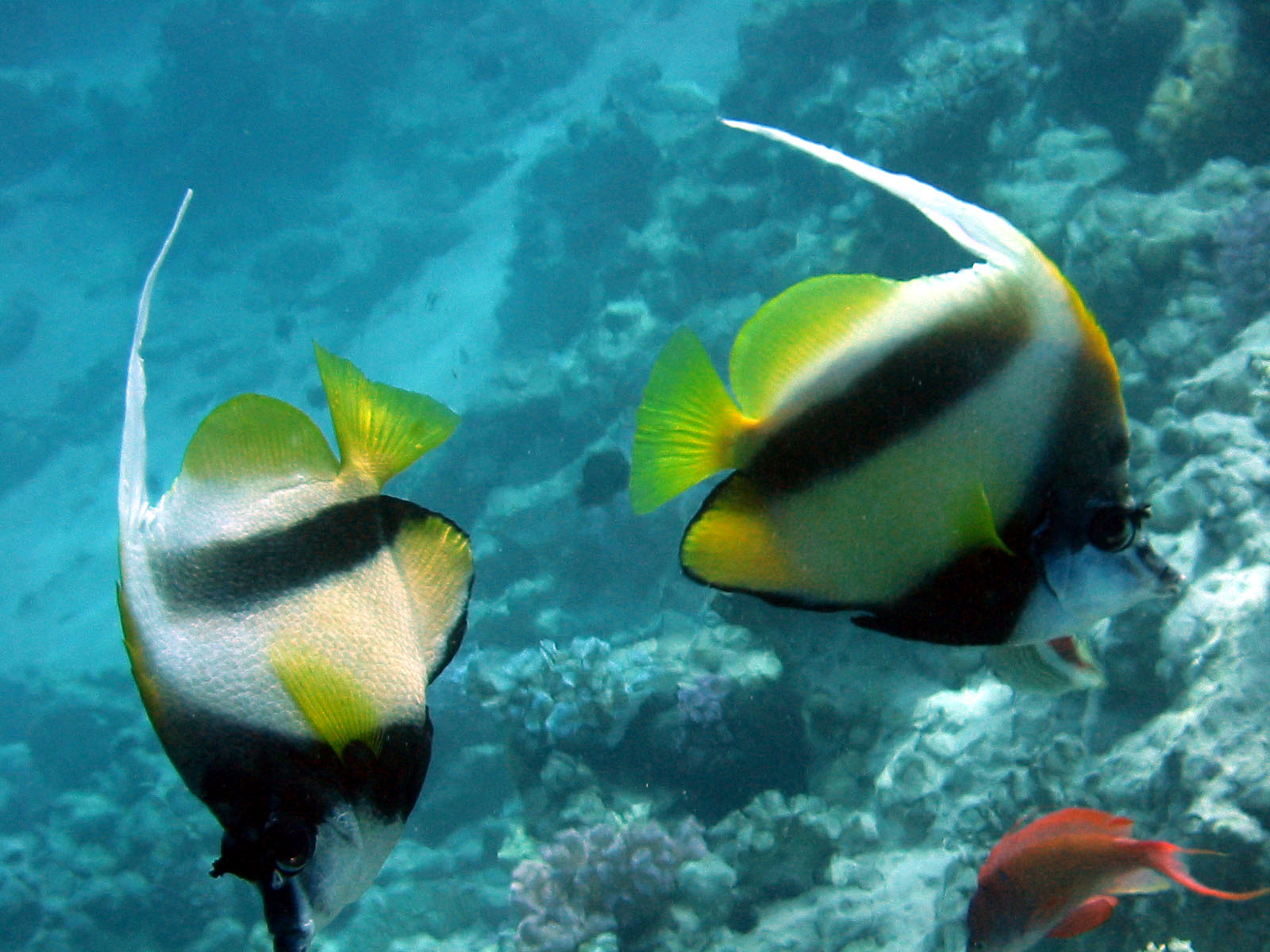
Peix papallona de la mar Roja(Heniochus intermedius)

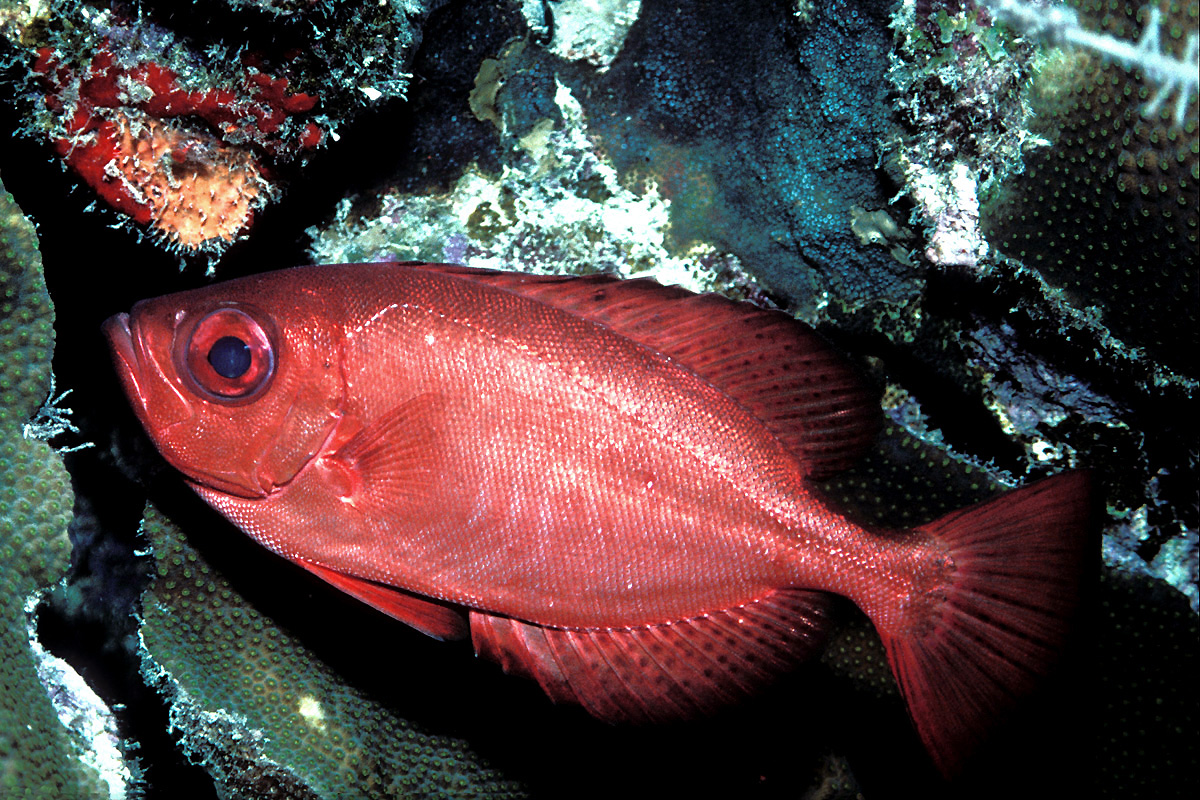
Heteropriacanthus cruentatus

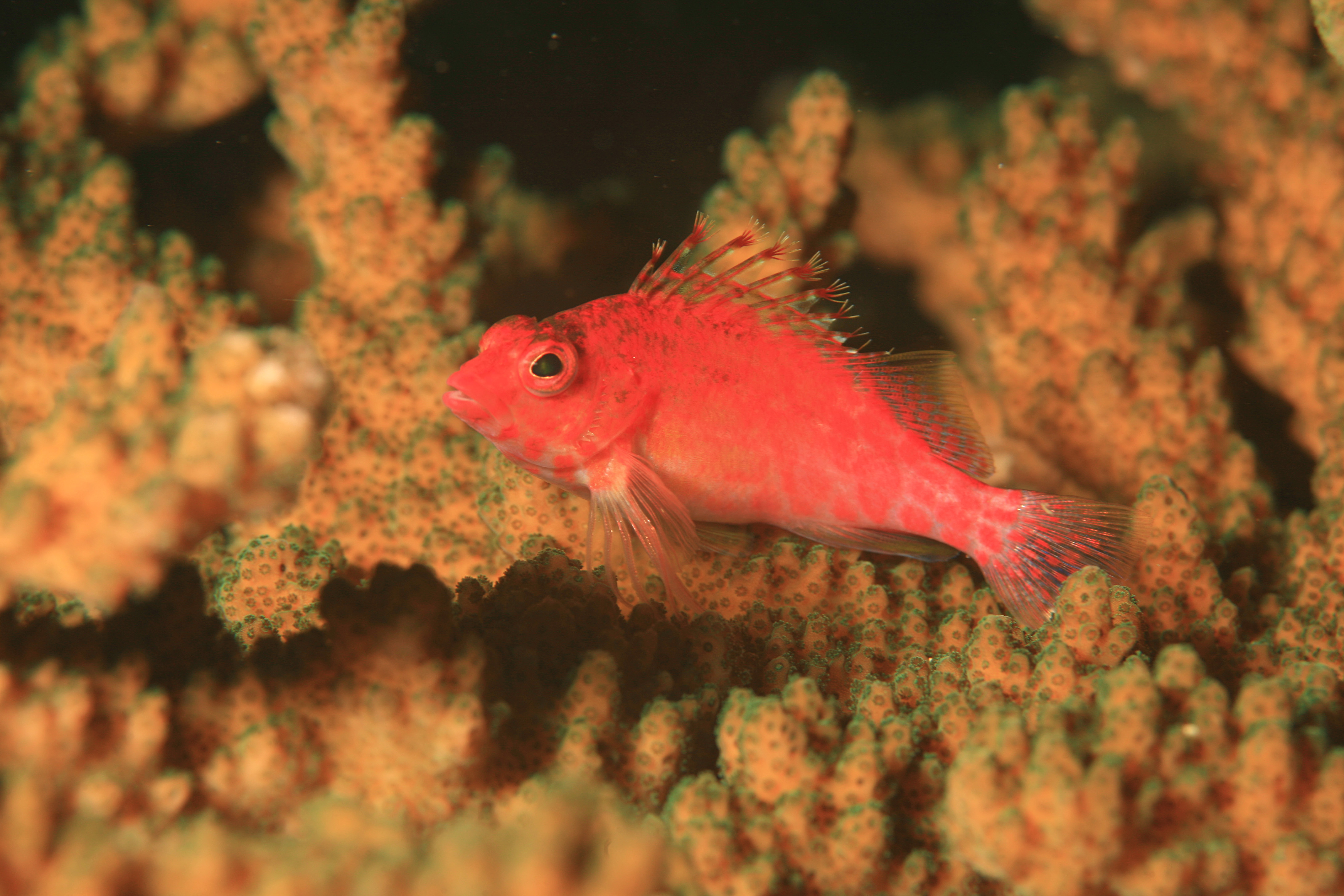
Cirrhitichthys oxycephalus

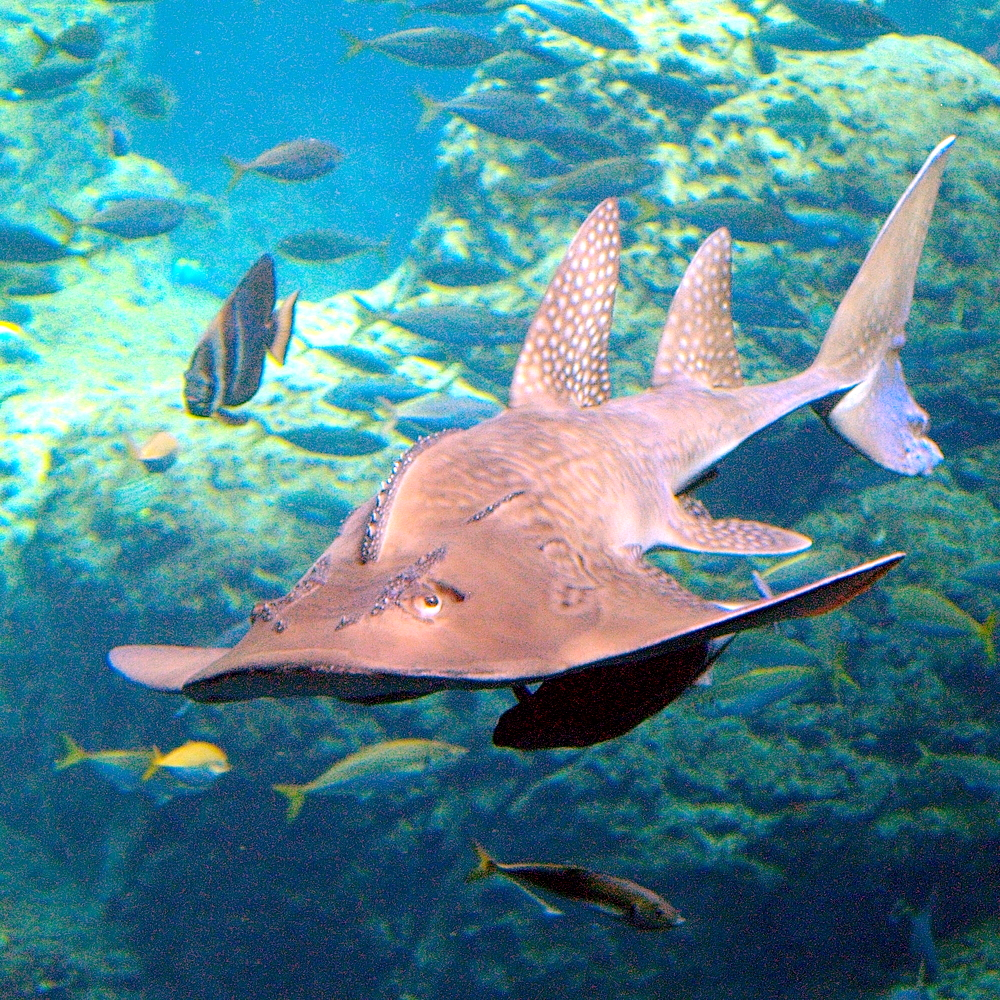
Rhina ancylostoma

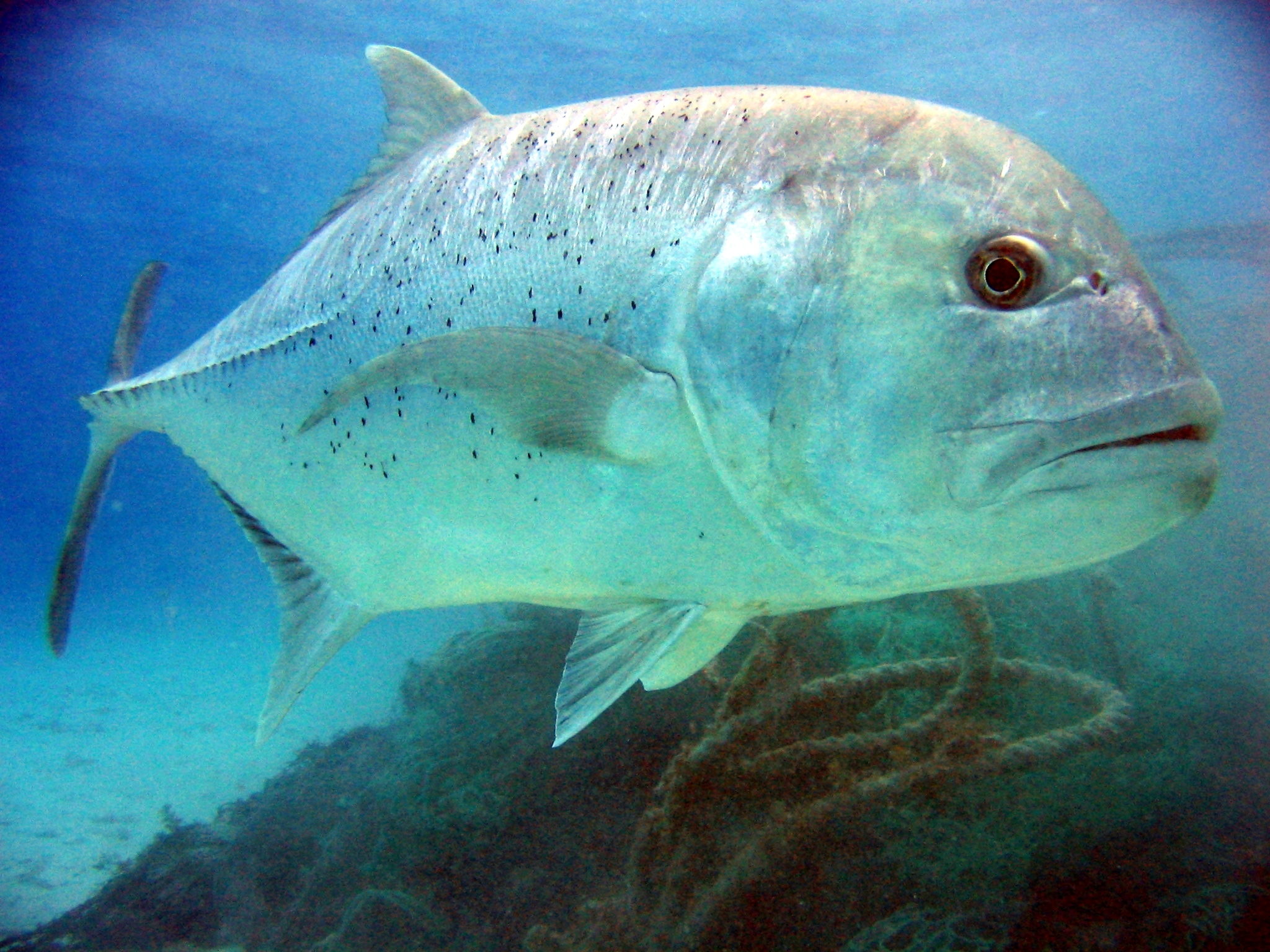
Sorella gegant (Caranx ignobilis)

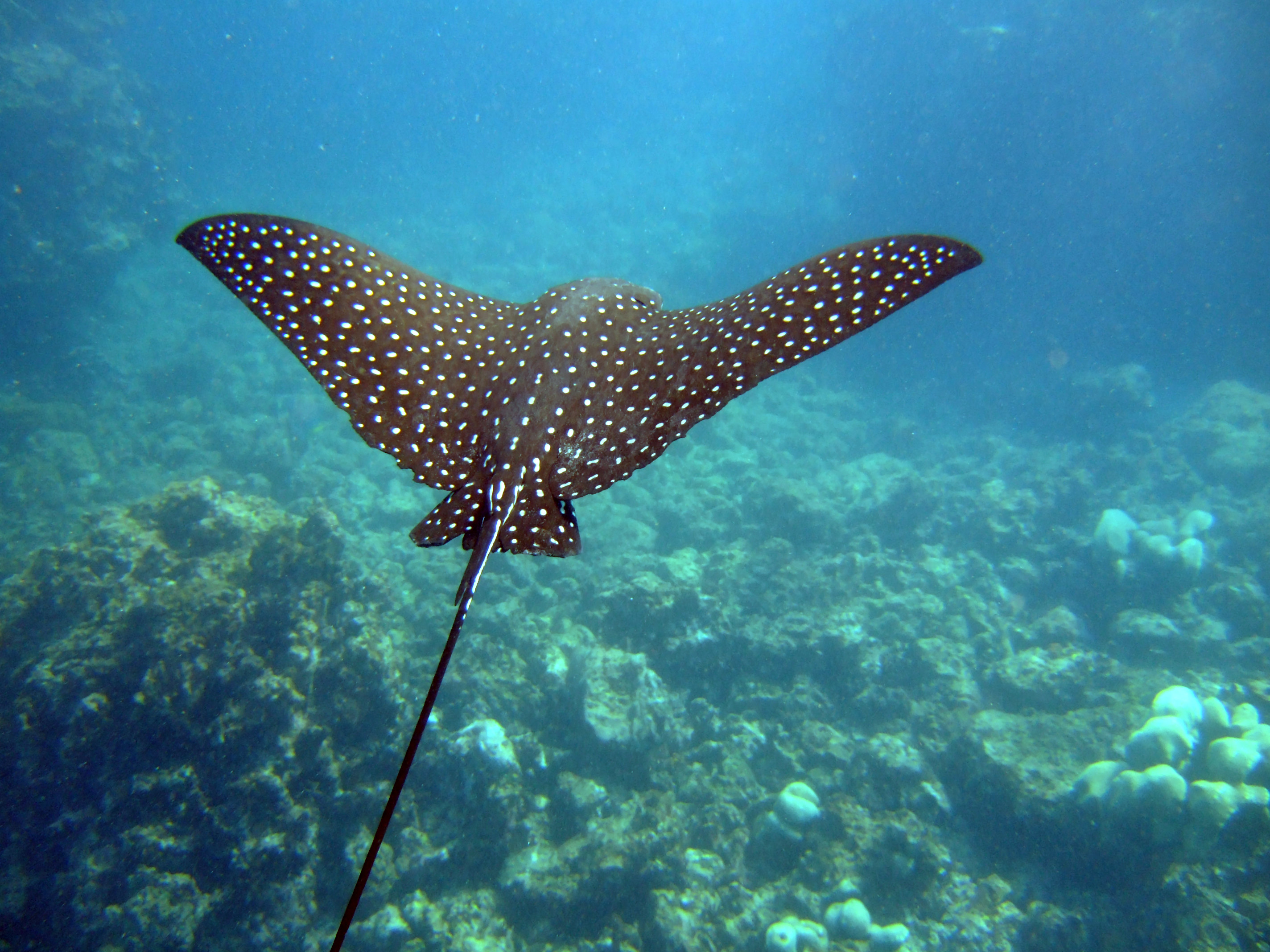
Milana pigallada (Aetobatus narinari)

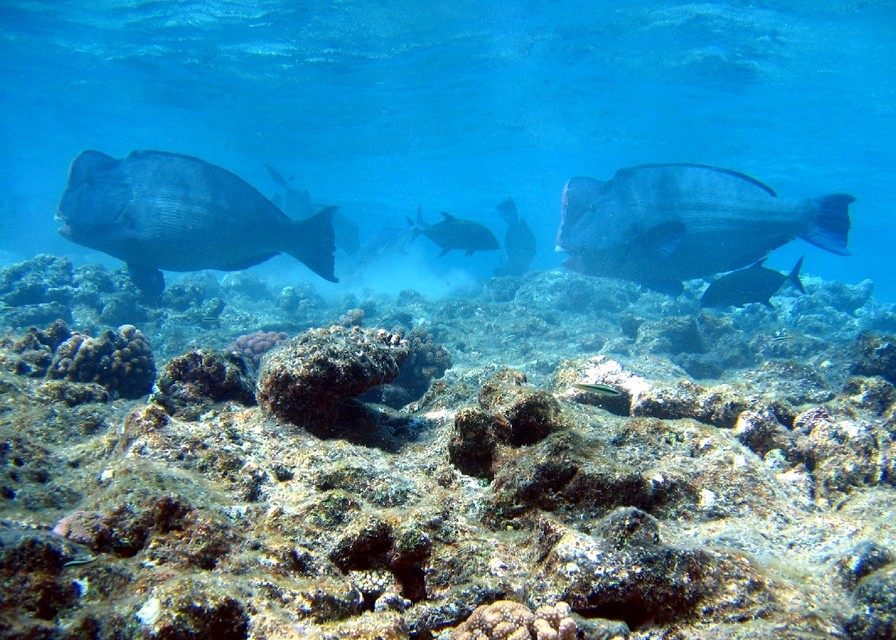
Peix lloro geperut verd (Bolbometopon muricatum)

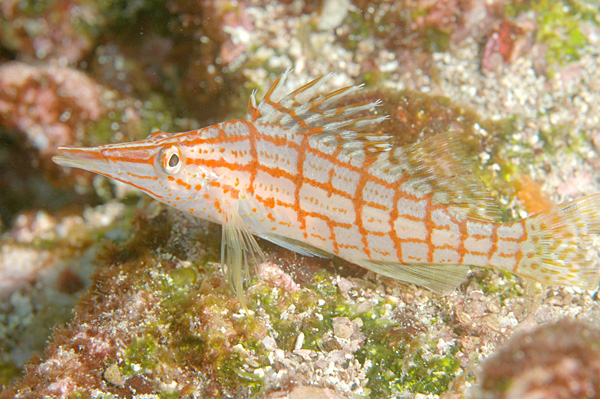
Oxycirrhites typus

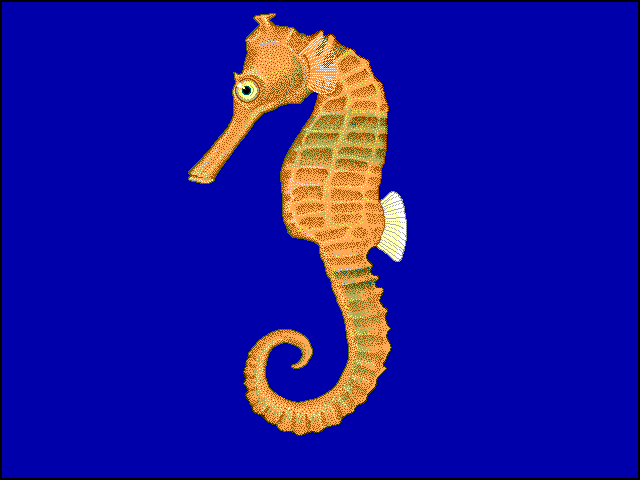
Cavallet de mar tacat (Hippocampus kuda)

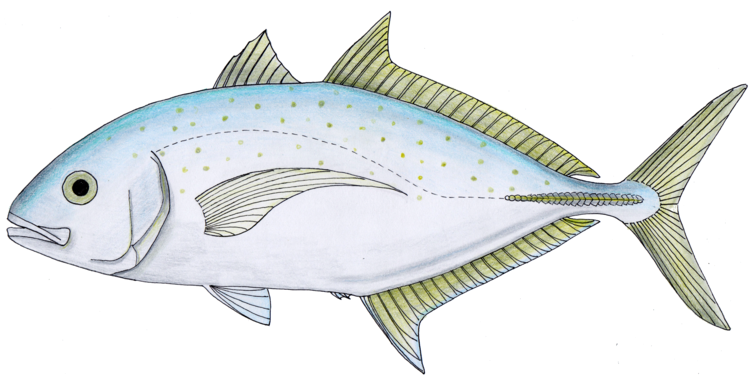
Carangoides fulvoguttatus

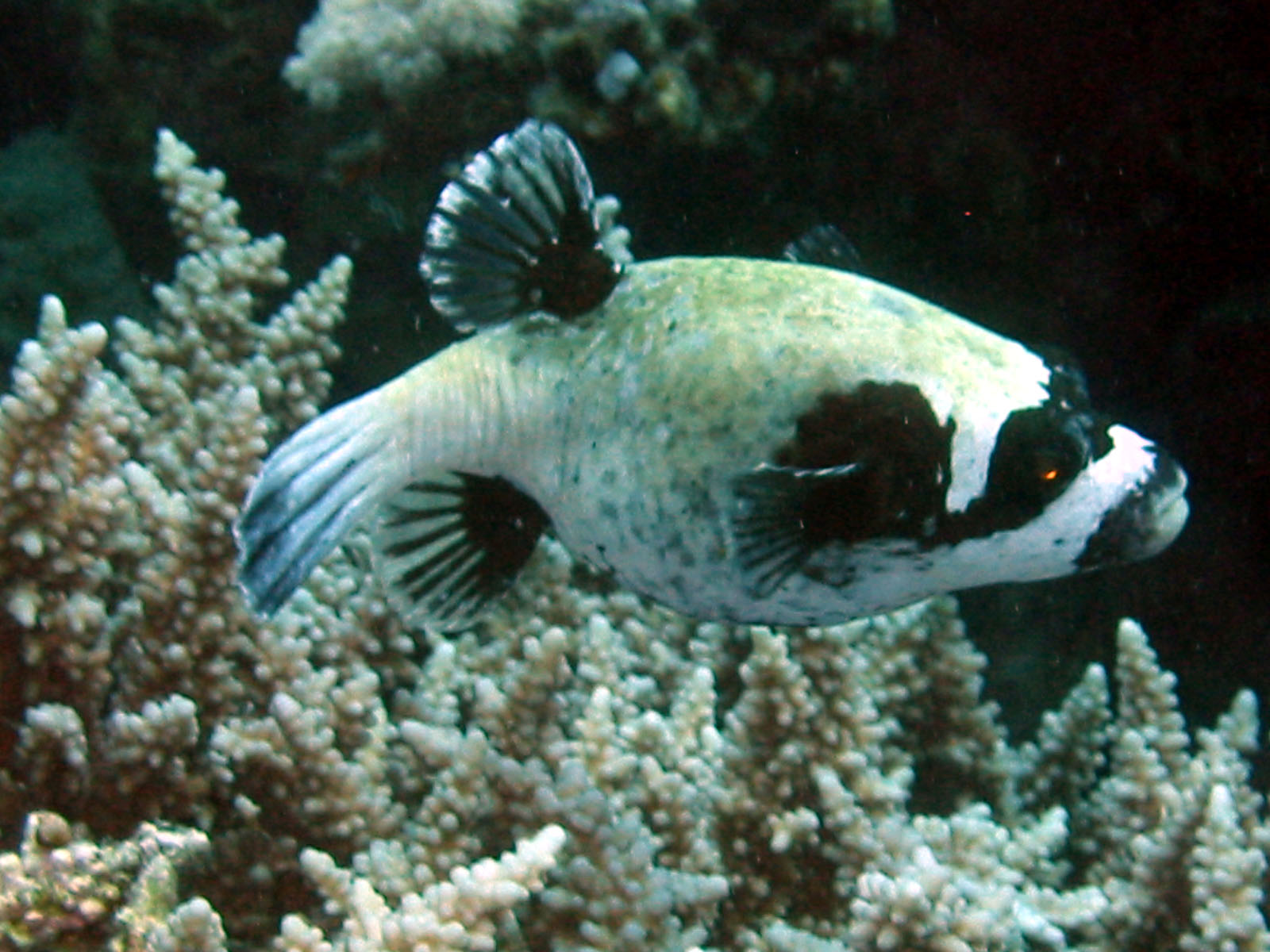
Arothron diadematus

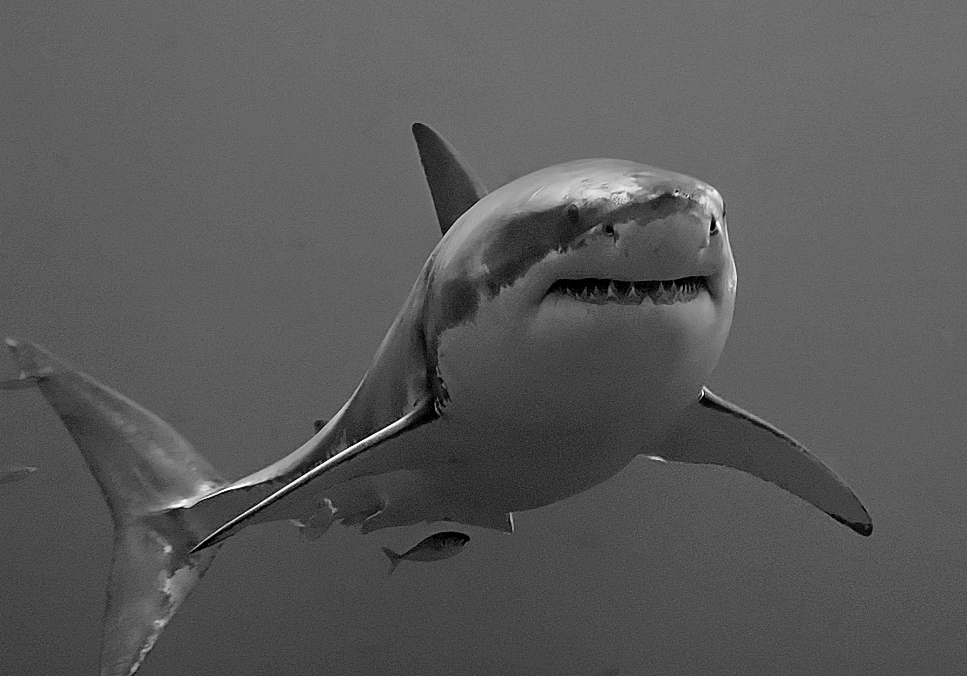
Tauró blanc (Carcharodon carcharias)

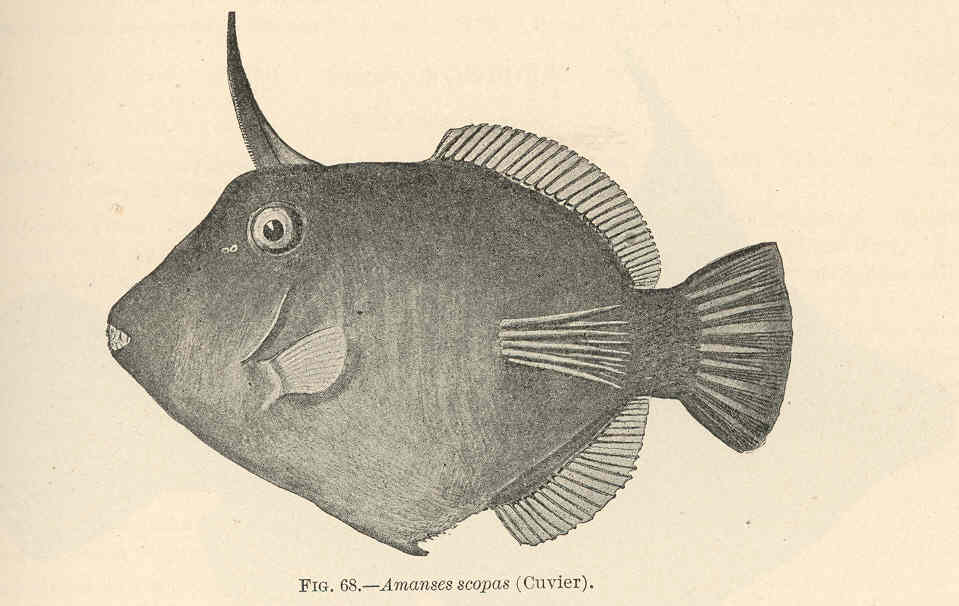
Amanses scopas

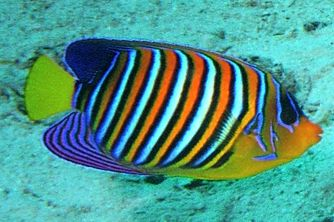
Pygoplites diacanthus

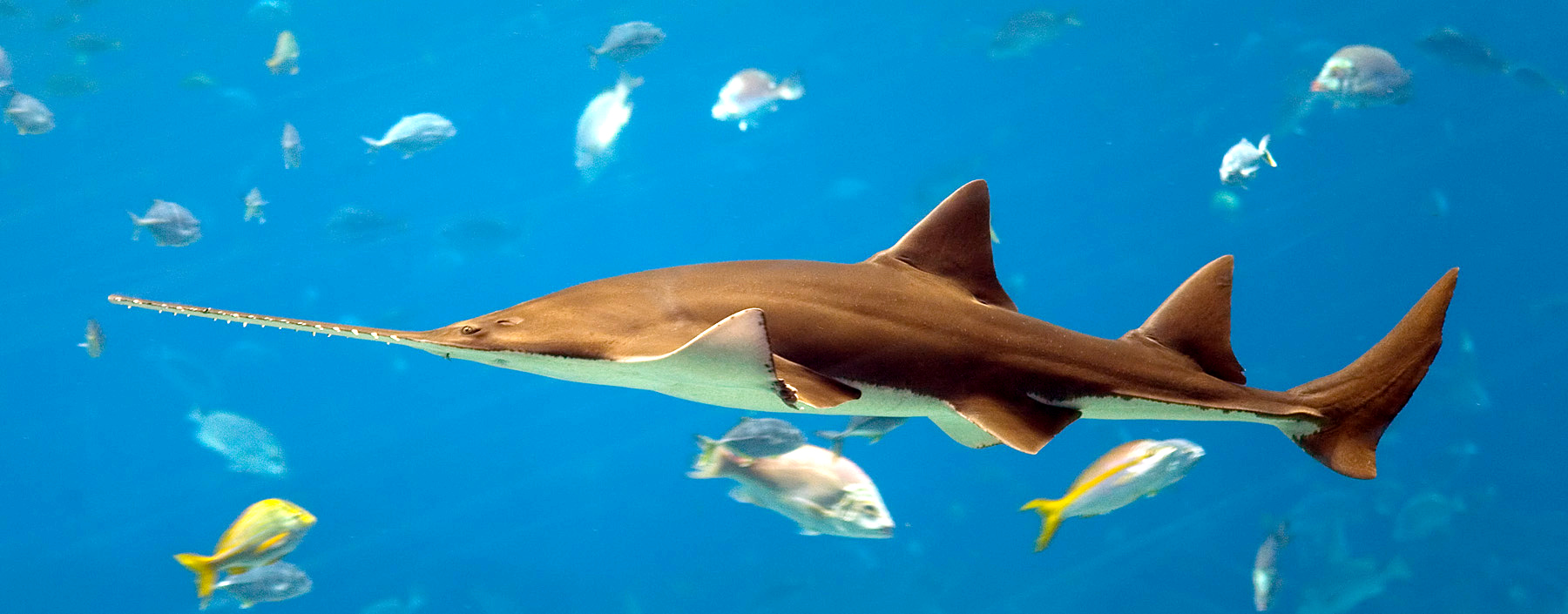
Pristis pectinata

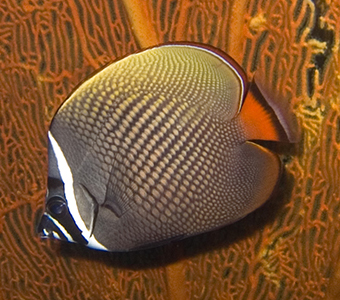
Chaetodon collare

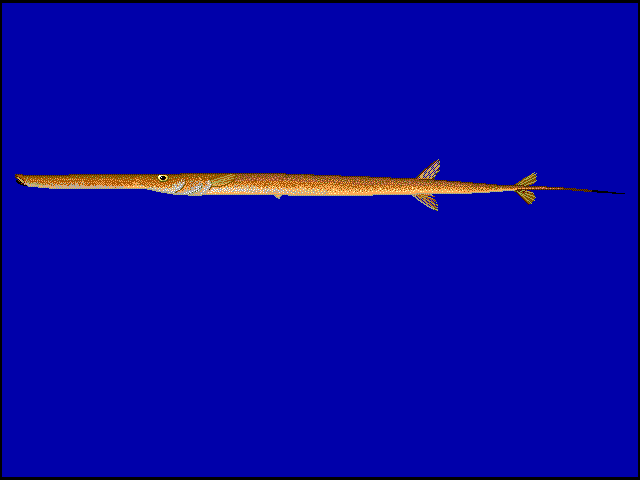
Fistularia petimba

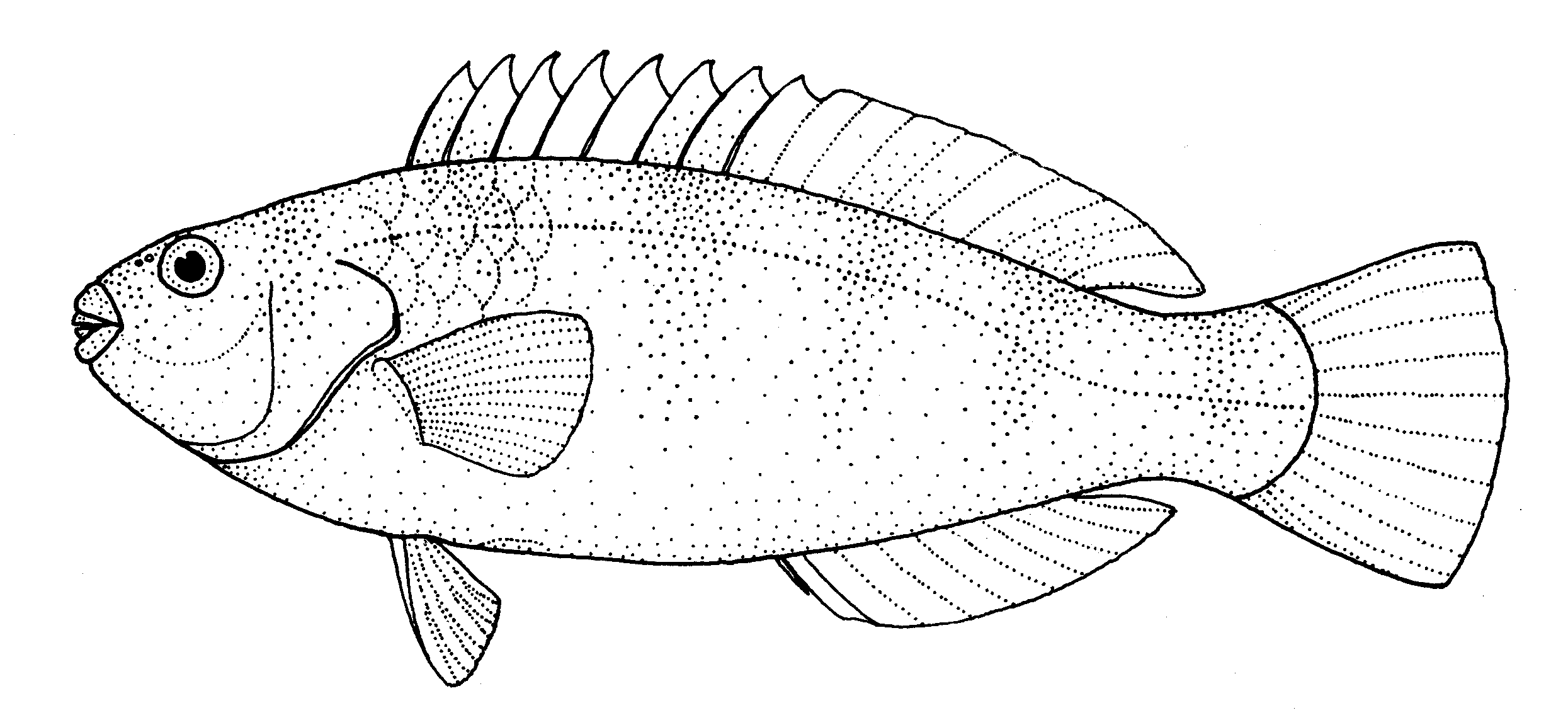
Leptoscarus vaigiensis

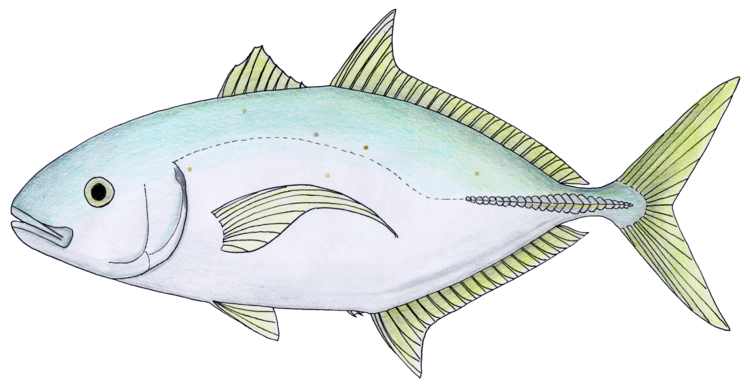
Carangoides gymnostethus

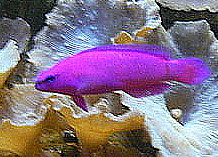
Pseudochromis fridmani

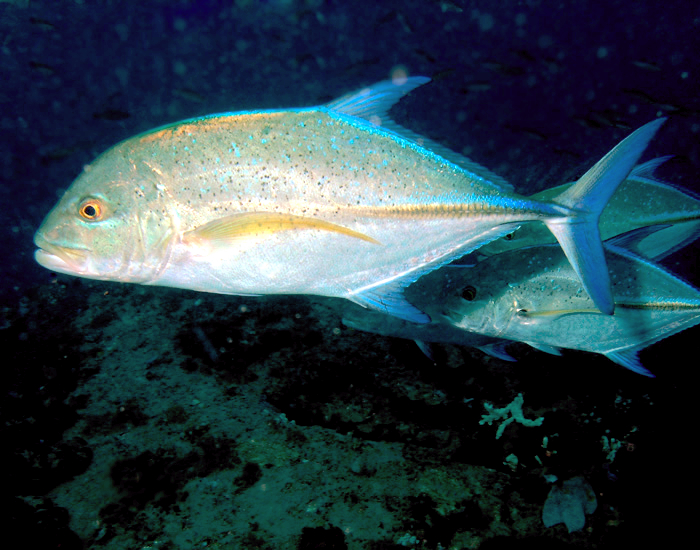
Sorella d'aleta blava (Caranx melampygus)

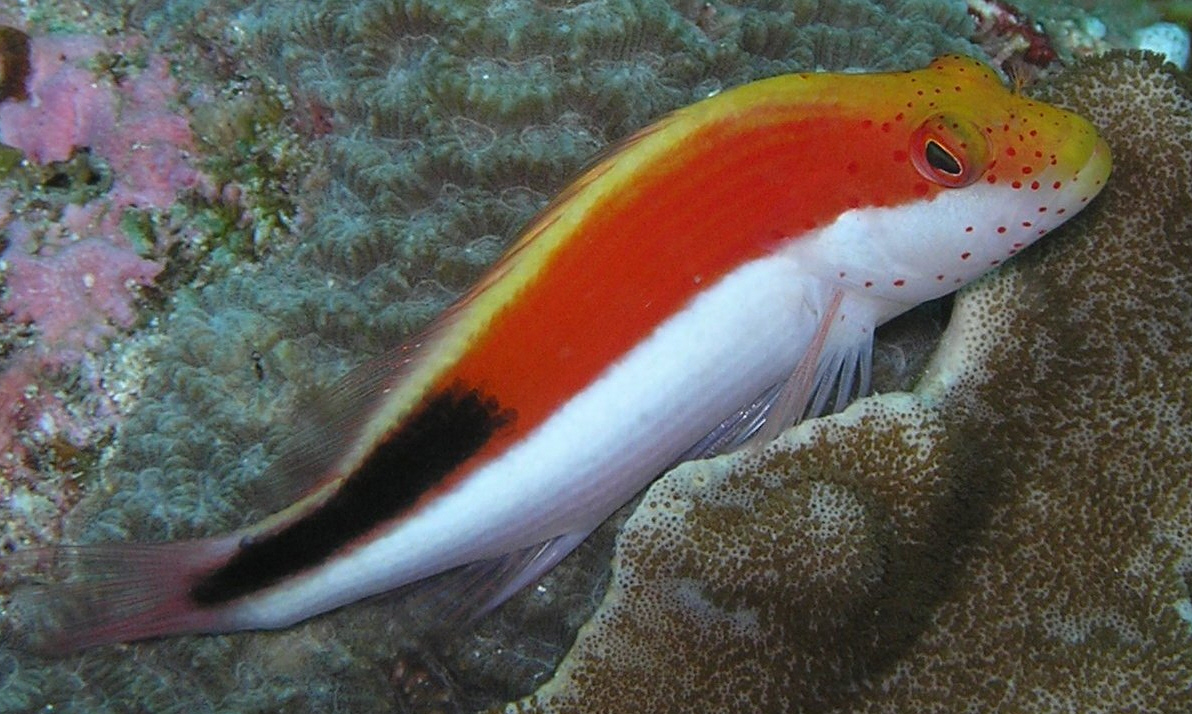
Paracirrhites forsteri

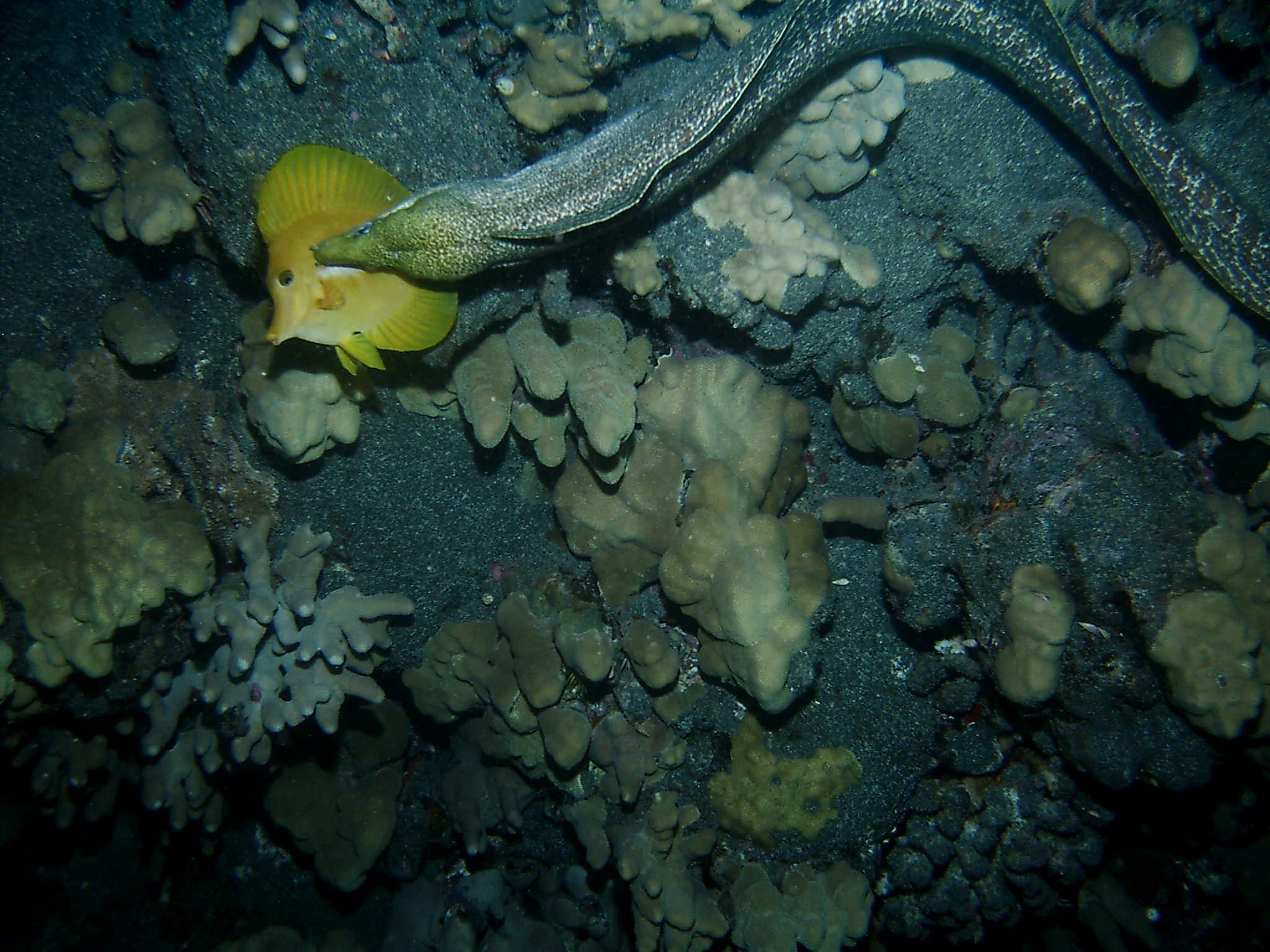
Morena ondulada (Gymnothorax undulatus)

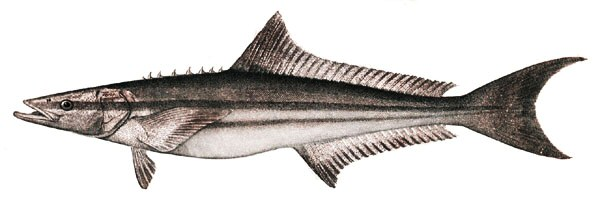
Còbia (Rachycentron canadum)

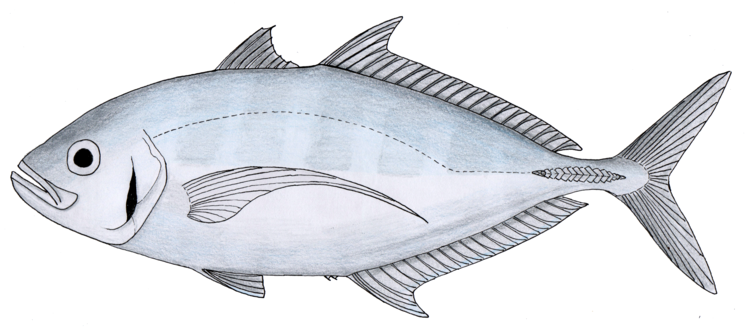
Carangoides plagiotaenia

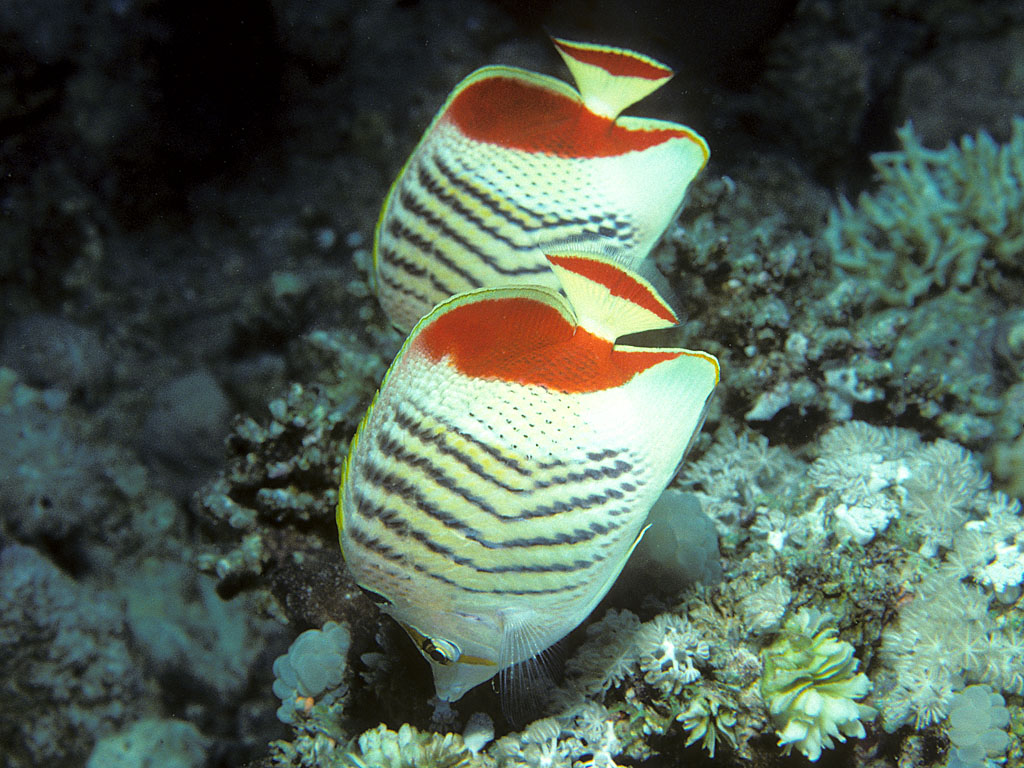
Chaetodon paucifasciatus

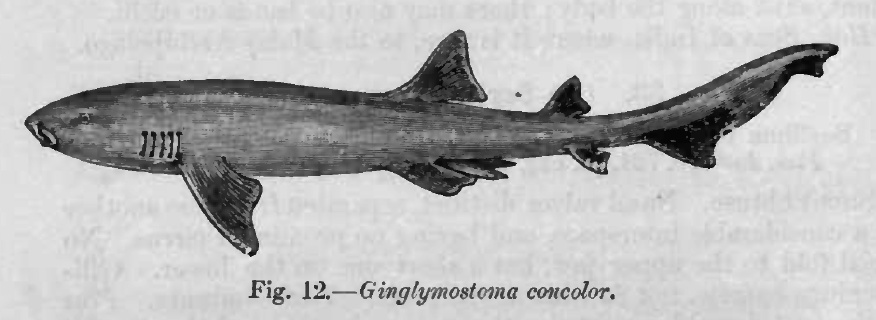
Tauró nodrissa lleonat (Nebrius ferrugineus)

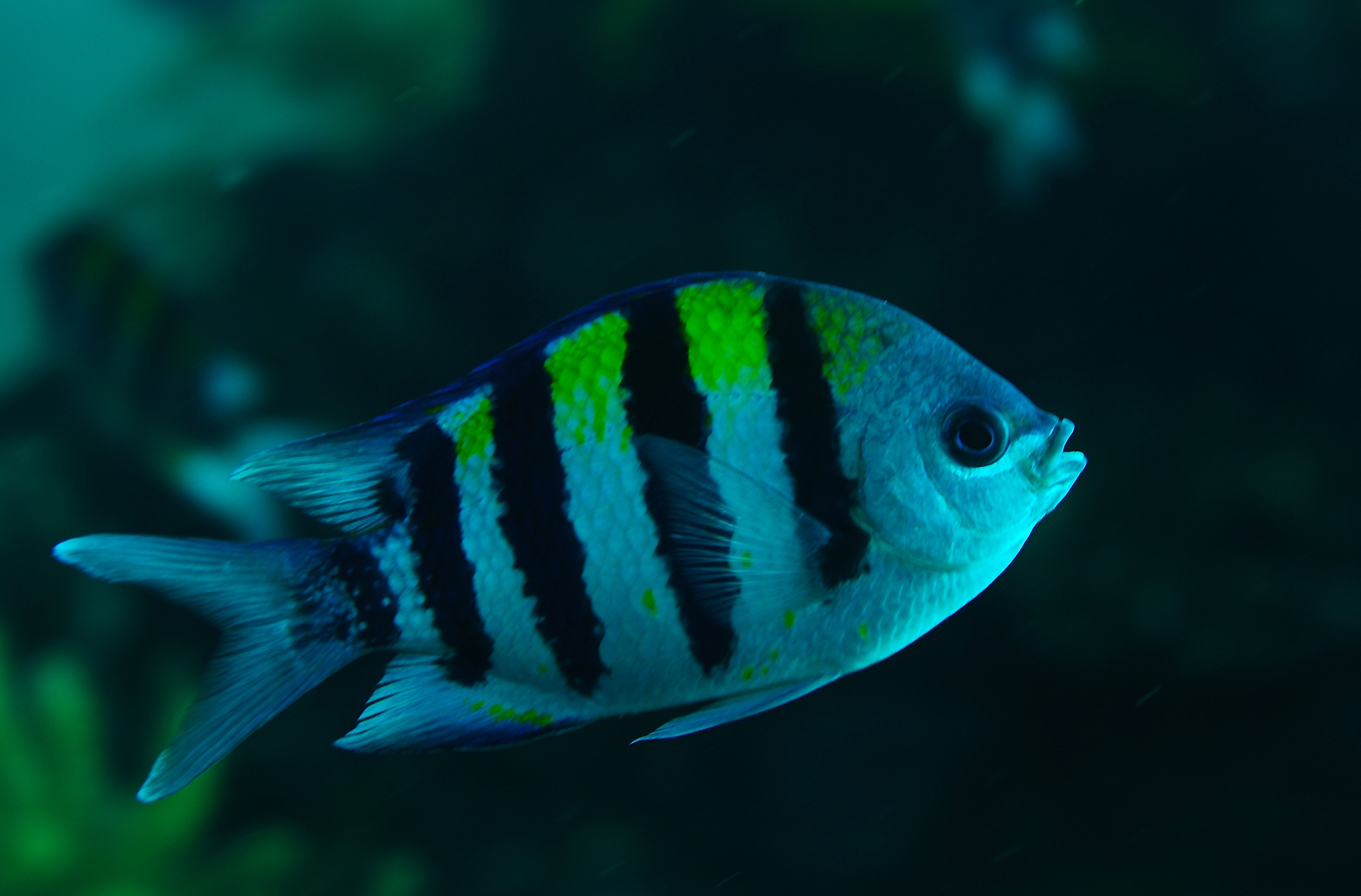
Abudefduf sexfasciatus

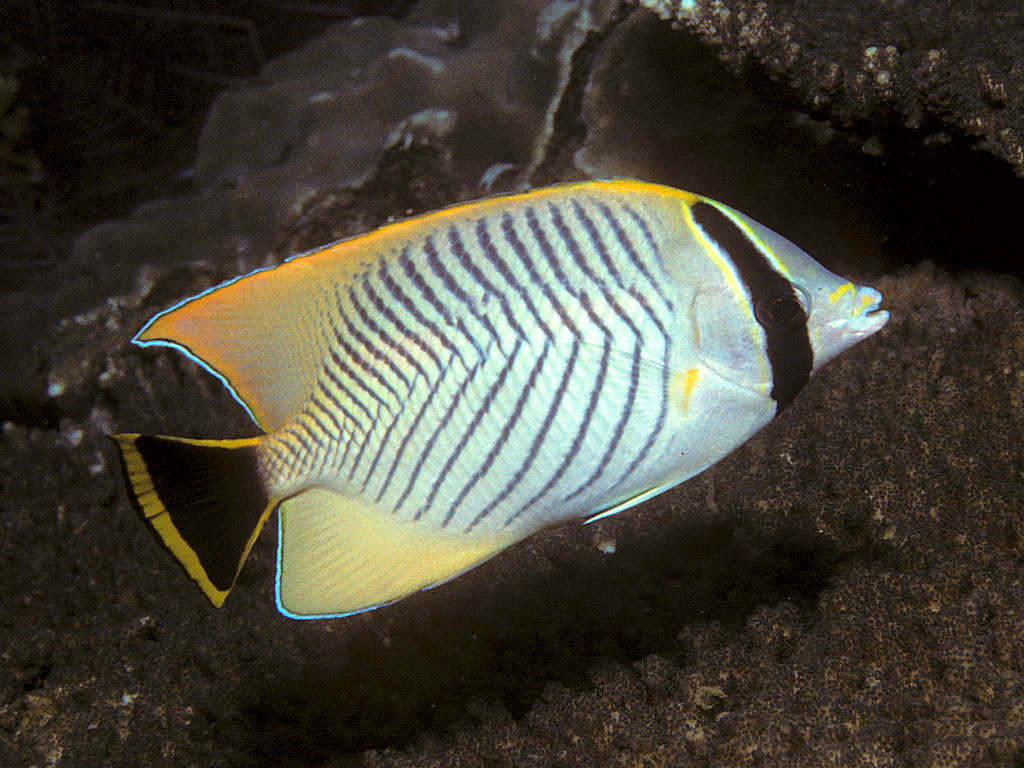
Chaetodon trifascialis

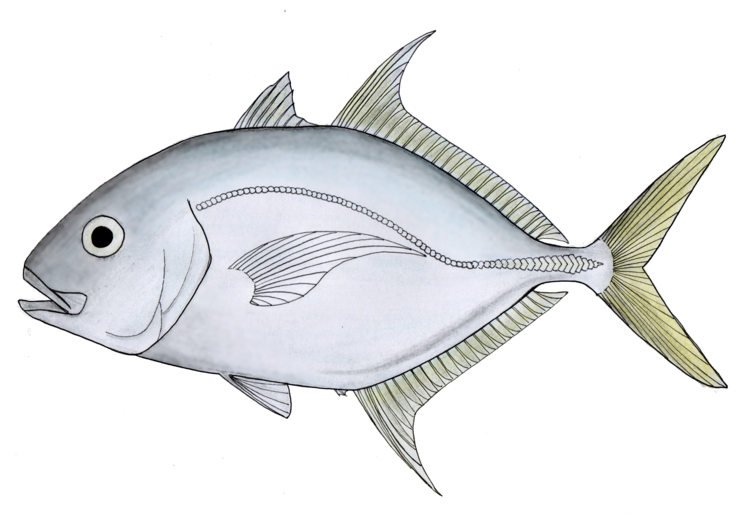
Carangoides chrysophrys

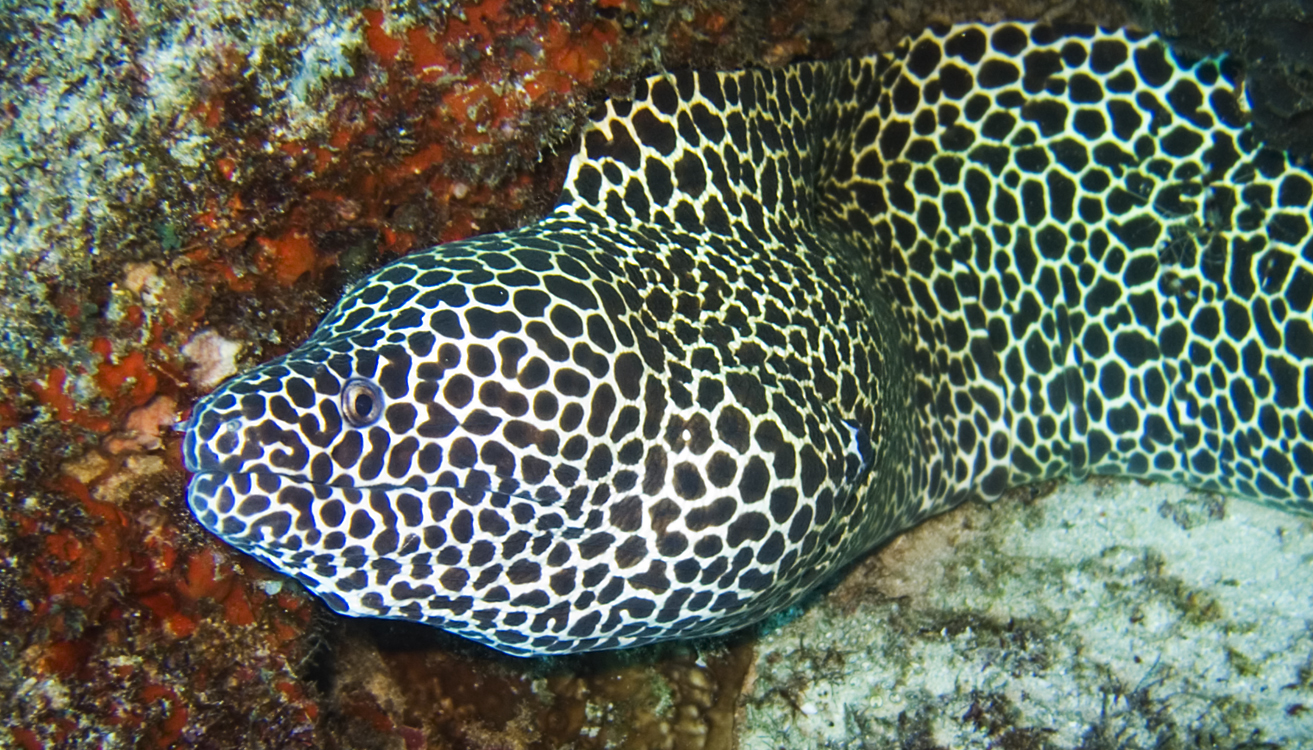
Gymnothorax favagineus

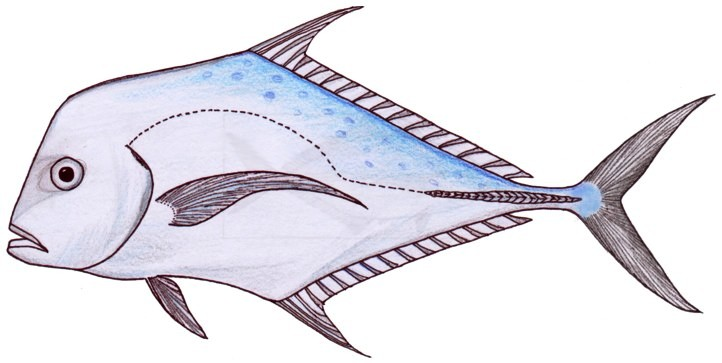
Alectis indicus

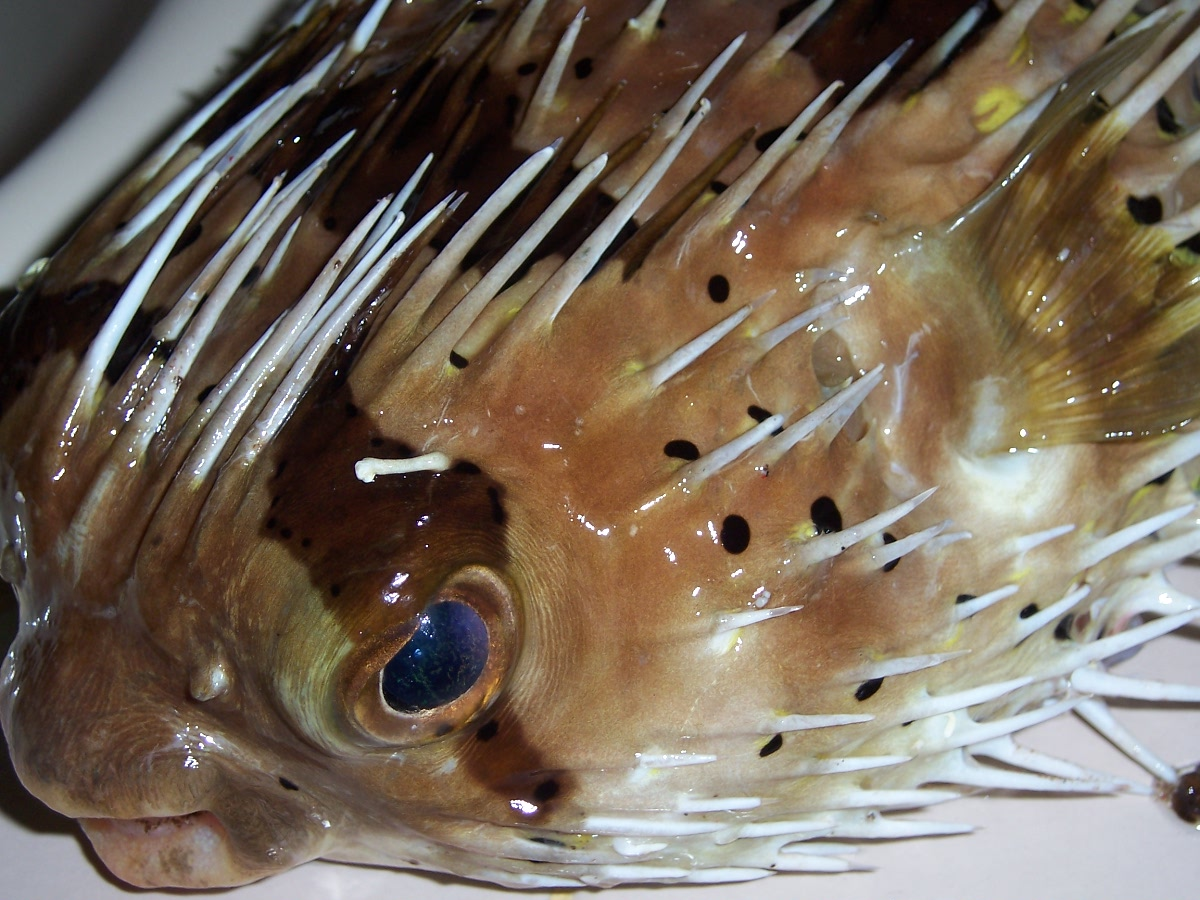
Diodon holocanthus

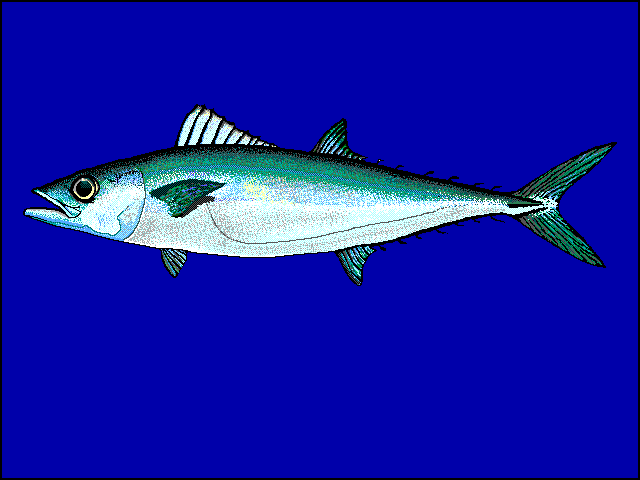
Grammatorcynus bilineatus

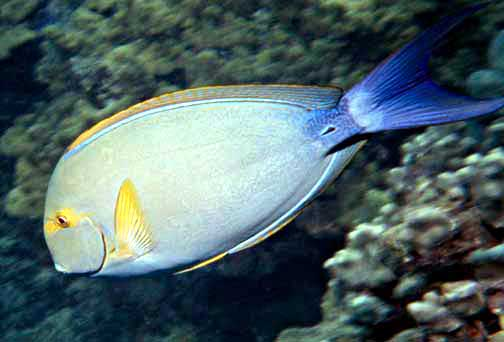
Acanthurus xanthopterus

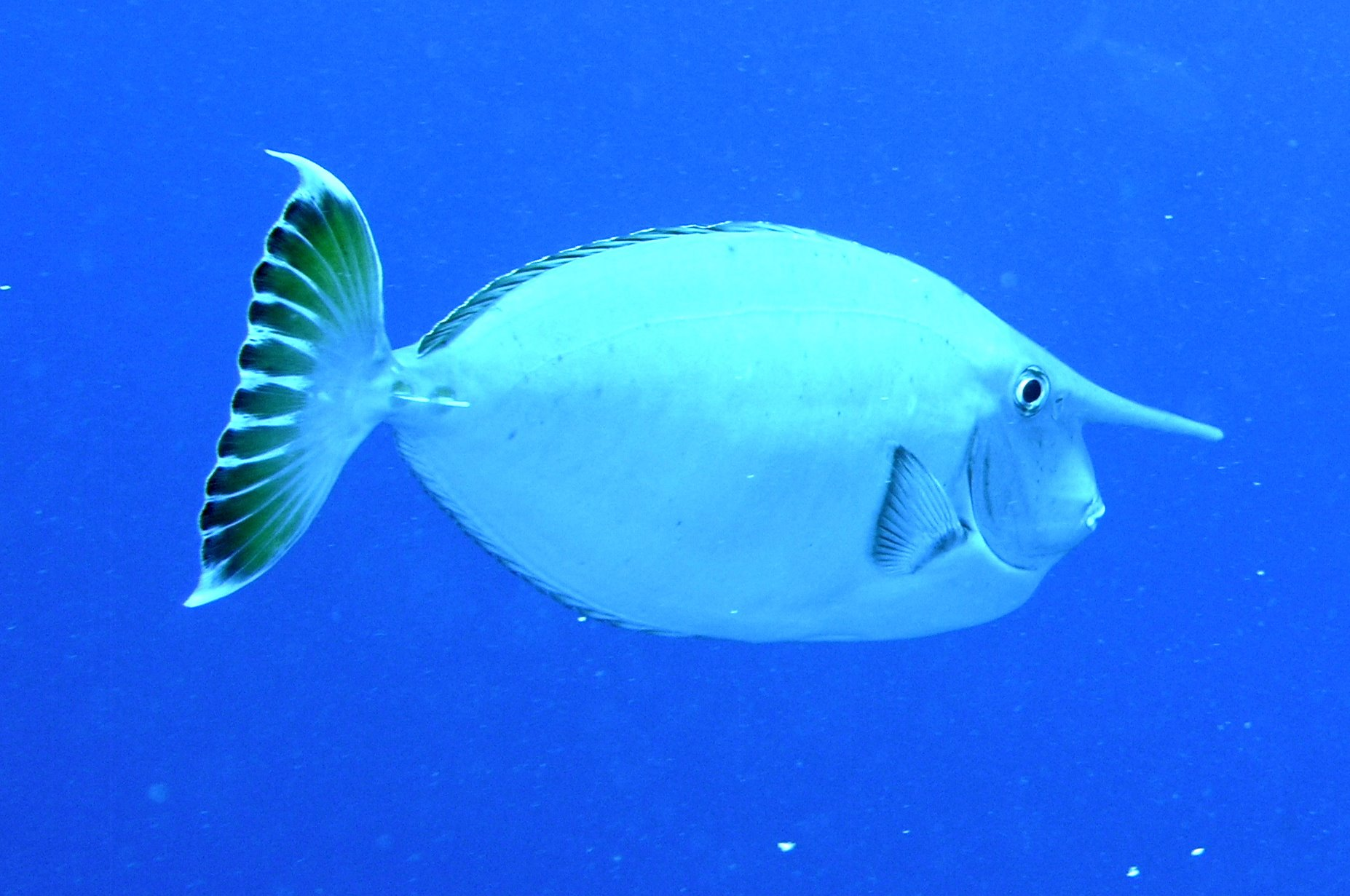
Naso annulatus

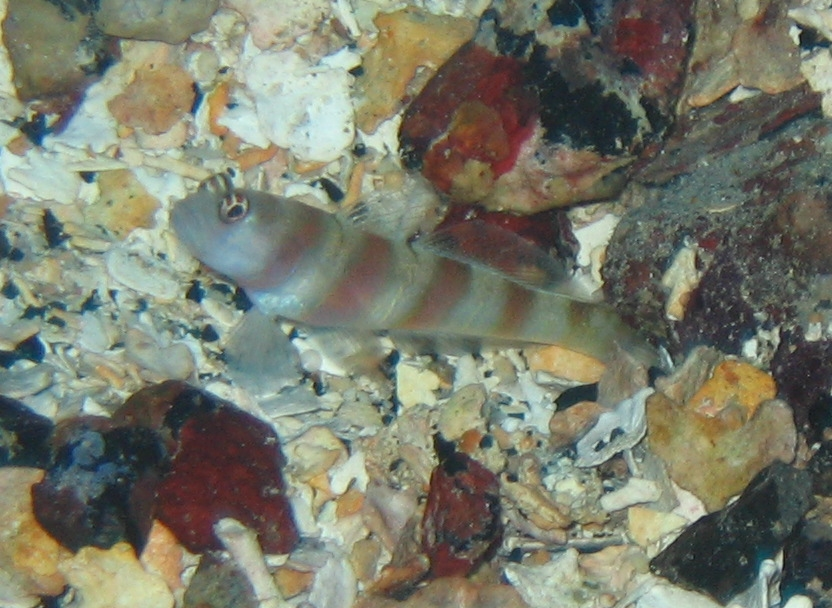
Amblyeleotris steinitzi

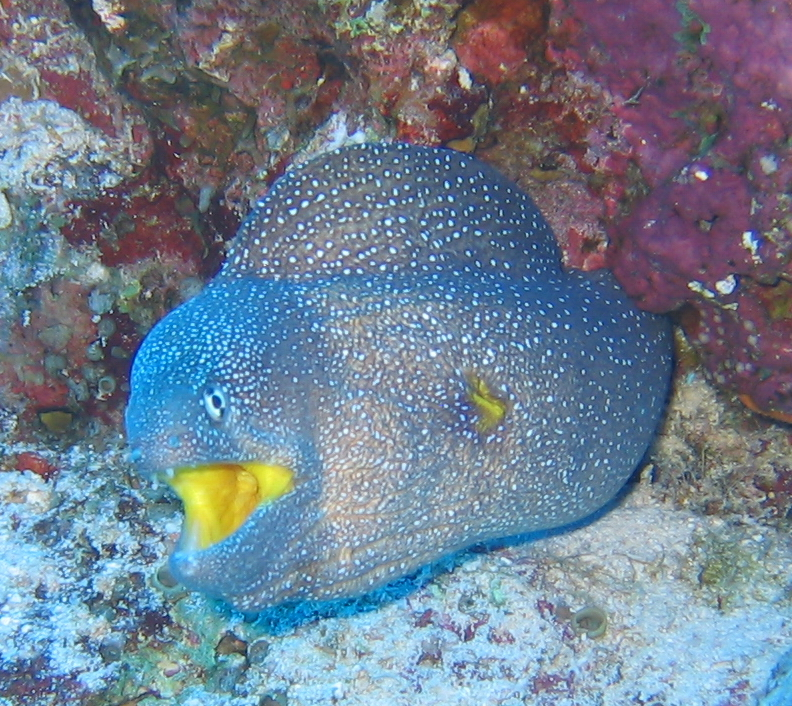
Gymnothorax nudivomer

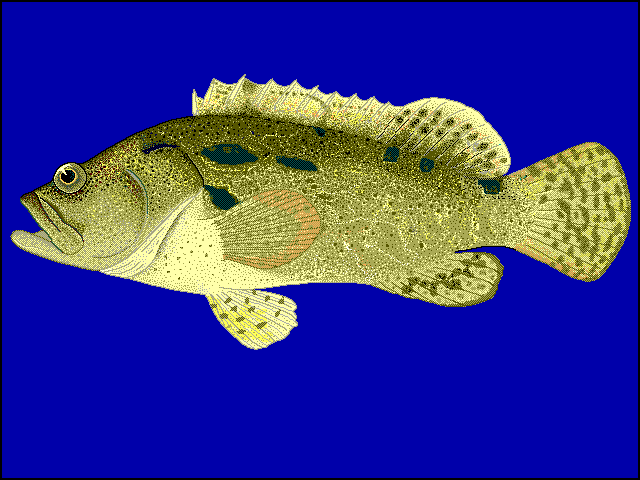
Epinephelus fuscoguttatus

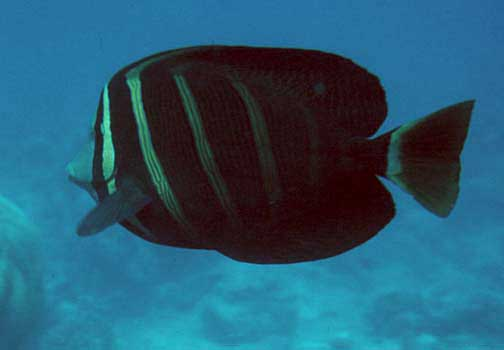
Zebrasoma veliferum

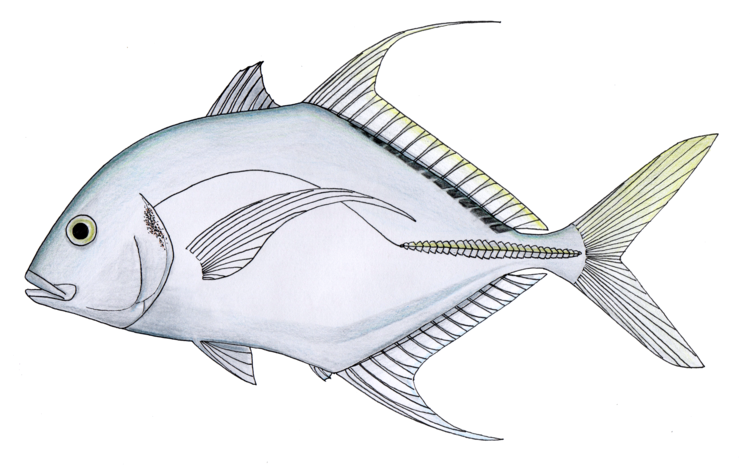
Carangoides dinema

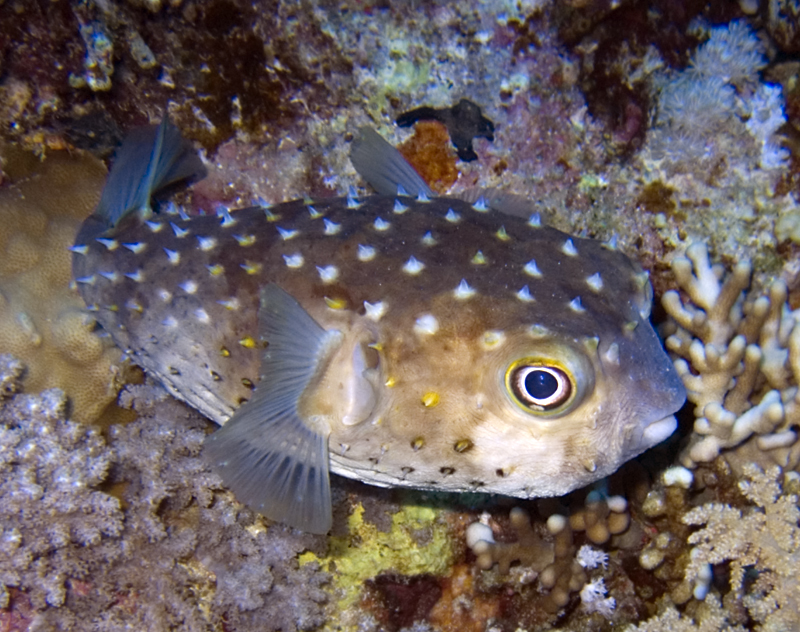
Cyclichthys spilostylus

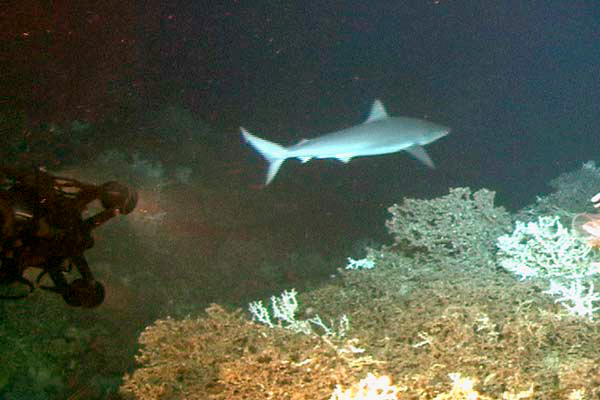
Carcharhinus altimus

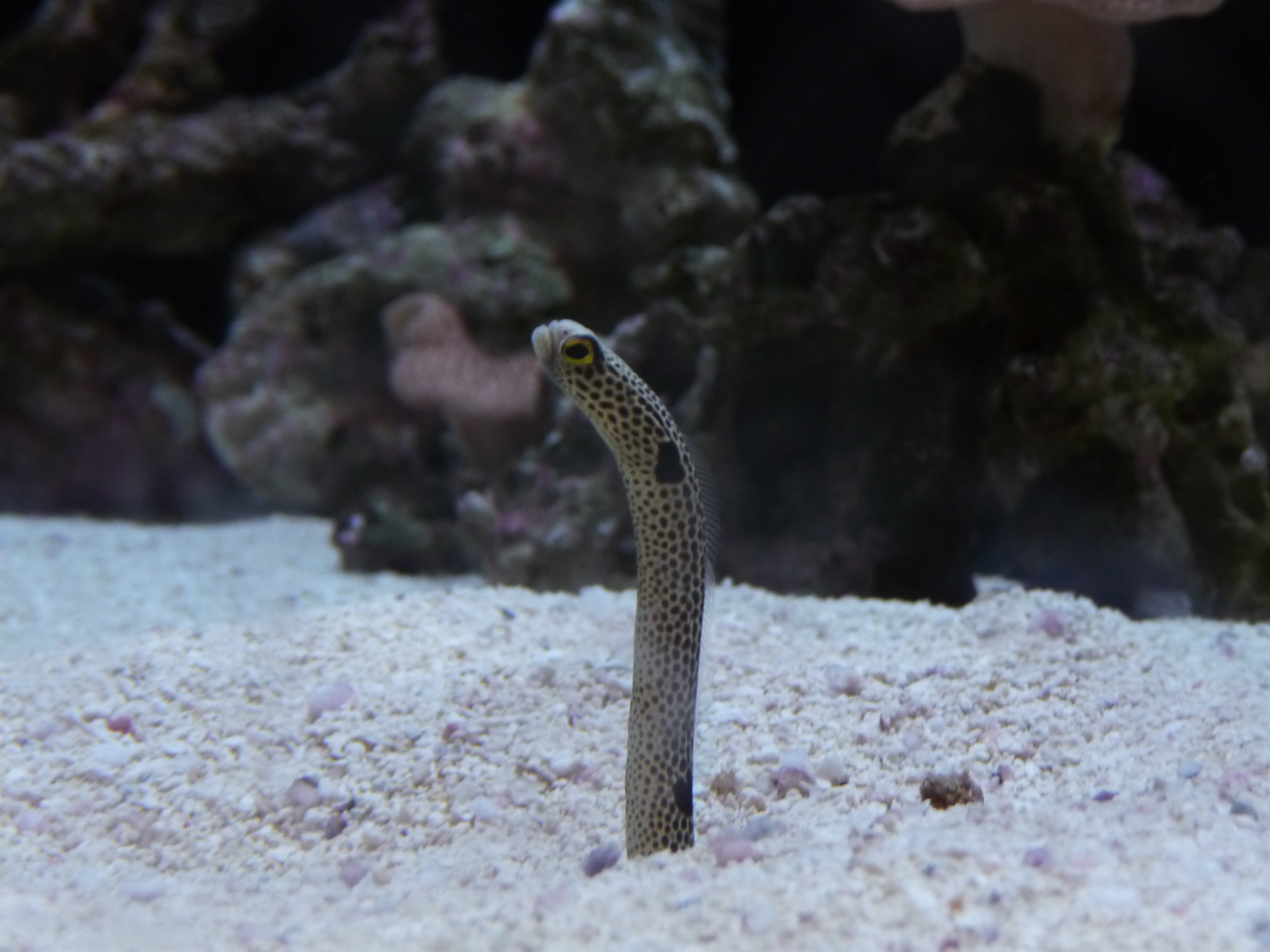
Anguila jardinera tacada (Heteroconger hassi)

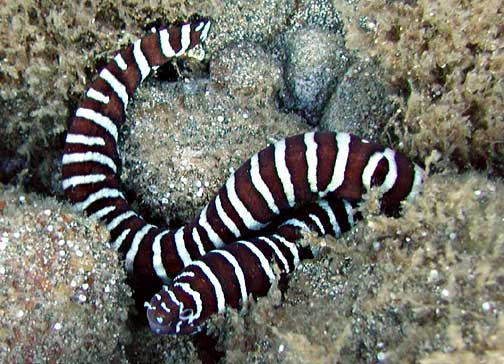
Morena zebra (Gymnomuraena zebra)

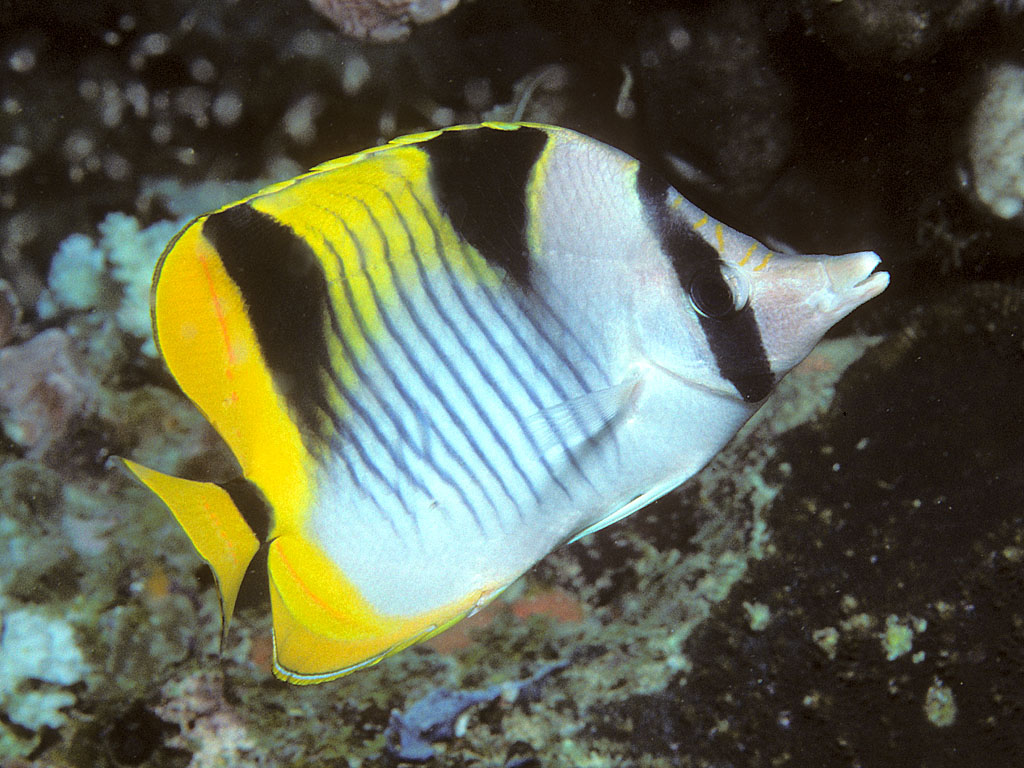
Chaetodon falcula

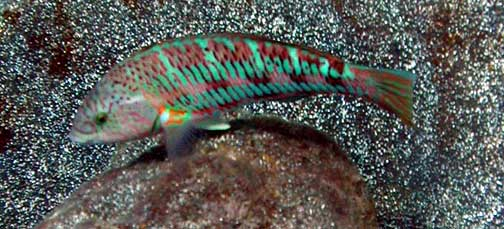
Thalassoma trilobatum

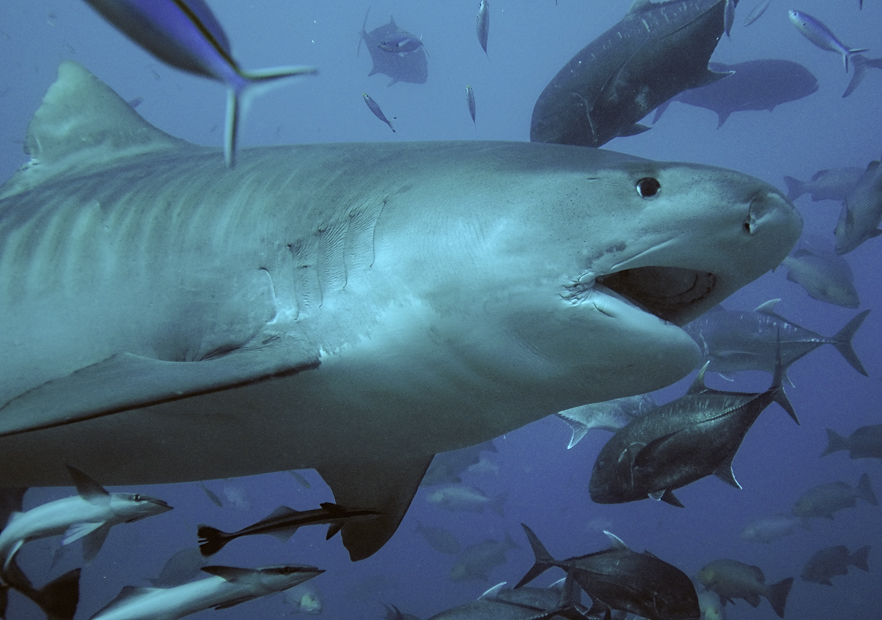
Galeocerdo cuvier

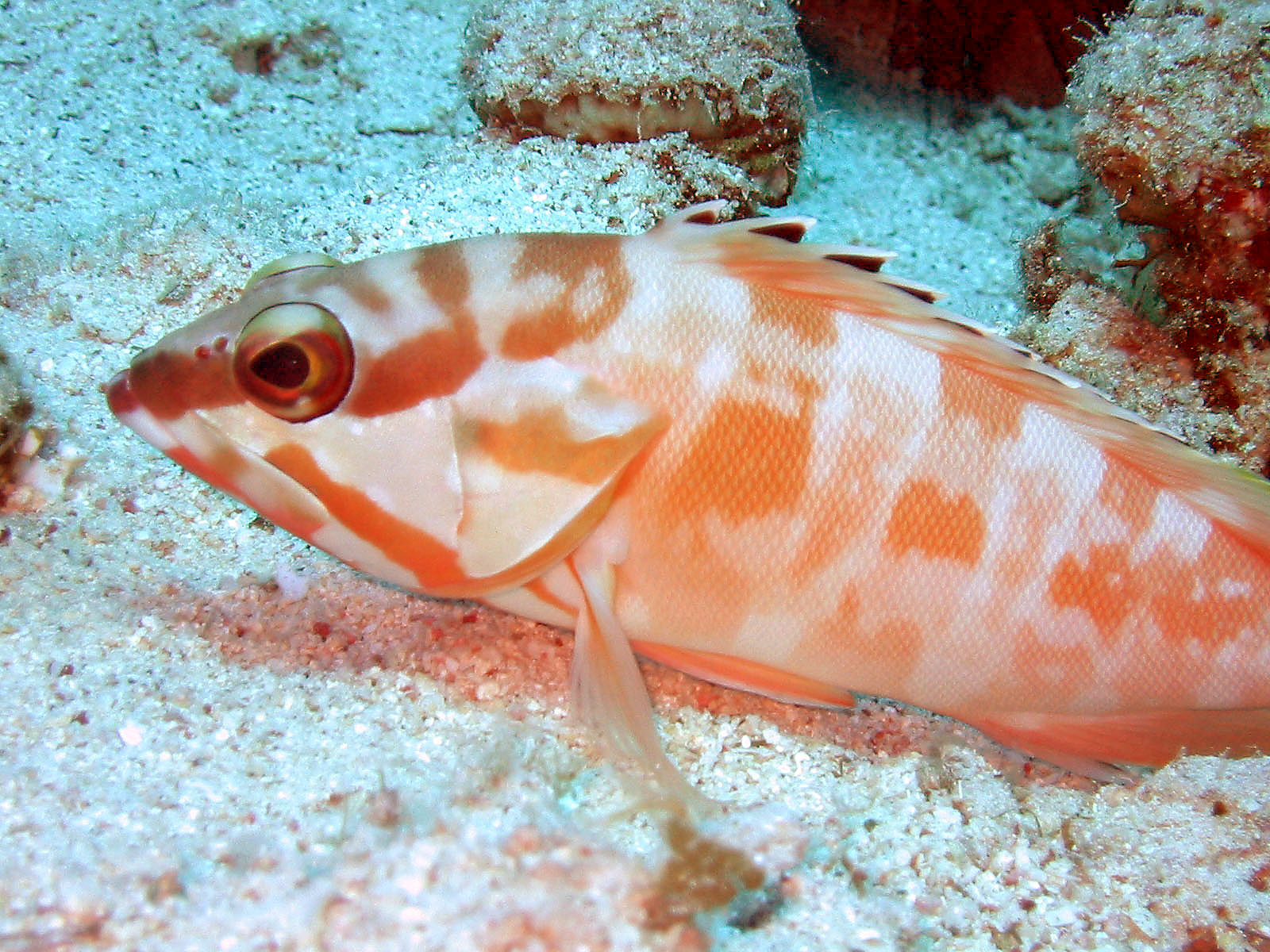
Epinephelus fasciatus

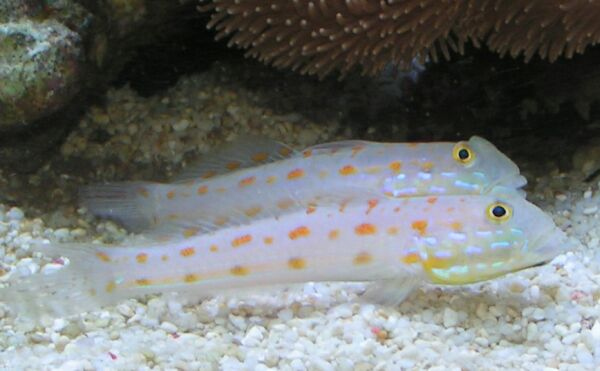
Valenciennea puellaris

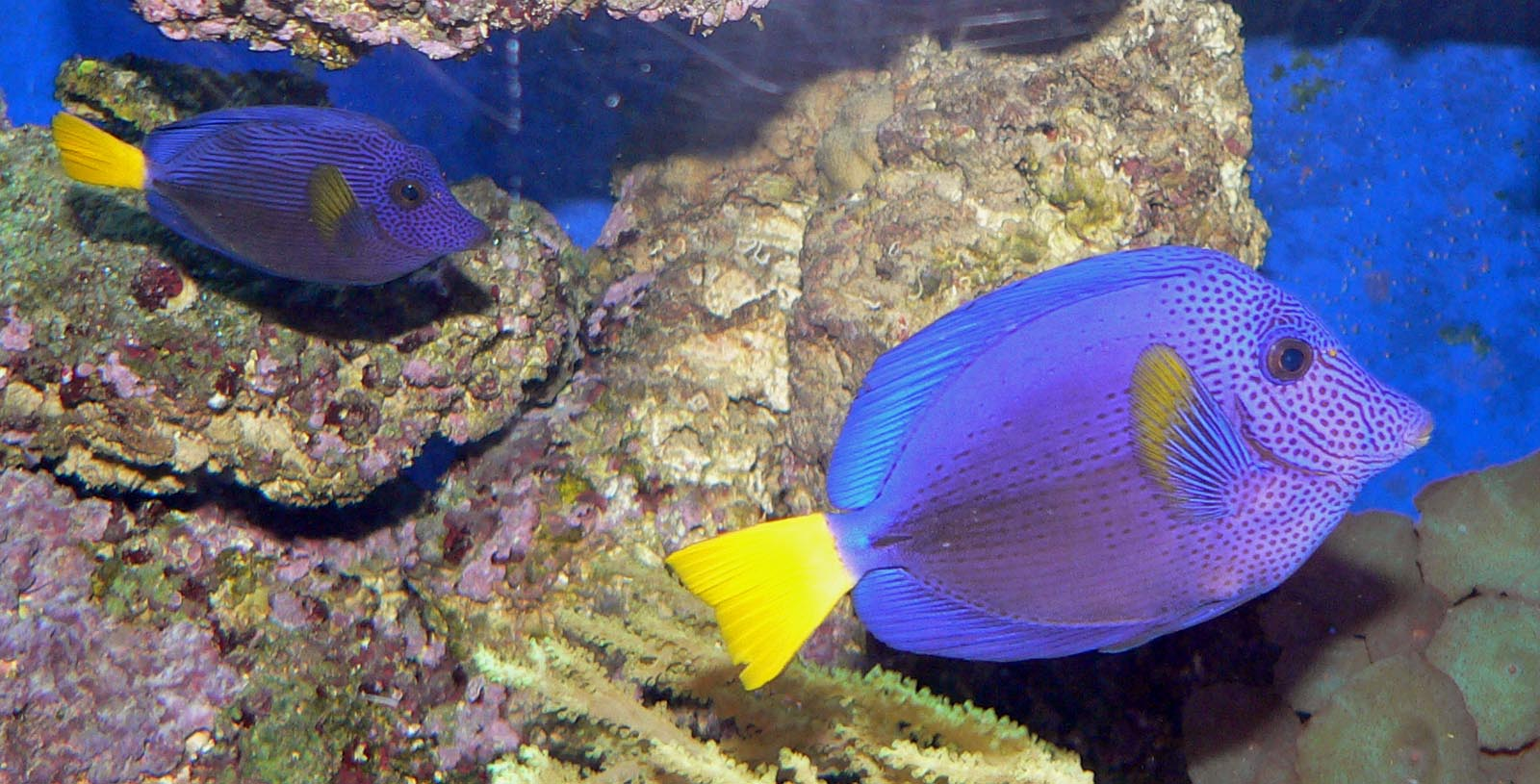
Zebrasoma xanthurum

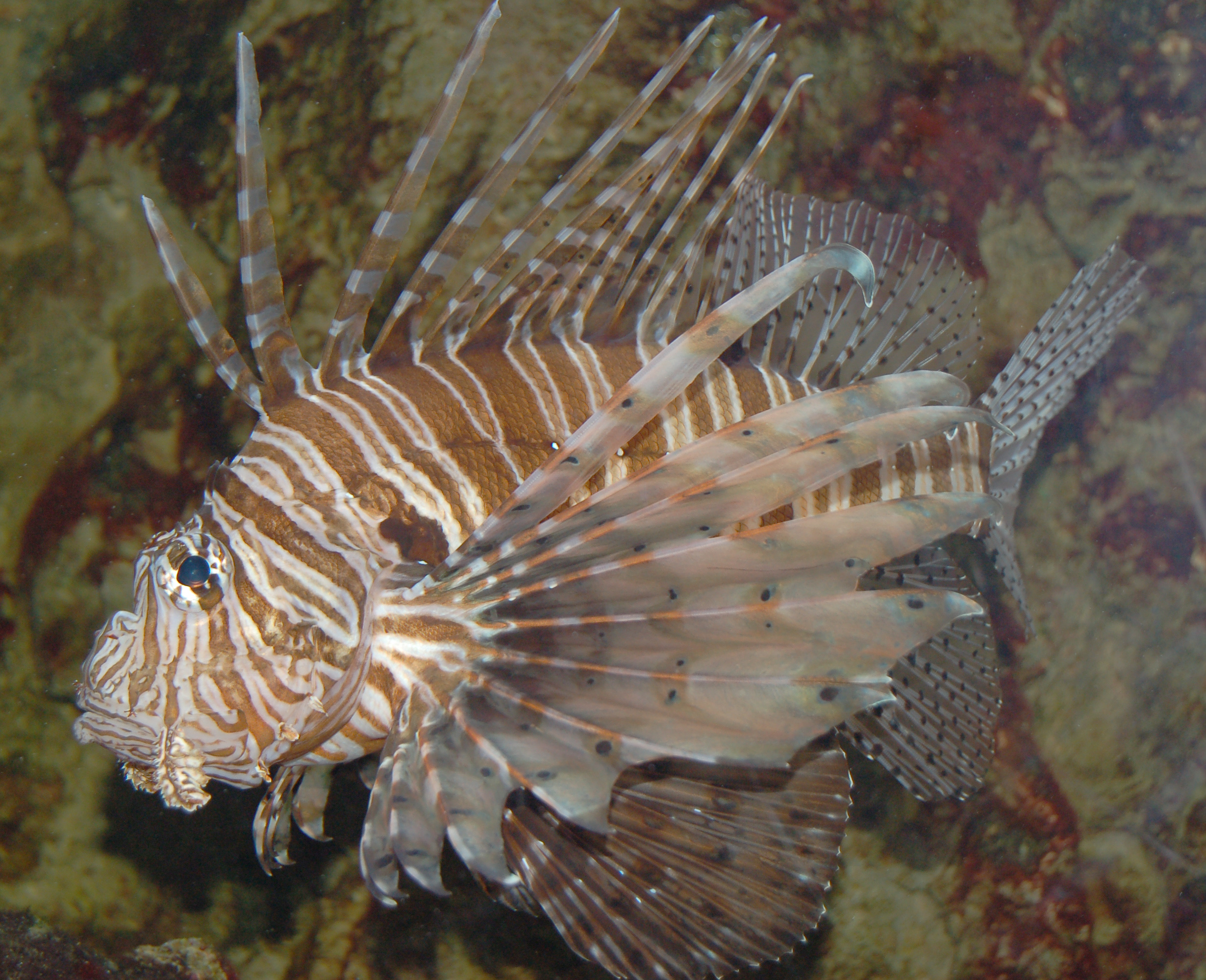
Peix escorpí (Pterois volitans)

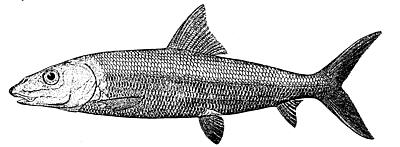
Peix os (Albula vulpes)

Aquesta és una llista de peixos de la Mar Roja:

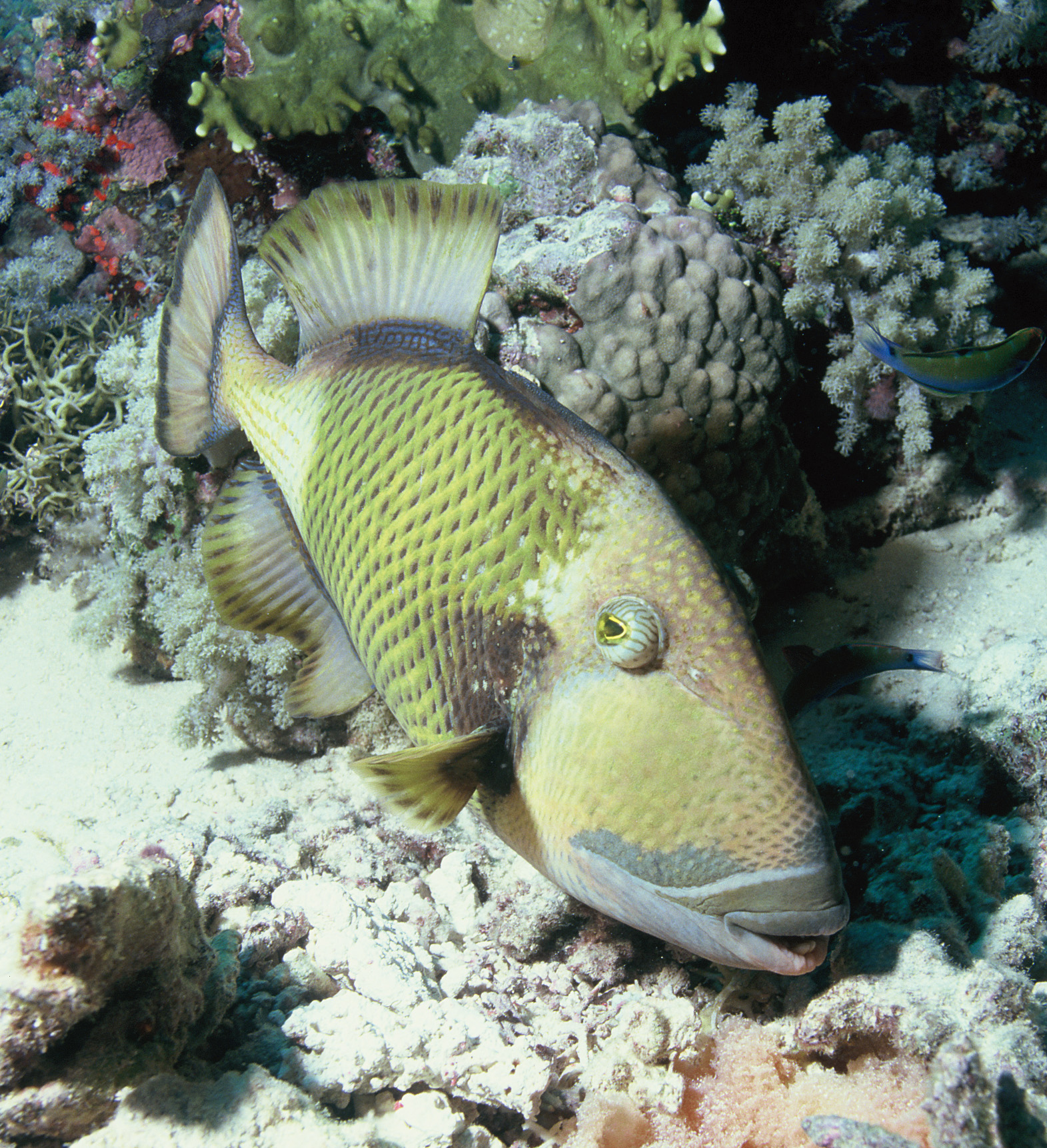
Peix ballesta olivaci (Balistoides viridescens)

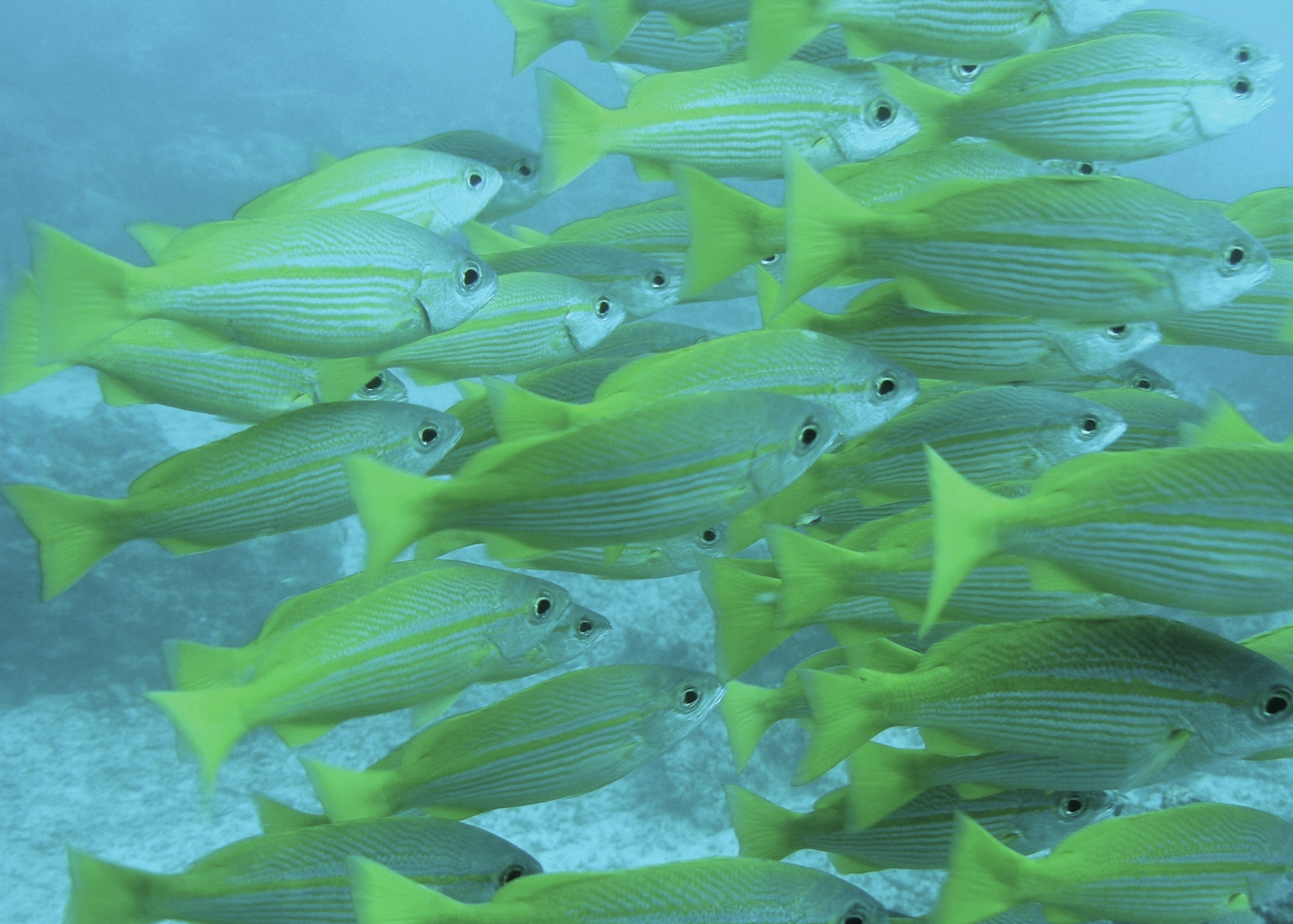
Lutjanus lutjanus

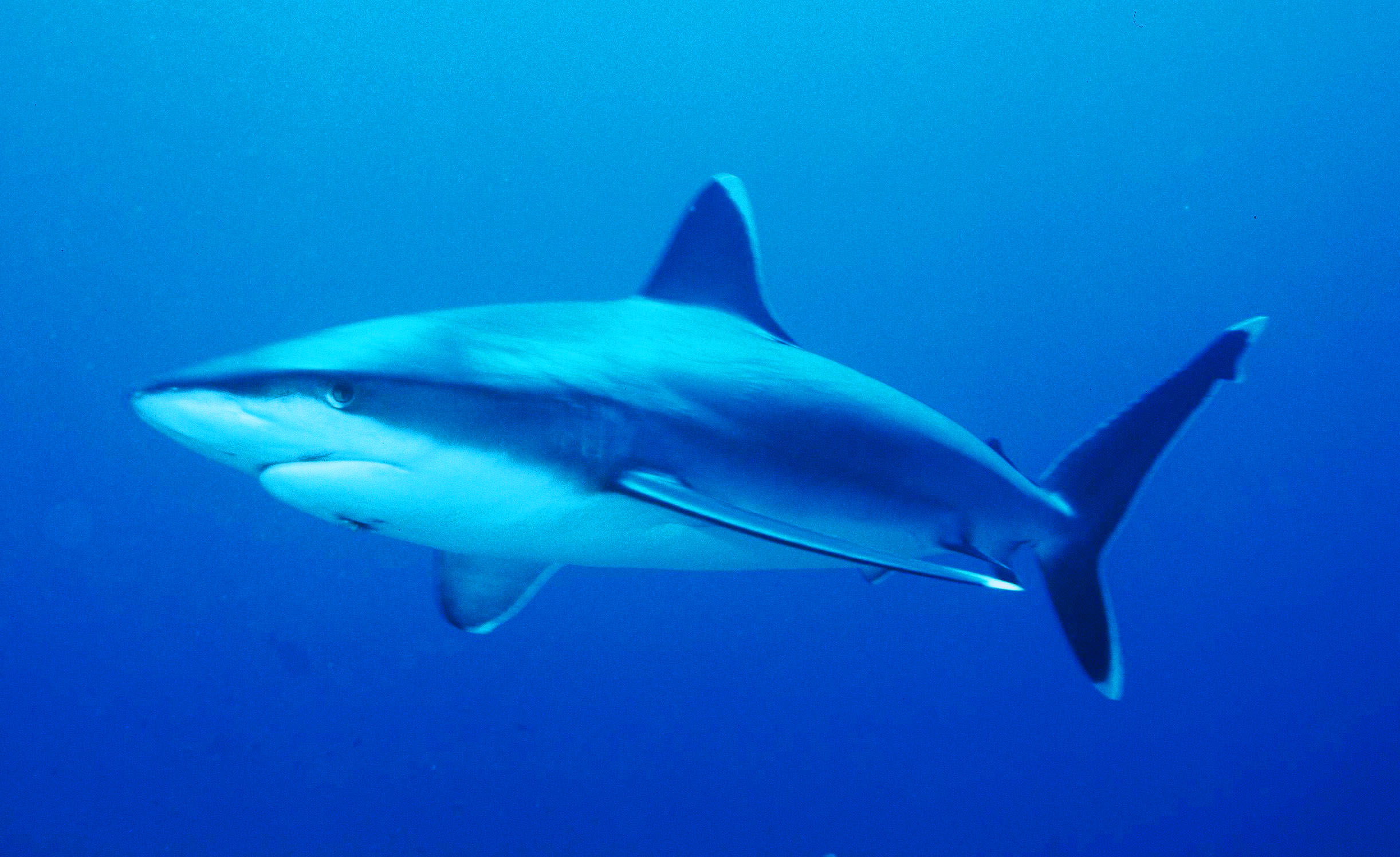
Carcharhinus albimarginatus

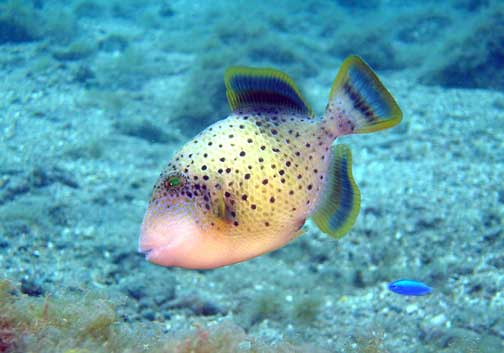
Pseudobalistes flavimarginatus

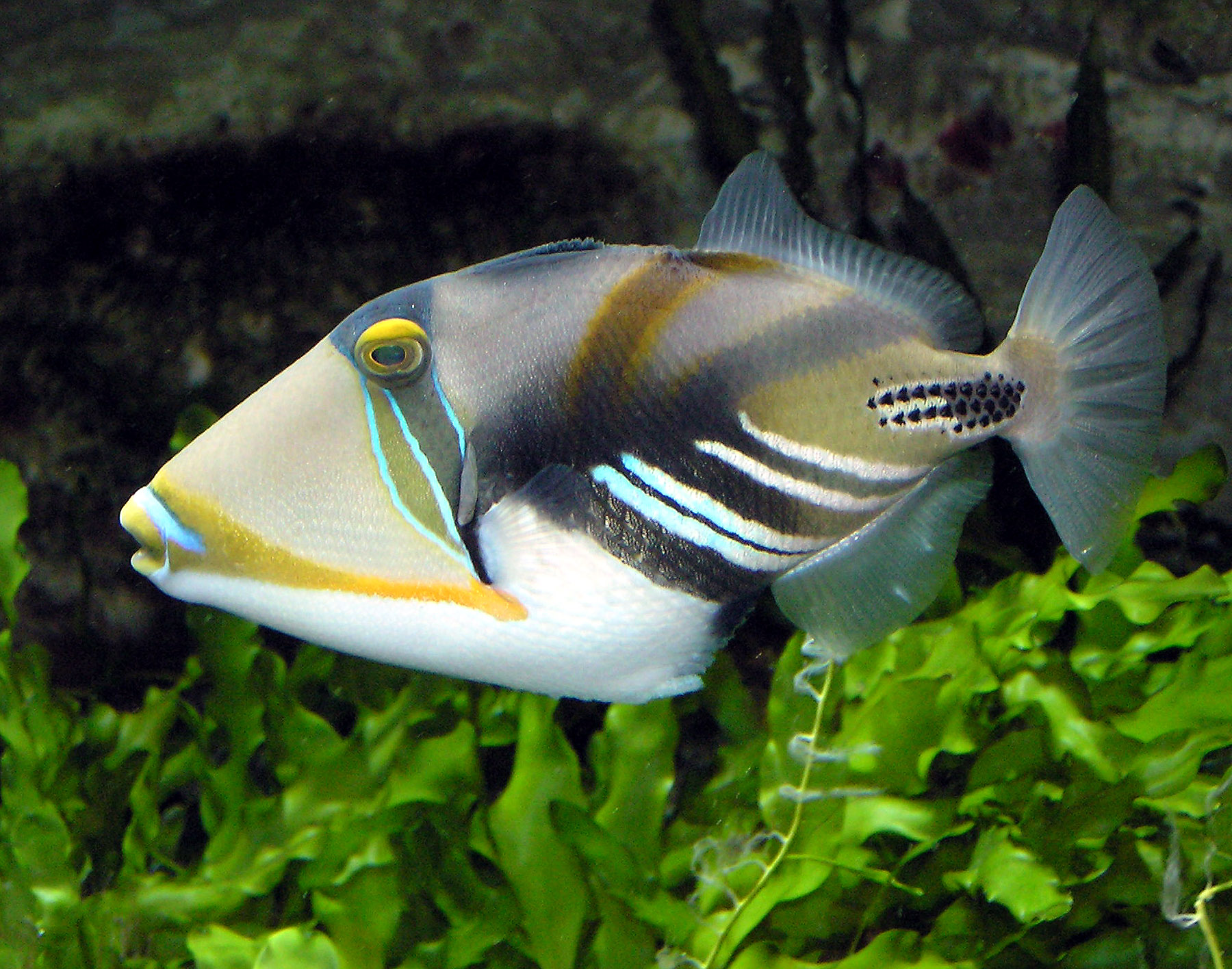
Rhinecanthus aculeatus

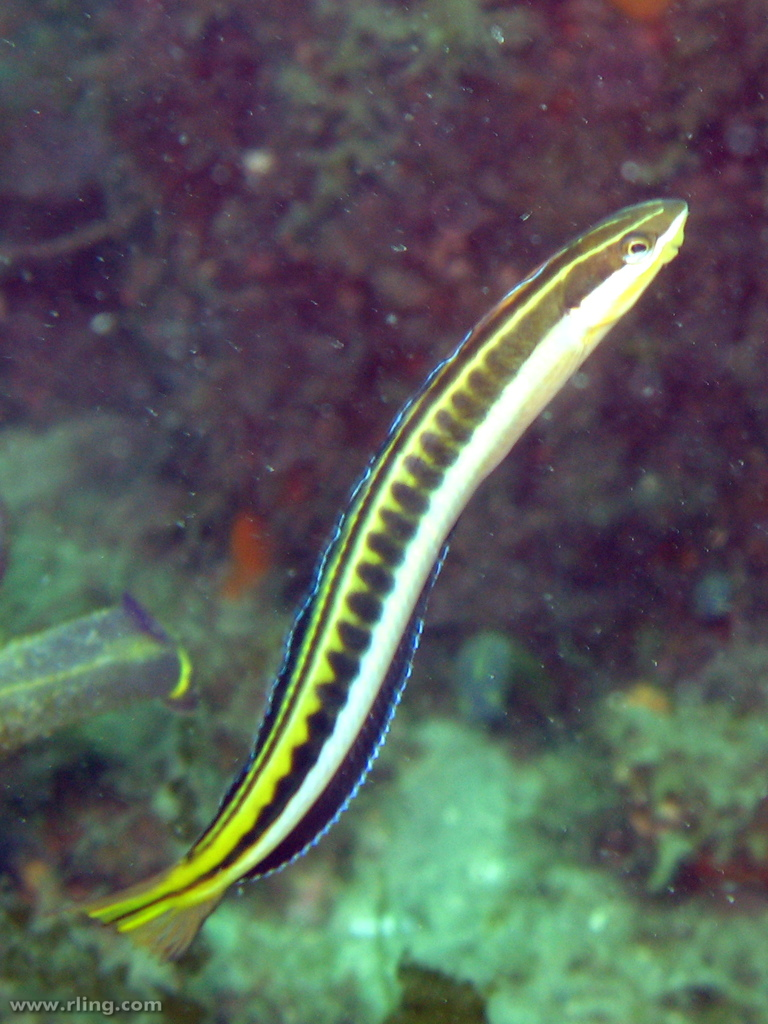
Plagiotremus tapeinosoma

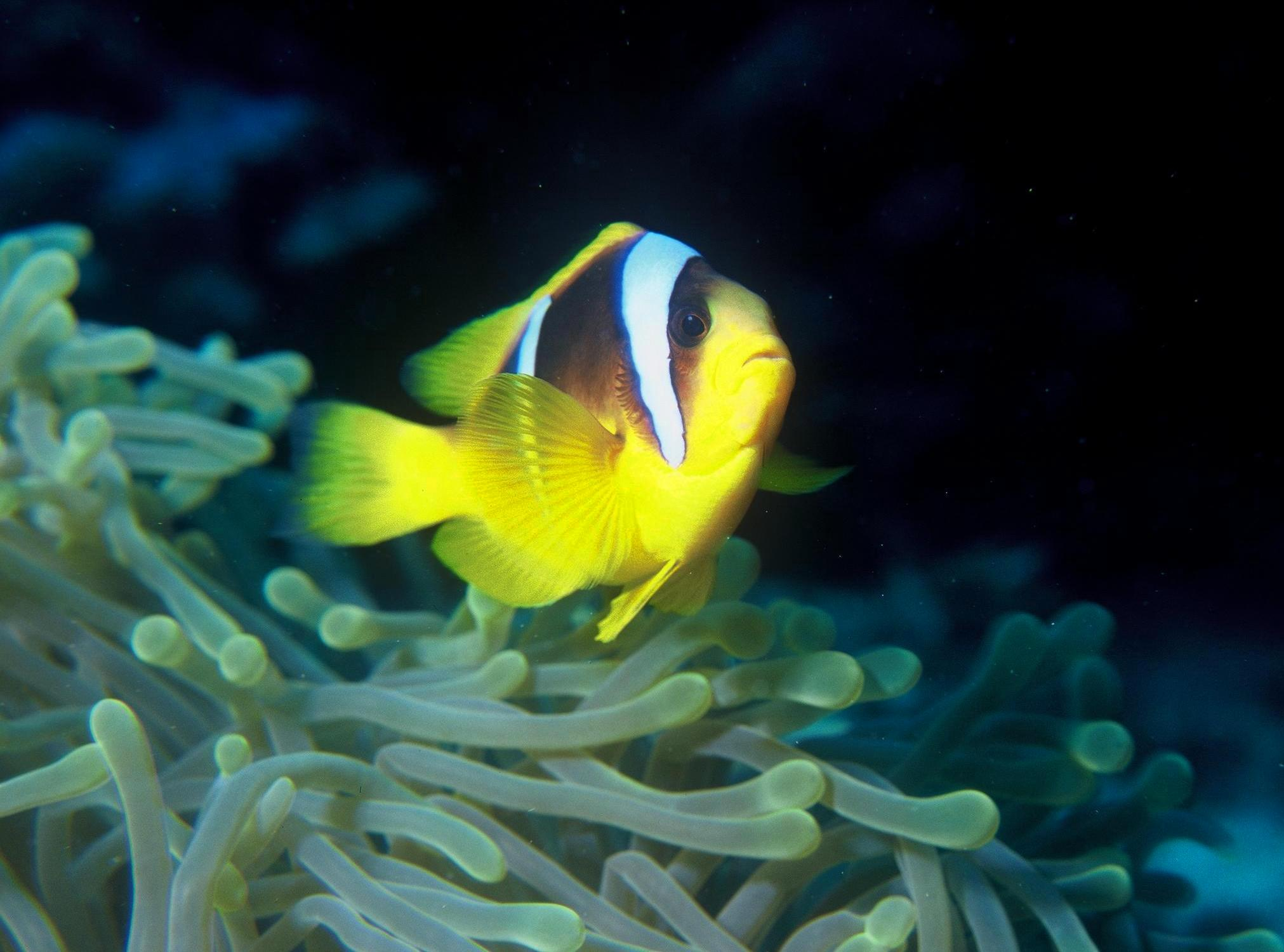
Amphiprion bicinctus

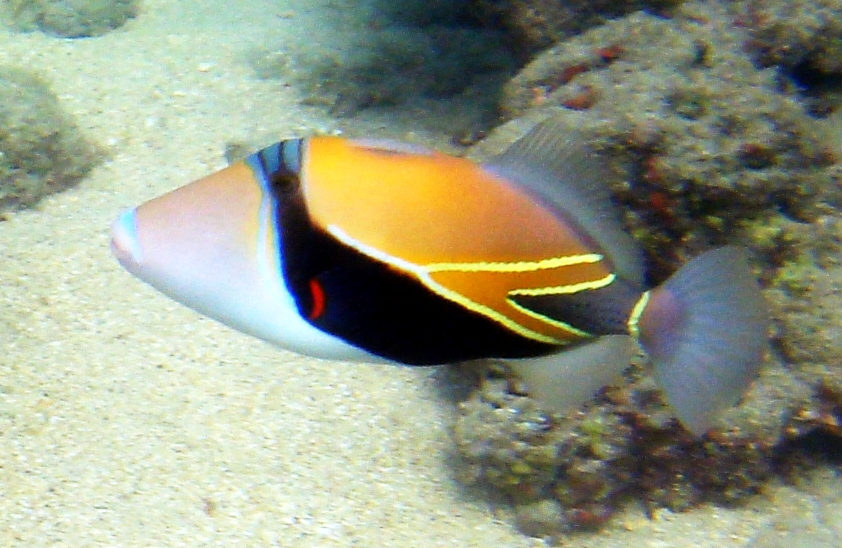
Rhinecanthus rectangulus

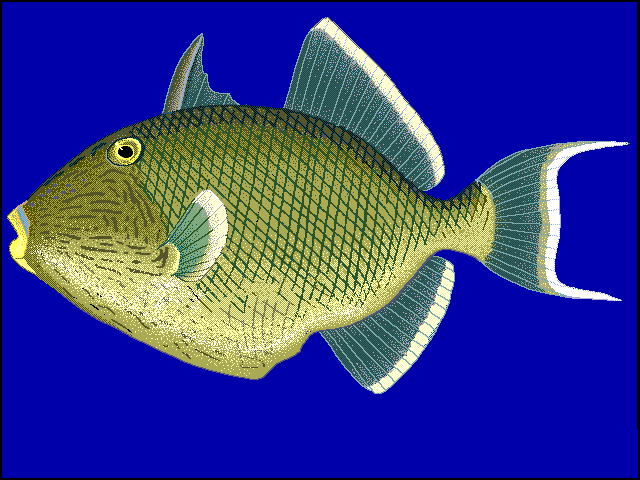
Pseudobalistes fuscus

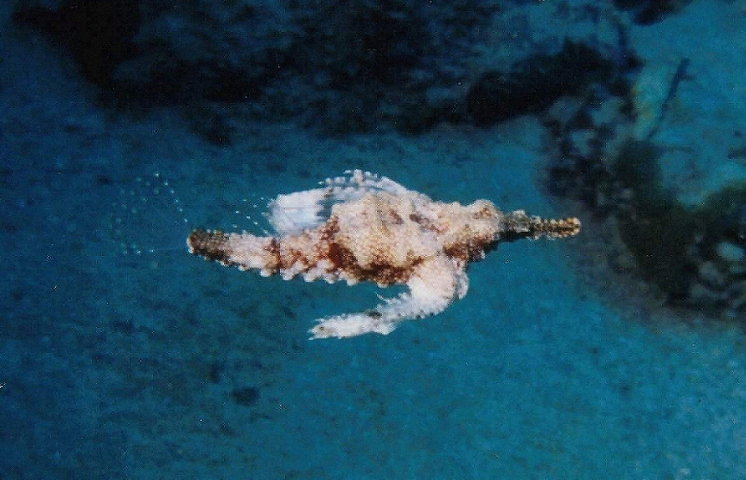
Eurypegasus draconis

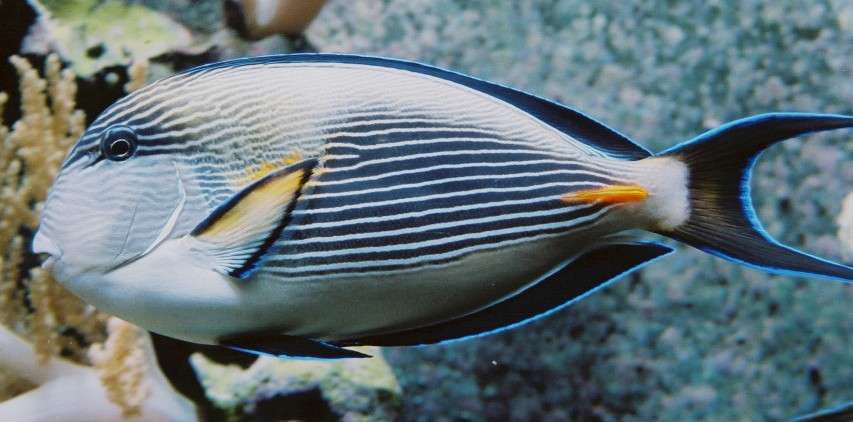
Acanthurus sohal

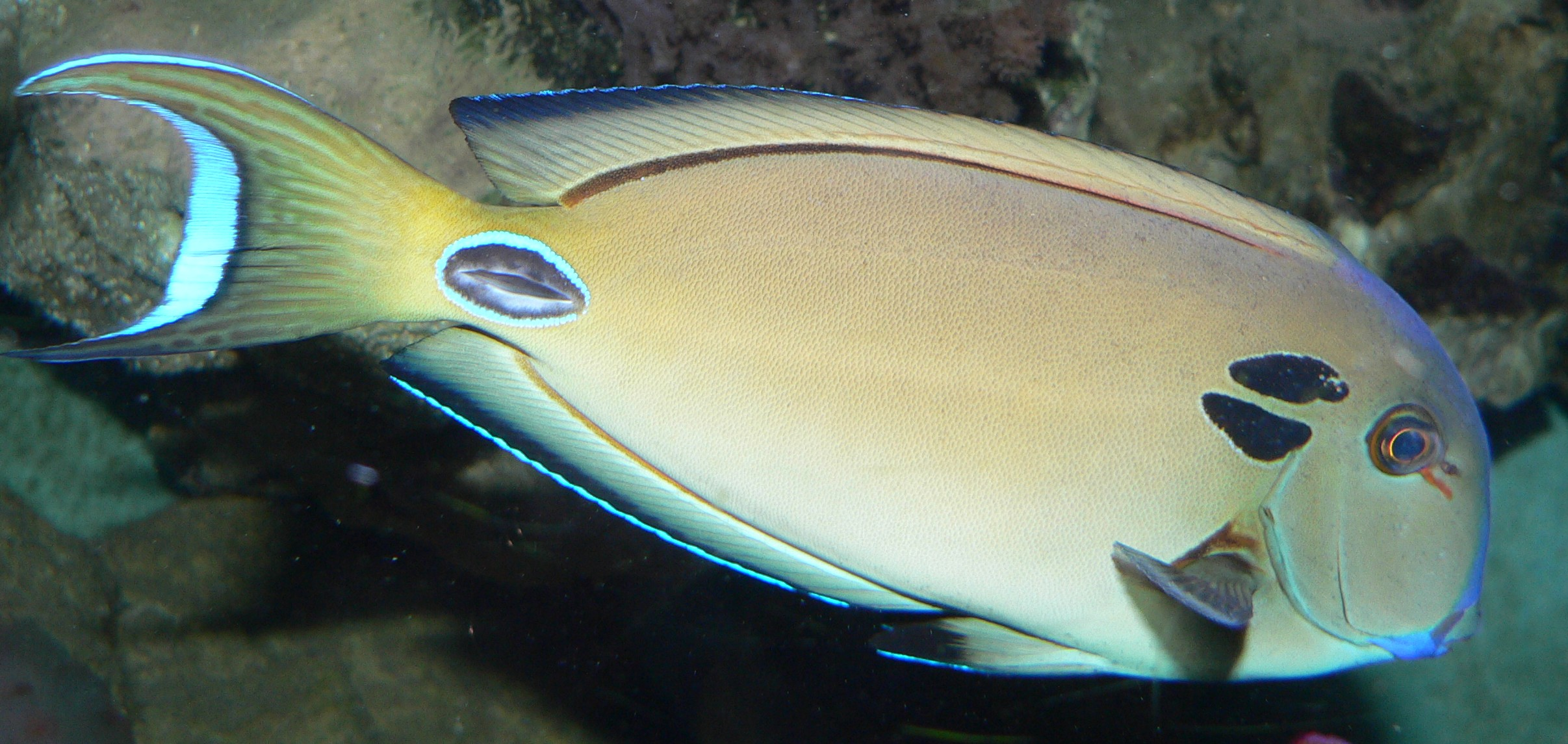
Acanthurus tennenti

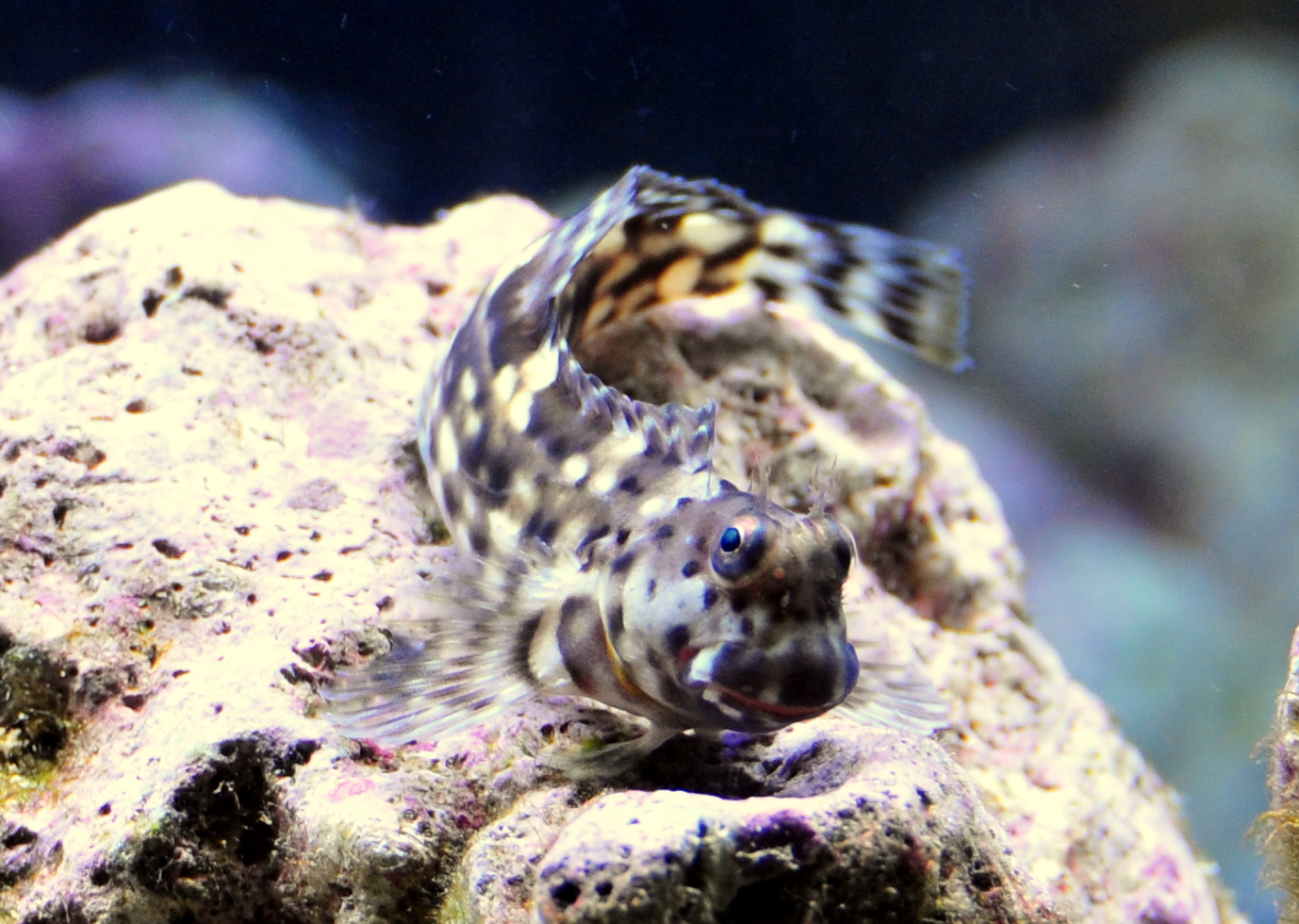
Salarias fasciatus

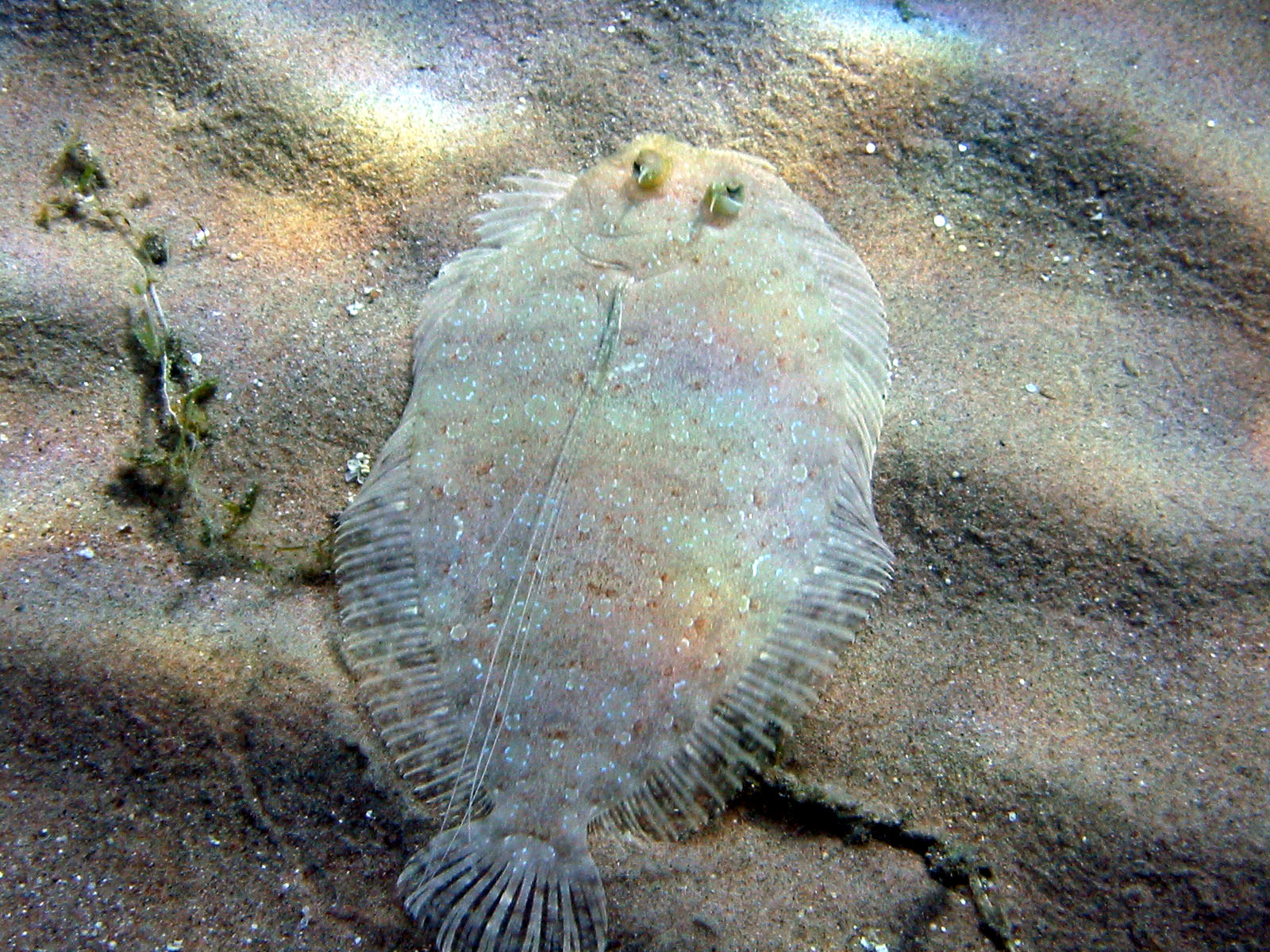
Bòtid lleopard (Bothus pantherinus)

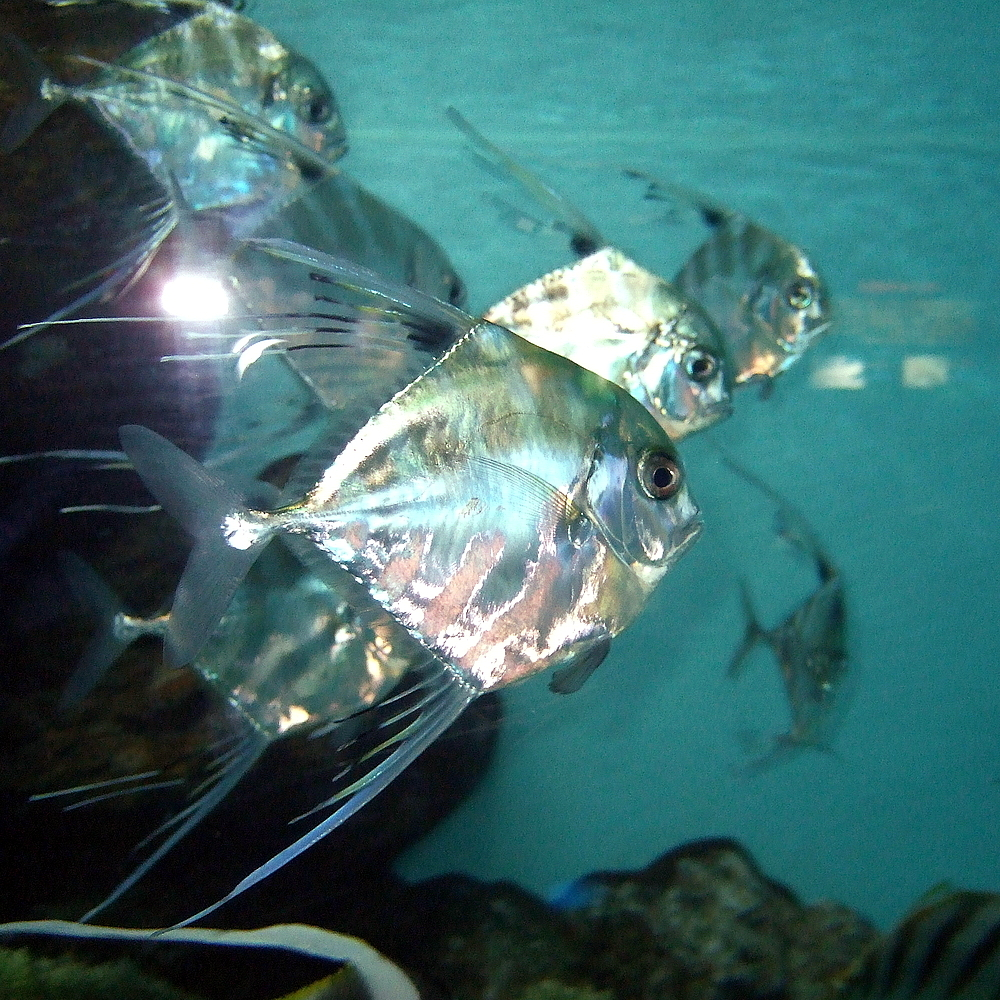
Alectis ciliaris

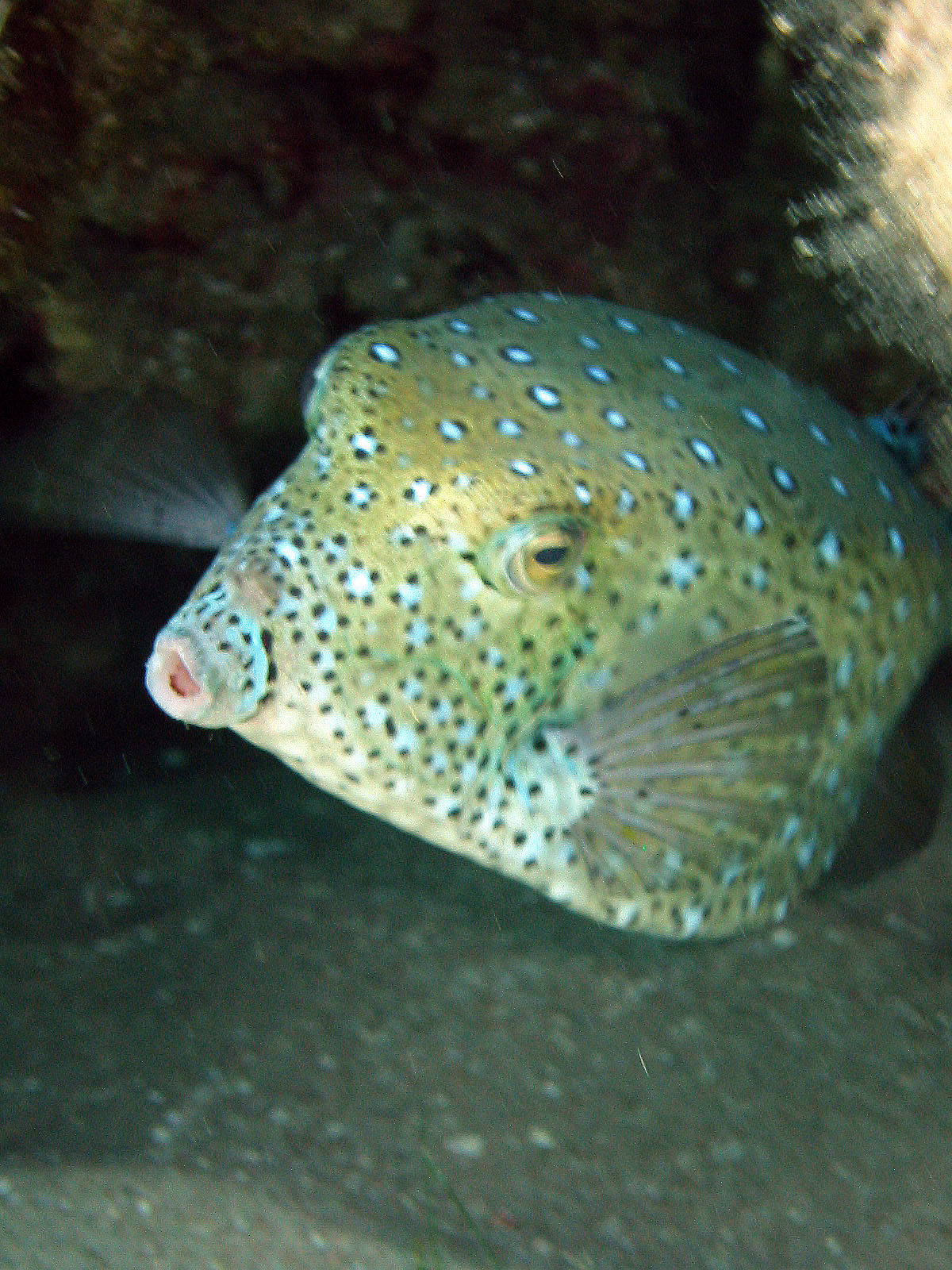
Ostracion cubicus

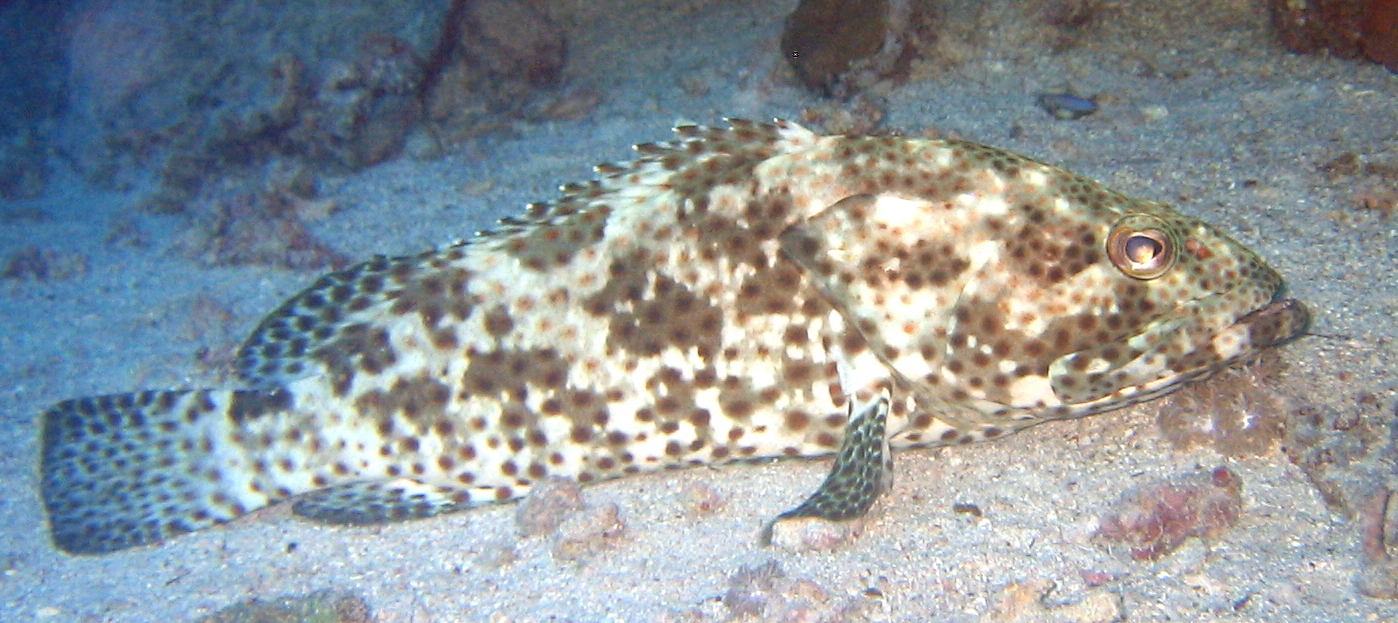
Epinephelus polyphekadion

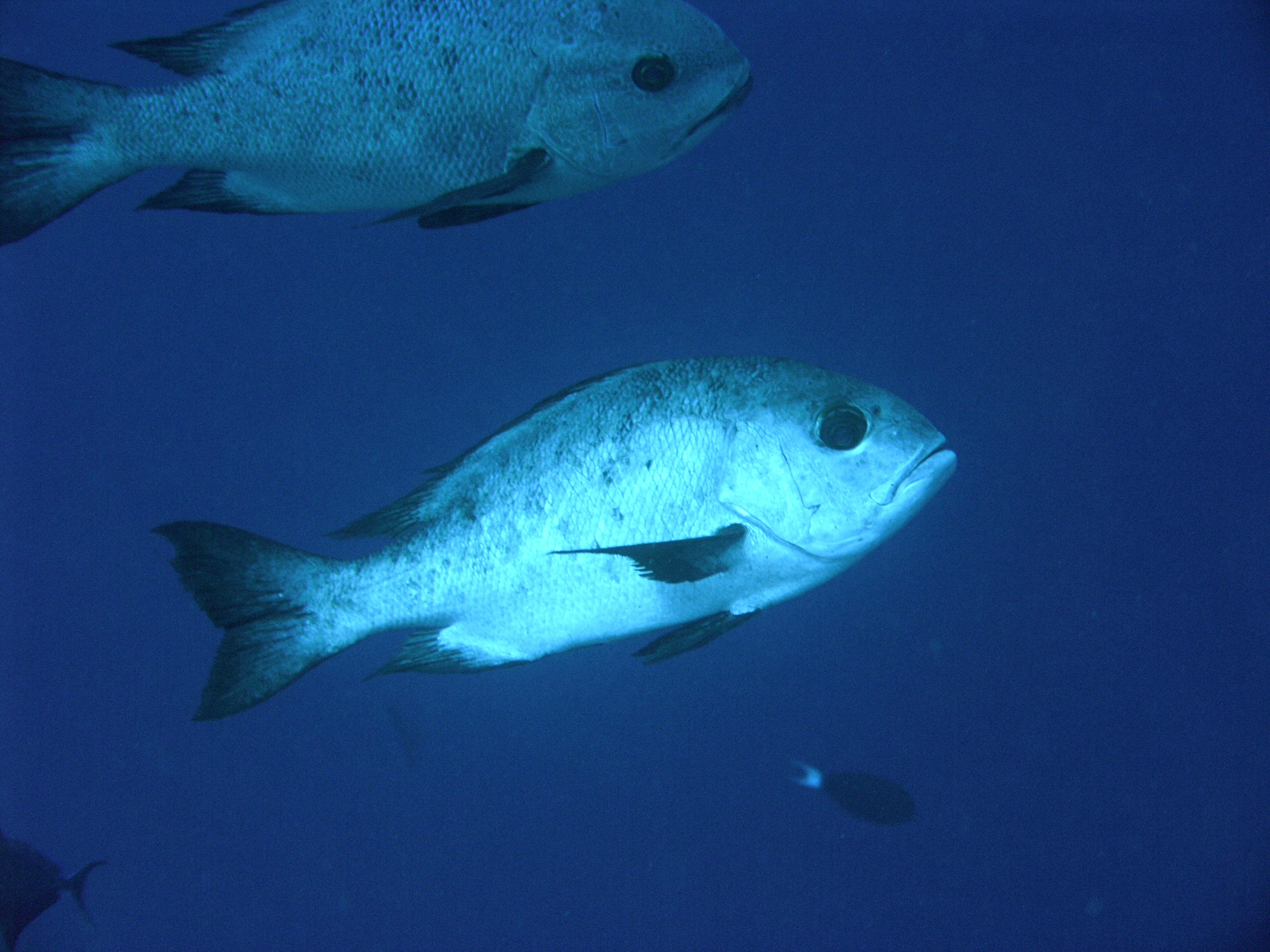
Macolor niger

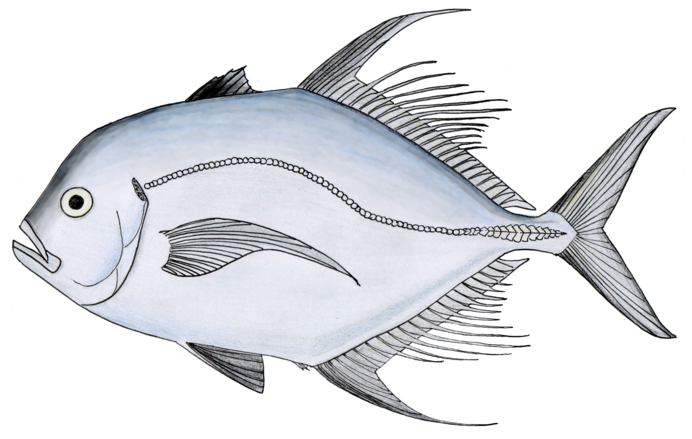
Carangoides armatus

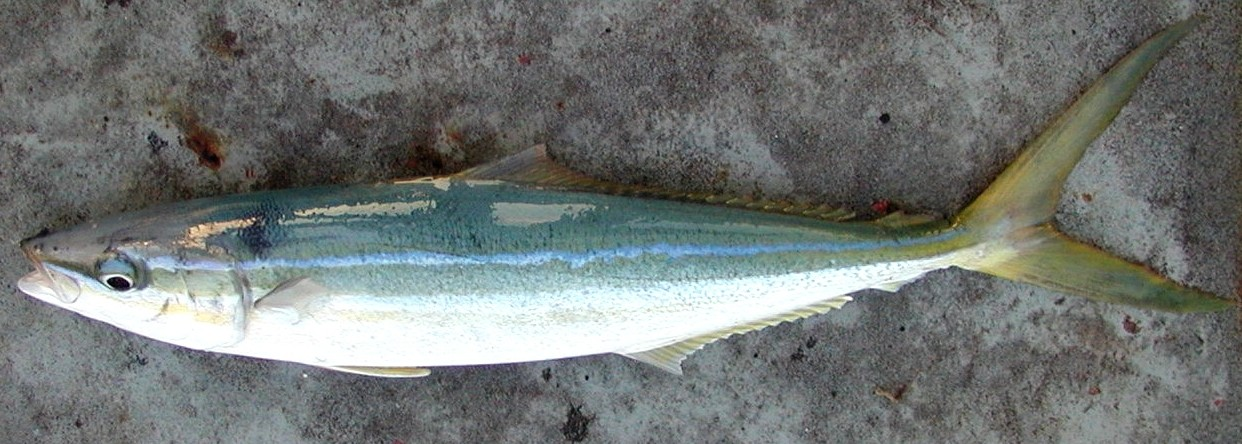
Caràngid irisat (Elagatis bipinnulata)

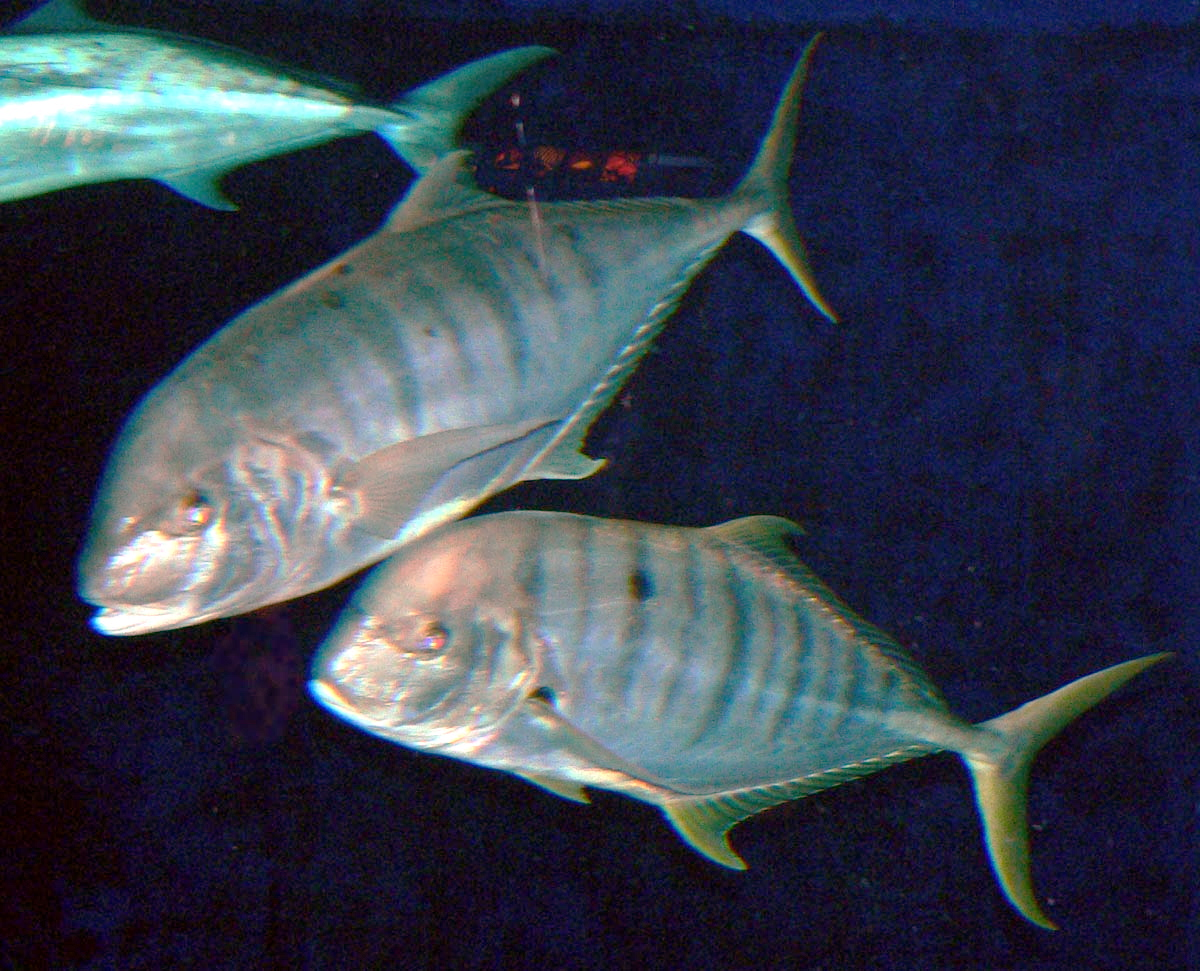
Sorella daurada (Gnathanodon speciosus)

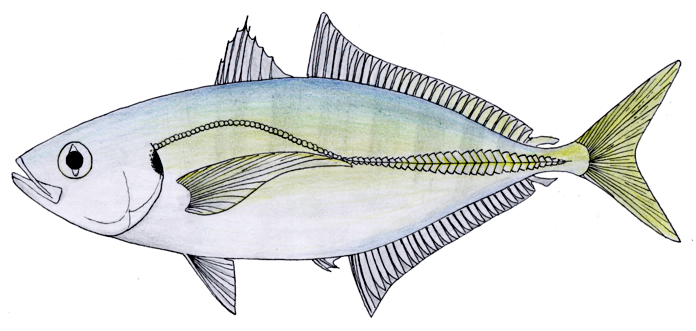
Atule mate

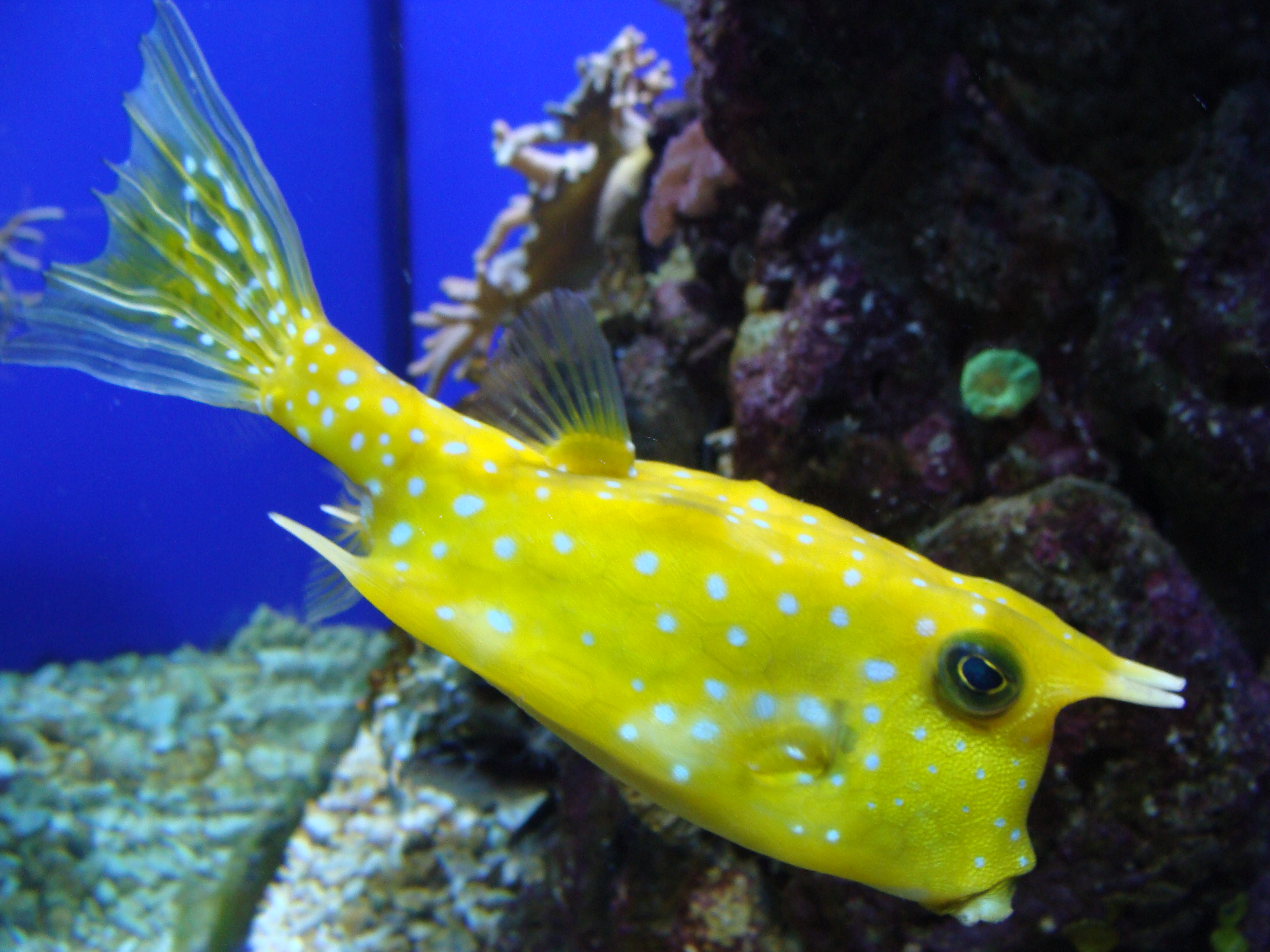
Lactoria cornuta

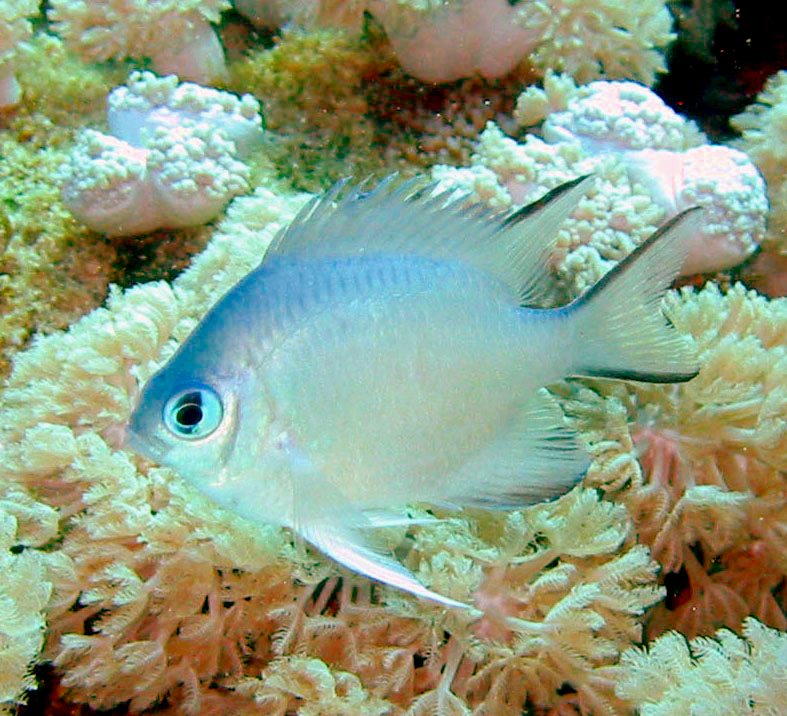
Amblyglyphidodon indicus

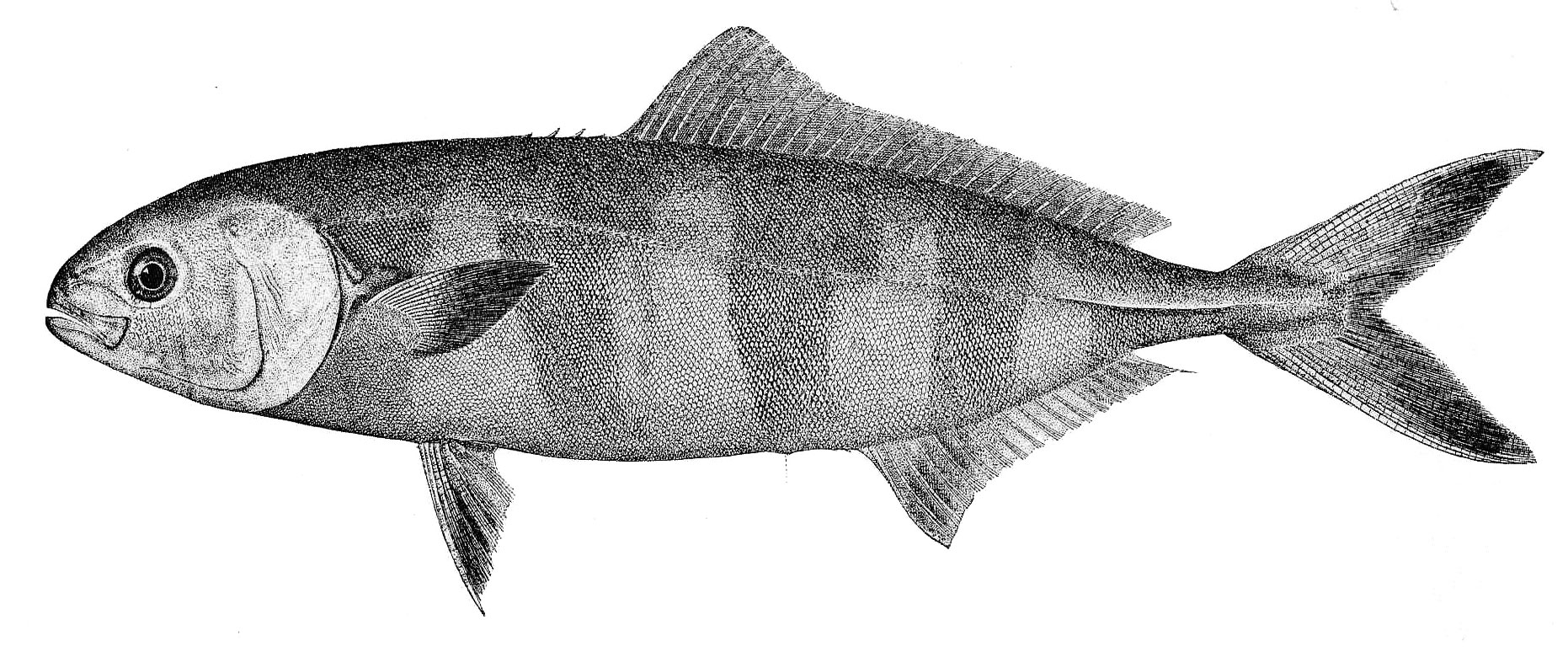
Vairó (Naucrates ductor)

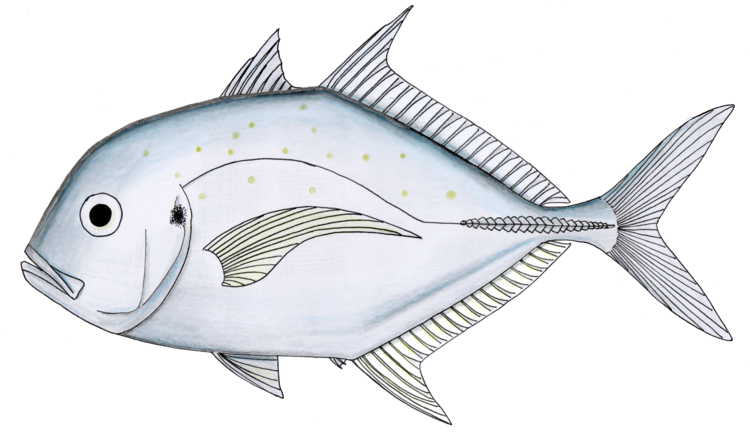
Carangoides coeruleopinnatus

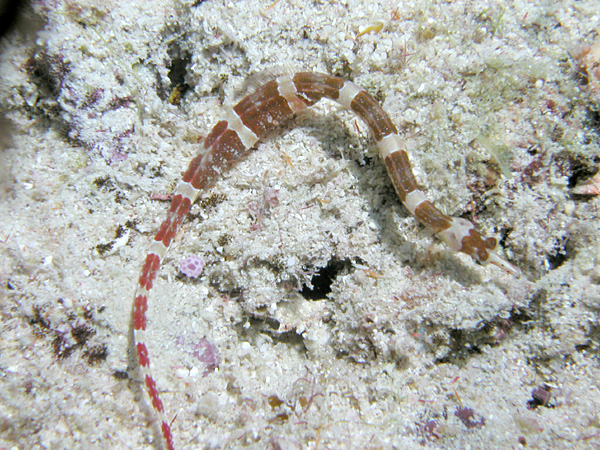
Doryrhamphus dactyliophorus

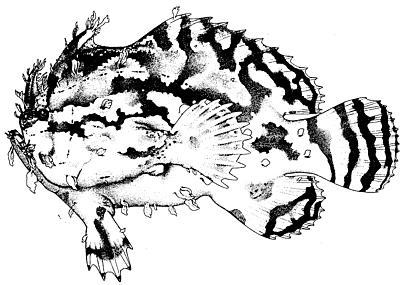
Peix sargàs (Histrio histrio)

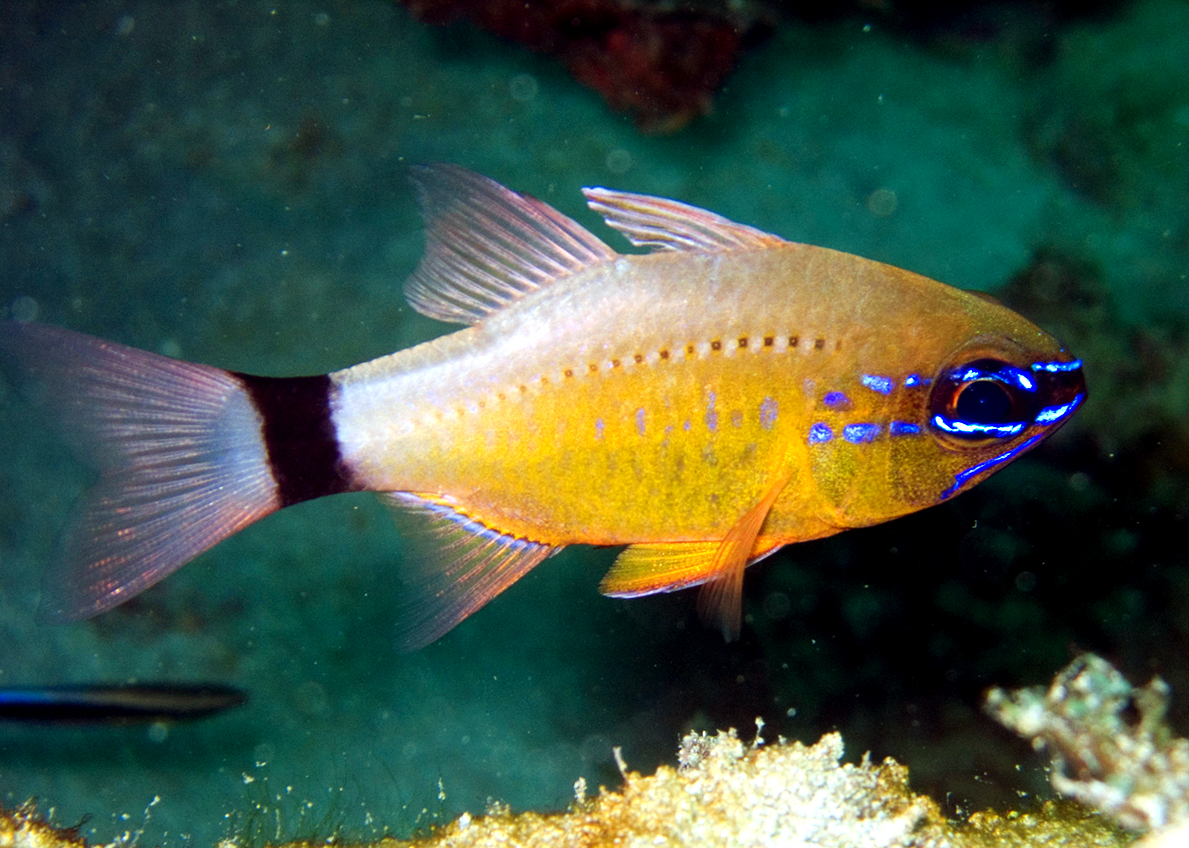
Apogon aureus

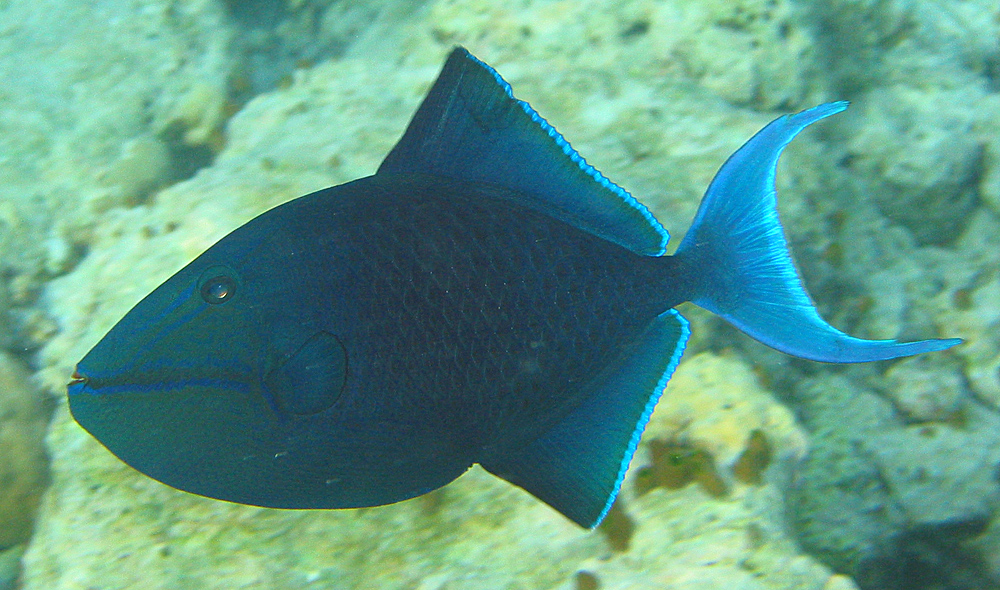
Ballesta de dents roges (Odonus niger)

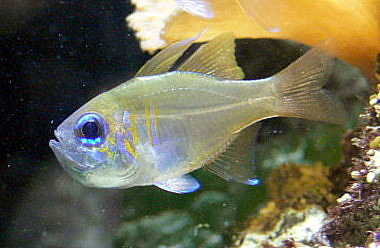
Apogon leptacanthus

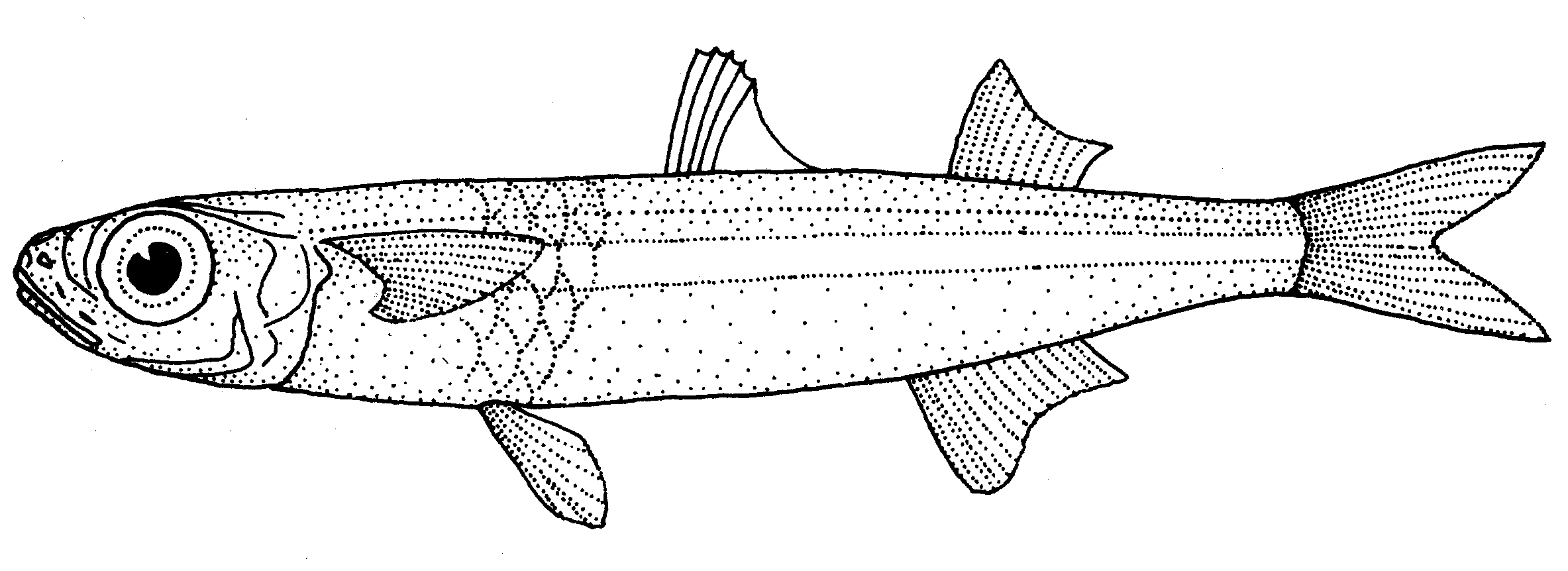
Atherinomorus lacunosus

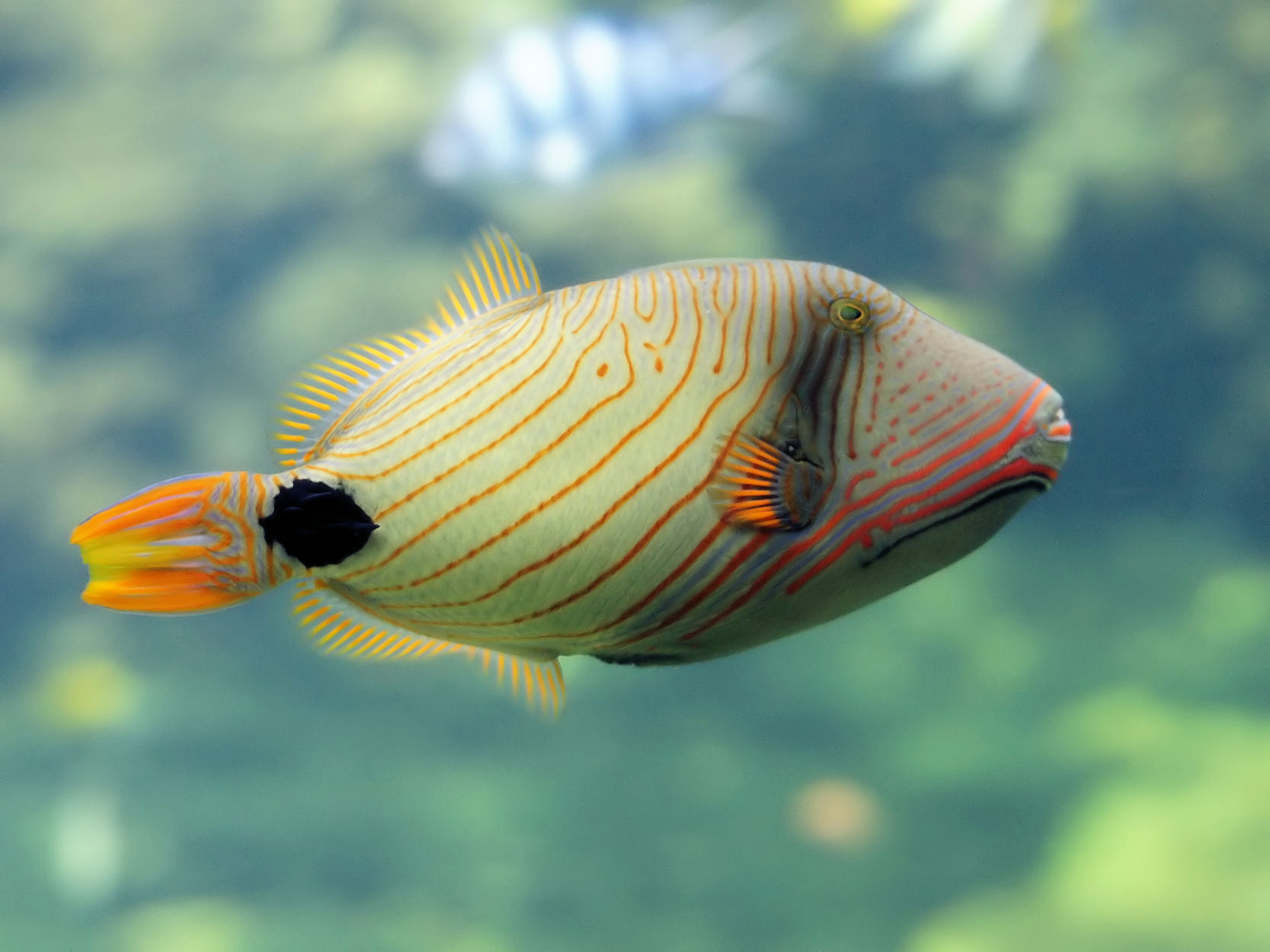
Balistapus undulatus

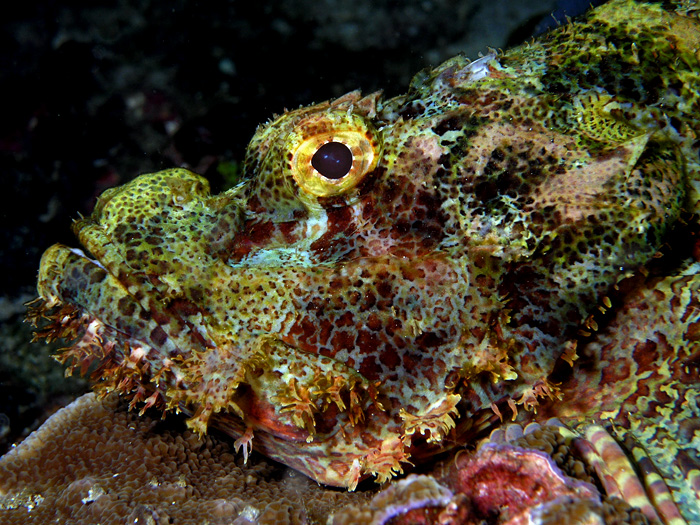
Scorpaenopsis oxycephala

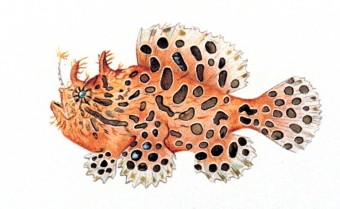
Antennarius striatus

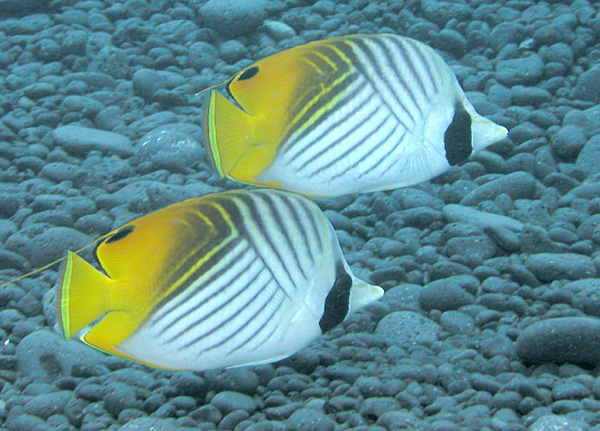
Peix papallona cotxer (Chaetodon auriga)

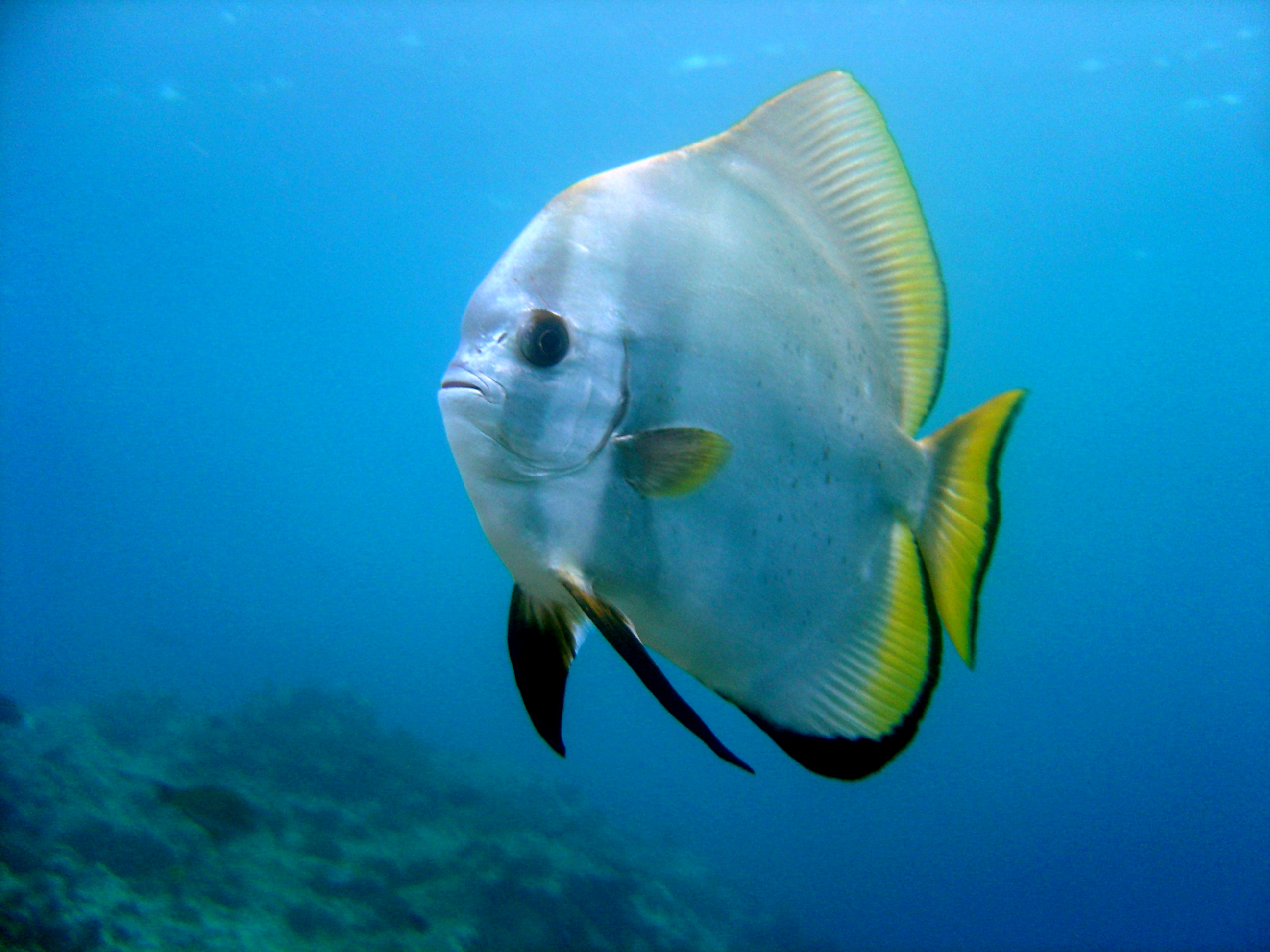
Platax orbicularis

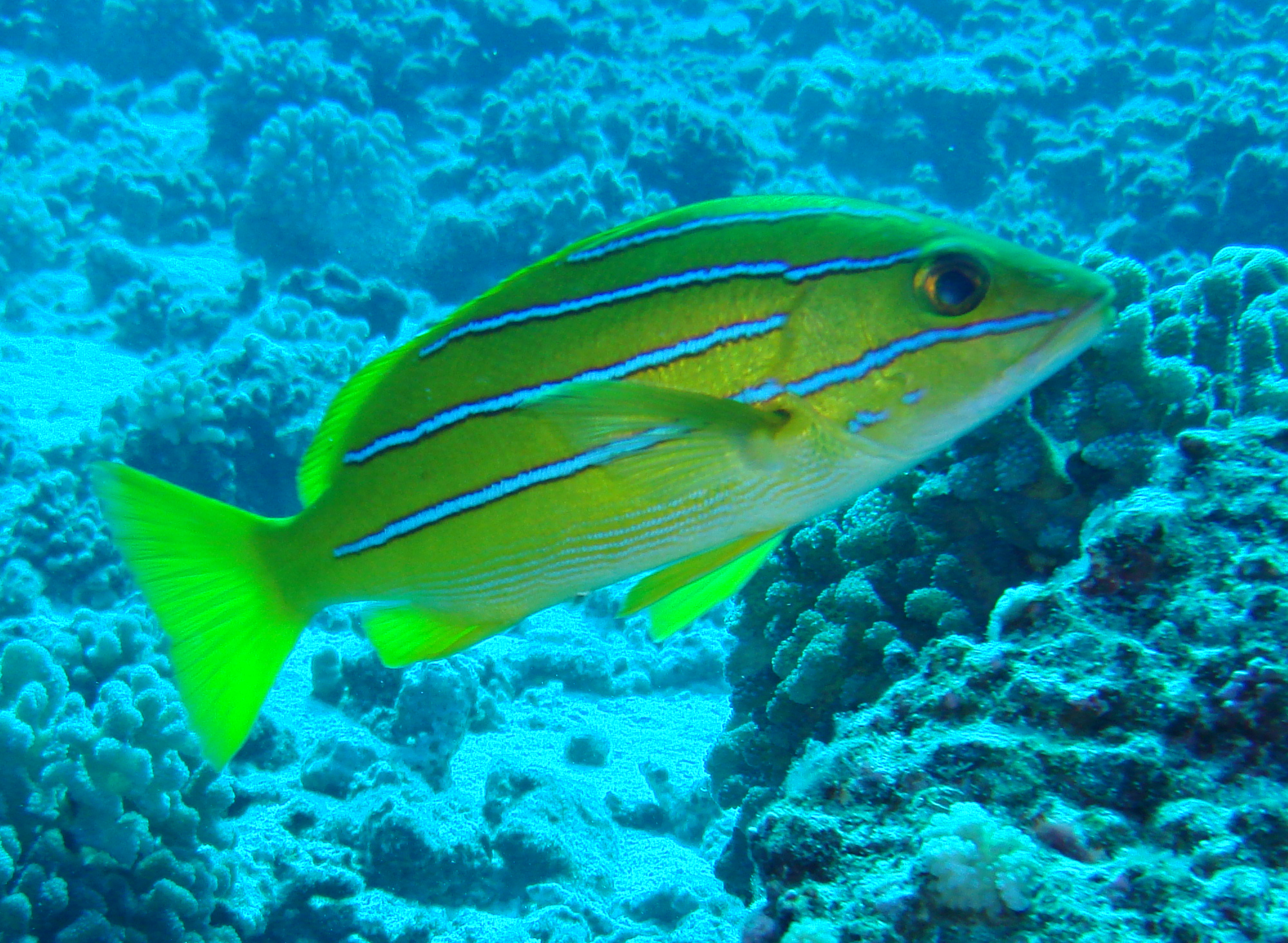
Peix emperador de ratlles blaves (Lutjanus kasmira)

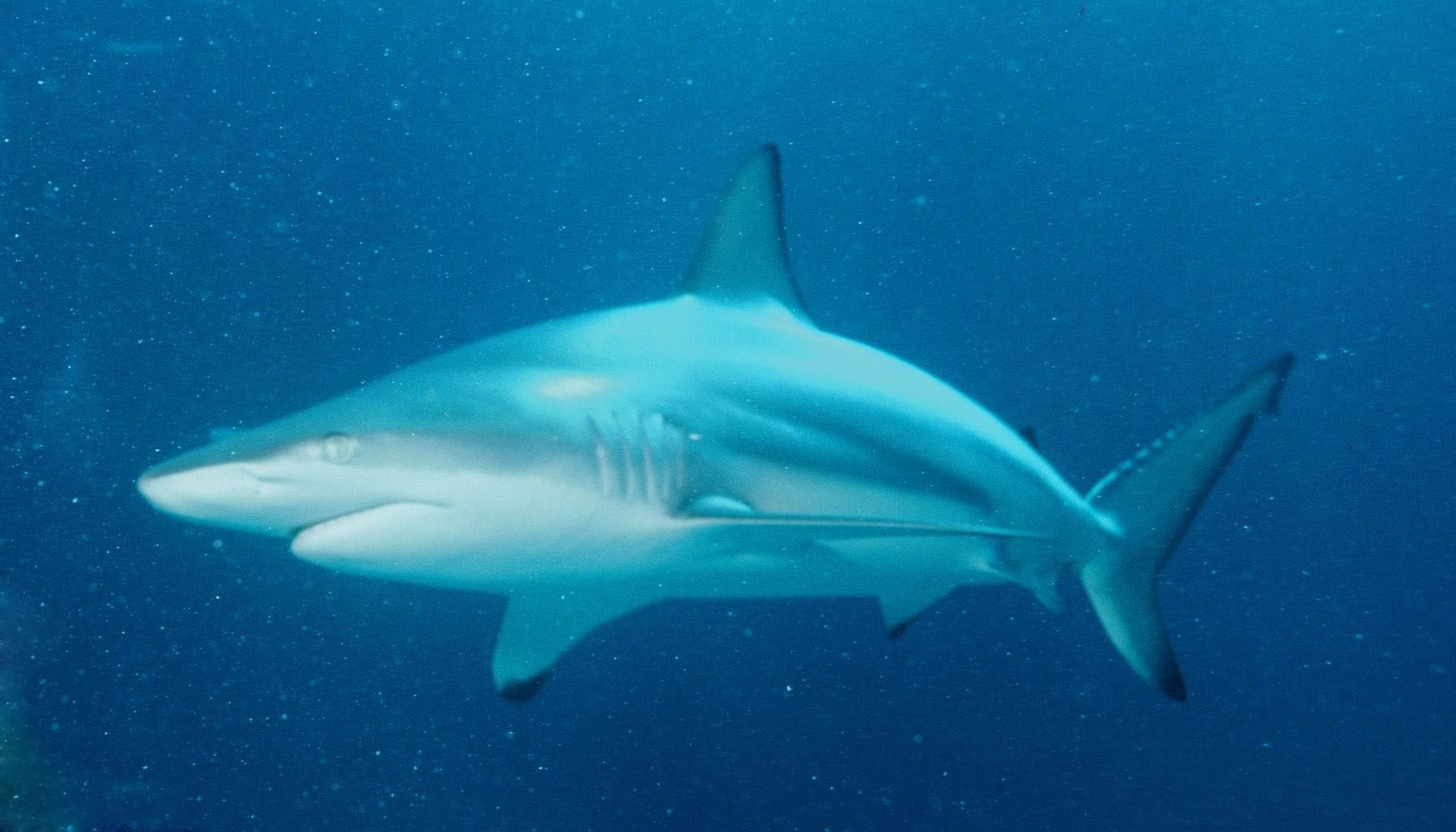
Tauró de puntes negres (Carcharhinus limbatus)

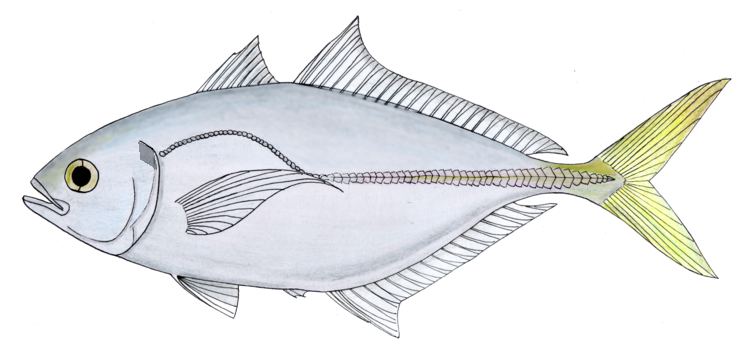
Alepes djedaba

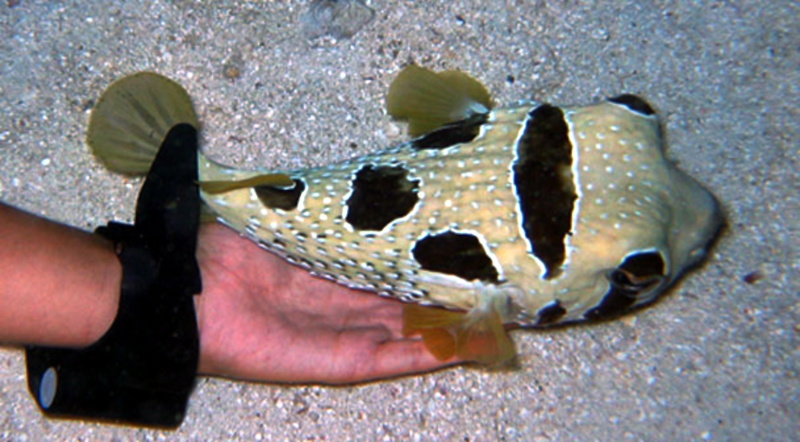
Diodon liturosus

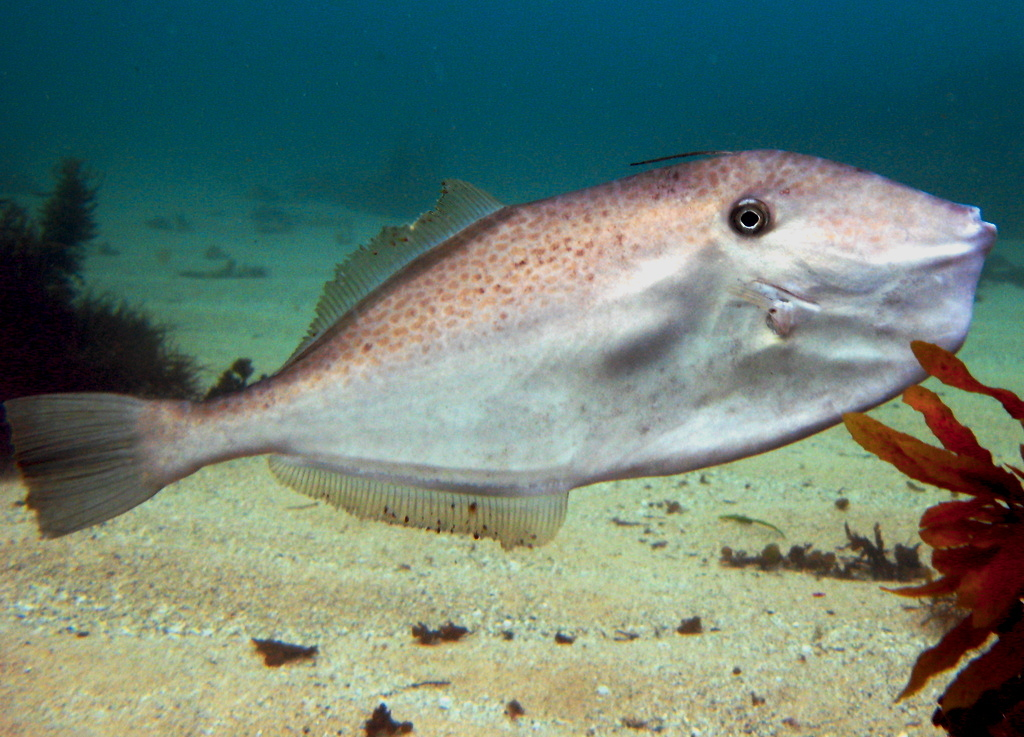
Aluterus monoceros

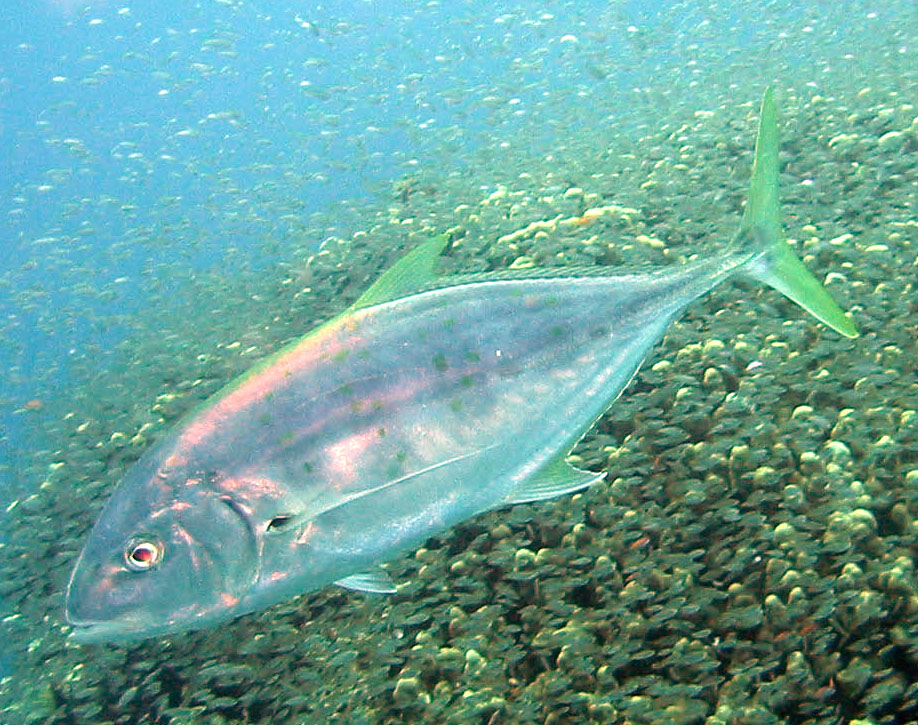
Carangoides bajad

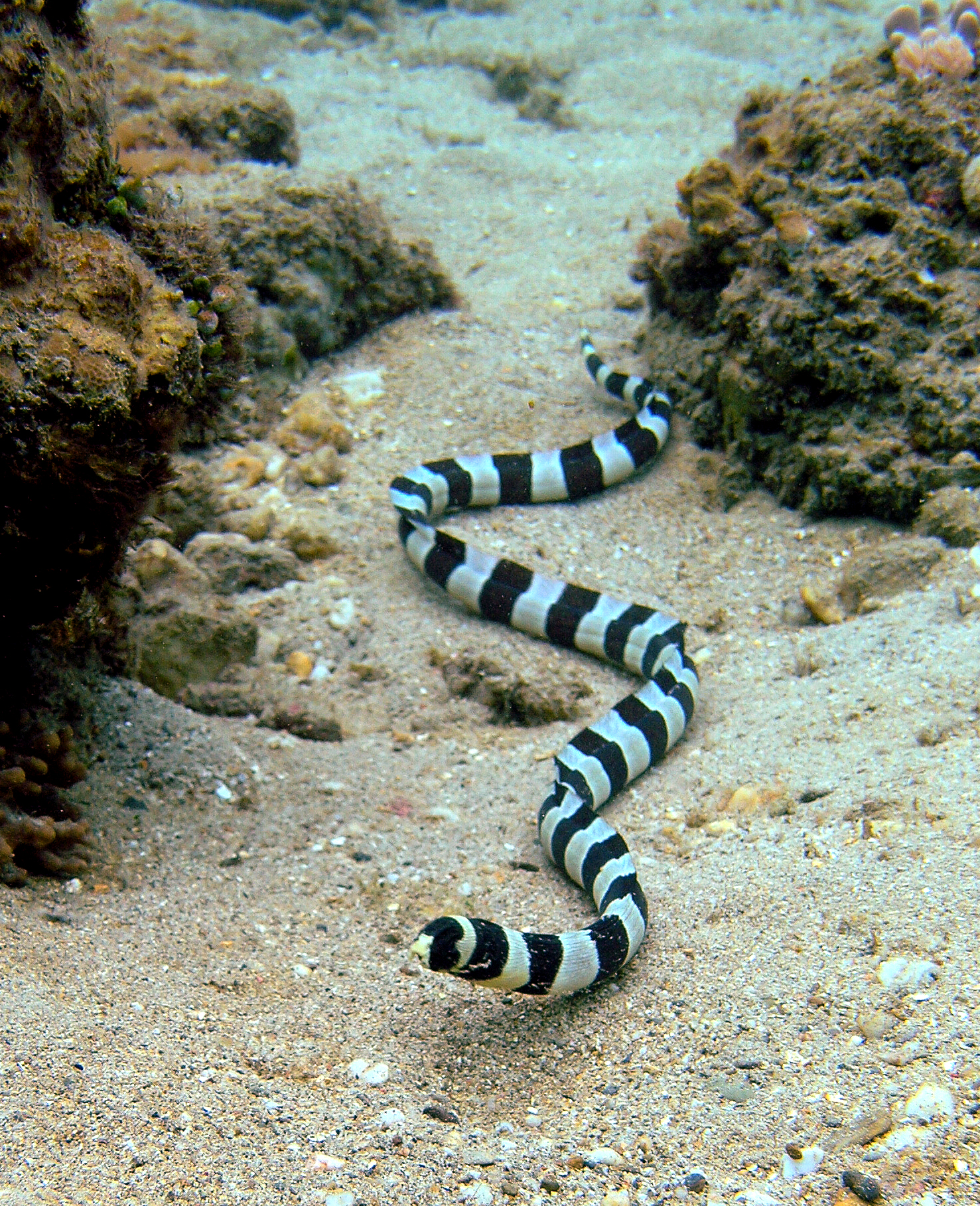
Myrichthys colubrinus

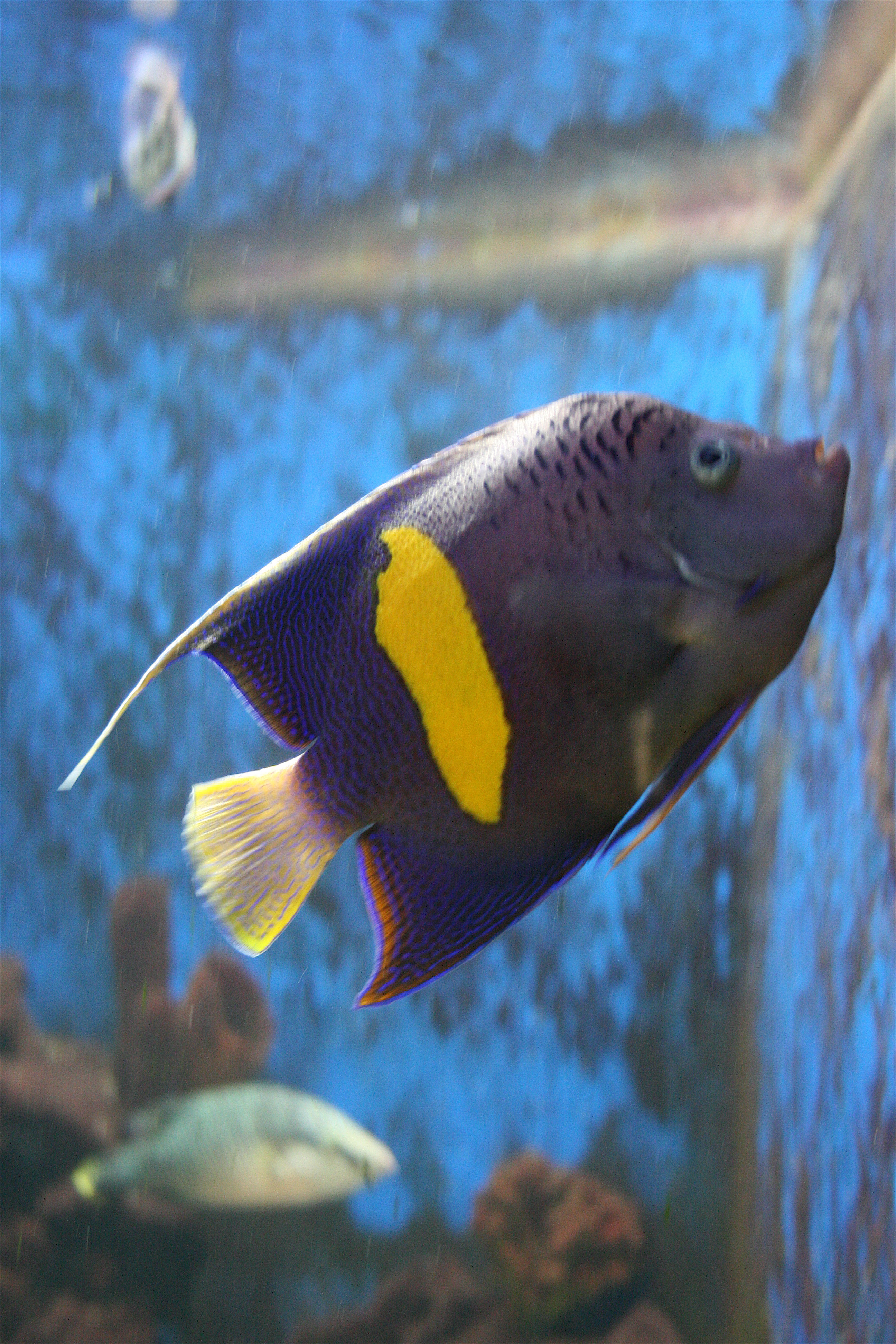
Pomacanthus asfur

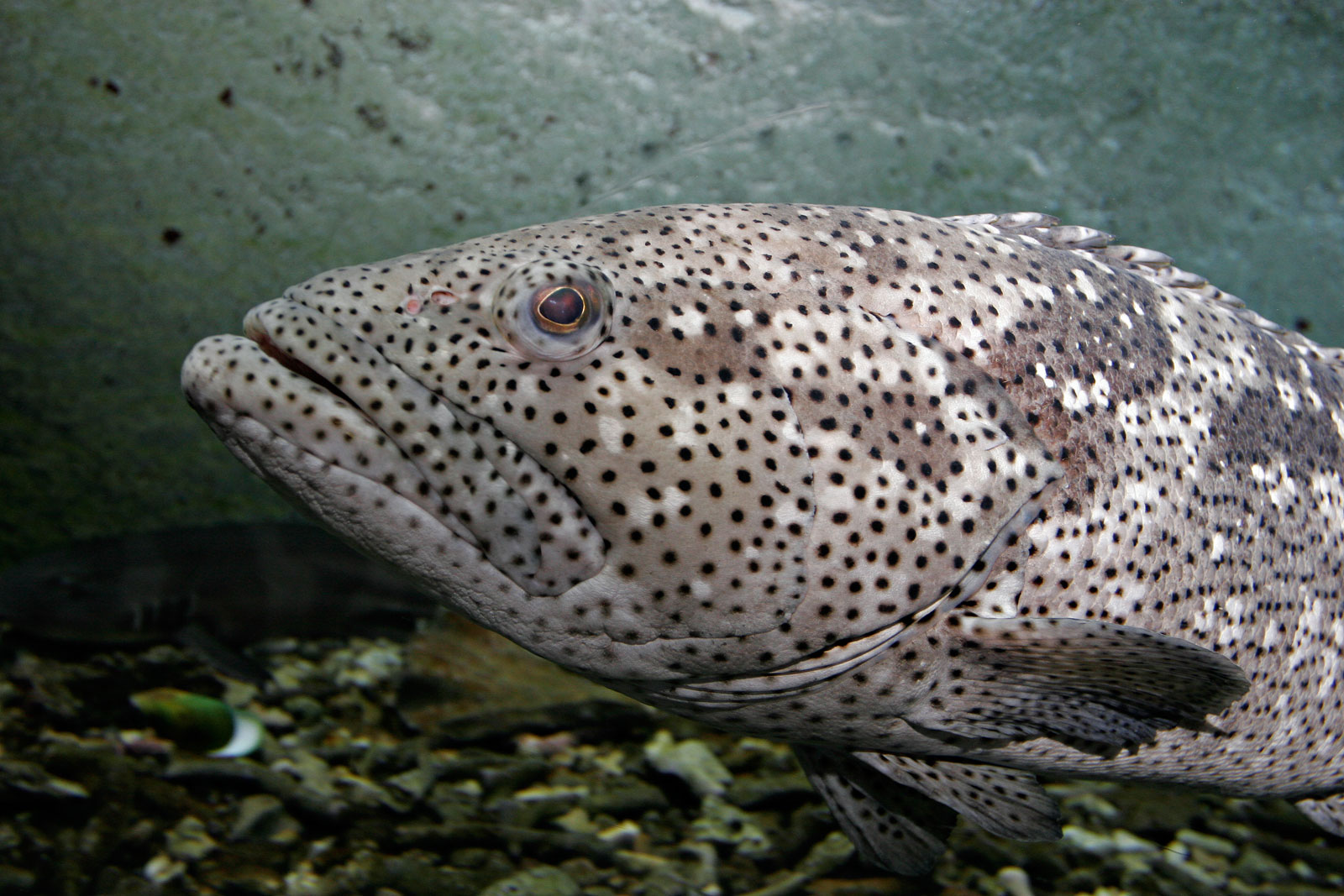
Epinephelus malabaricus

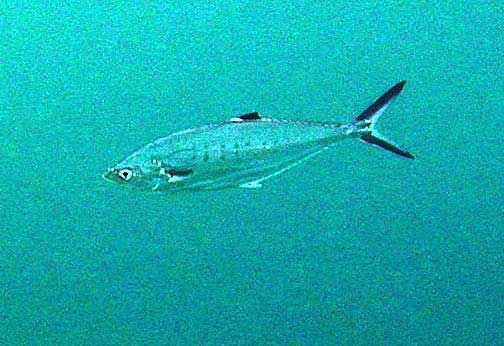
Scomberoides lysan

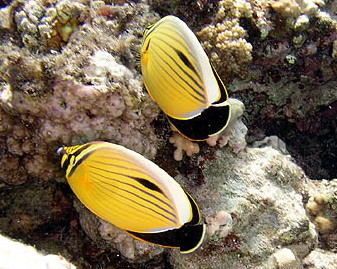
Chaetodon austriacus

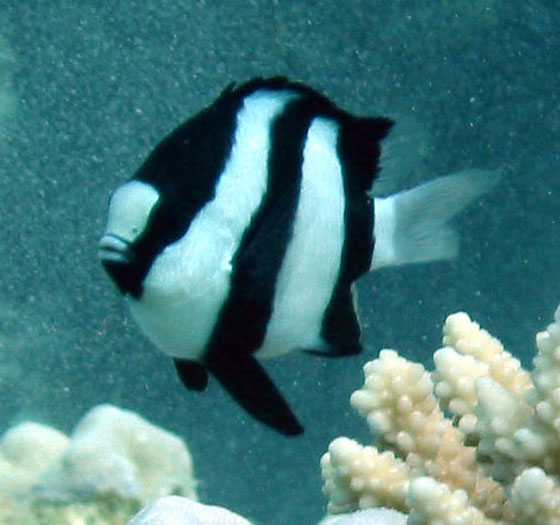
Damisel·la ratllada (Dascyllus aruanus)

## Espècies d'aigües profundes
- Acropoma japonicum
- Aetobatus flagellum
- Aetobatus ocellatus
- Anoxypristis cuspidata
- Apogon queketti
- Argyrosomus regius
- Ariomma brevimanus[1]
- Ariosoma mauritianum
- Arnoglossus marisrubri
- Astronesthes martensii
- Ateleopus natalensis
- Atrobucca geniae[2]
- Bembrops caudimacula
- Benthosema pterotum
- Bryx analicarens
- Canthidermis macrolepis
- Champsodon capensis
- Champsodon omanensis
- Chanos chanos
- Chauliodus sloani
- Cynoglossus acutirostris[3]
- Decapterus russelli
- Diaphus coeruleus
- Dysomma fuscoventralis
- Facciolella karreri
- Gerres methueni
- Glossogobius giuris
- Grammonus robustus
- Harpadon erythraeus
- Heptranchias perlo
- Hippocampus kelloggi
- Hoplostethus mediterraneus mediterraneus
- Iago omanensis
- Lestrolepis luetkeni
- Lobotes surinamensis[4]
- Maurolicus mucronatus
- Megalops cyprinoides
- Mugil cephalus
- Mustelus manazo
- Nemichthys scolopaceus
- Neobythites stefanovi
- Neocentropogon mesedai
- Neomerinthe bathyperimensis[5]
- Obliquogobius turkayi
- Parascolopsis baranesi
- Physiculus marisrubri
- Physiculus sudanensis
- Pomadasys striatus
- Priolepis goldshmidtae[6]
- Pristipomoides filamentosus
- Pristipomoides sieboldii
- Rhinobatos halavi
- Rhinobatos punctifer[7]
- Rhinobatos thouin
- Rhizoprionodon acutus
- Rhynchoconger trewavasae
- Saurenchelys meteori[8]
- Seriola lalandi
- Setarches guentheri
- Stalix histrio
- Stomias affinis
- Stromateus fiatola
- Synagrops philippinensis
- Synodus randalli
- Taractichthys steindachneri
- Tentoriceps cristatus
- Terapon puta
- Thyrsitoides marleyi
- Trichiurus auriga
- Trichiurus lepturus
- Upeneus davidaromi[9]
- Uranoscopus marisrubri
- Uroconger erythraeus

## Espècies demersals
- Família Ambassidae
  - Ambassis gymnocephalus
  - Ambassis urotaenia
- Família Apistidae
  - Apistus carinatus
- Família Aploactinidae
  - Cocotropus steinitzi[10]
  - Ptarmus gallus
- Família Apogonidae
  - Apogon gularis
  - Apogon hungi
  - Apogon micromaculatus
  - Apogon quadrifasciatus
  - Apogon smithi
  - Apogon spongicolus
  - Cheilodipterus novemstriatus
  - Cheilodipterus pygmaios
  - Siphamia permutata
- Família Ariidae
  - Arius thalassinus
- Família Ariommatidae
  - Ariomma dollfusi
- Família Balistidae
  - Abalistes stellaris
- Família Batrachoididae
  - Thalassothia cirrhosa
- Família Blenniidae
  - Alloblennius jugularis
  - Alloblennius pictus
  - Alticus kirkii
  - Alticus saliens
  - Antennablennius adenensis
  - Antennablennius australis
  - Antennablennius hypenetes
  - Ecsenius dentex
  - Entomacrodus epalzeocheilos
  - Hirculops cornifer
  - Istiblennius flaviumbrinus
  - Istiblennius pox
  - Istiblennius unicolor
  - Omobranchus fasciolatus
  - Omobranchus steinitzi
  - Parablennius cyclops
  - Petroscirtes ancylodon
  - Xiphasia matsubarai
  - Xiphasia setifer
- Família Bothidae
  - Bothus myriaster
  - Bothus tricirrhitus
  - Engyprosopon hureaui
  - Engyprosopon latifrons
  - Engyprosopon macrolepis
  - Engyprosopon maldivensis
- Família Callionymidae
  - Callionymus bentuviai
  - Callionymus erythraeus
  - Callionymus filamentosus
  - Callionymus gardineri
  - Callionymus marleyi
  - Callionymus muscatensis
  - Callionymus oxycephalus
  - Diplogrammus infulatus
  - Diplogrammus randalli
  - Synchiropus sechellensis
- Família Caproidae
  - Antigonia indica
- Família Carcharhinidae
  - Loxodon macrorhinus
- Família Congridae
  - Diploconger polystigmatus
  - Gorgasia cotroneii
  - Gorgasia sillneri
  - Heteroconger balteatus
  - Uroconger lepturus
- Família Creediidae
  - Limnichthys marisrubri
  - Limnichthys nitidus
- Família Cynoglossidae
  - Cynoglossus arel
  - Cynoglossus bilineatus
  - Cynoglossus dollfusi
  - Cynoglossus gilchristi
  - Cynoglossus kopsii
  - Cynoglossus lachneri
  - Cynoglossus lingua
  - Cynoglossus pottii
  - Cynoglossus sealarki
- Família Cyprinodontidae
  - Aphanius dispar dispar
- Família Dactylopteridae
  - Dactyloptena peterseni
- Família Dasyatidae
  - Dasyatis bennetti
  - Himantura gerrardi
  - Himantura imbricata
- Família Gerreidae
  - Gerres filamentosus
- Família Gobiesocidae
  - Chorisochismus dentex
  - Lepadichthys erythraeus
- Família Gobiidae
  - Amblyeleotris triguttata
  - Amblygobius magnusi
  - Amoya signatus
  - Arcygobius baliurus
  - Callogobius amikami[11]
  - Callogobius dori
  - Callogobius flavobrunneus
  - Coryogalops anomolus
  - Coryphopterus humeralis
  - Cryptocentroides arabicus
  - Favonigobius reichei
  - Fusigobius maximus
  - Gobius koseirensis
  - Gobius leucomelas
  - Hetereleotris diademata
  - Hetereleotris vulgaris
  - Opua elati
  - Pleurosicya prognatha
  - Pomatoschistus marmoratus
  - Psilogobius randalli
  - Silhouettea aegyptia
  - Silhouettea chaimi
  - Silhouettea insinuans
  - Trimma filamentosus
- Família Gymnuridae
  - Gymnura poecilura
- Família Haemulidae
  - Plectorhinchus faetela
  - Pomadasys argenteus
  - Pomadasys hasta
  - Pomadasys multimaculatum
  - Pomadasys punctulatus
- Família Hemigaleidae
  - Hemipristis elongata
- Família Holocentridae
  - Sargocentron marisrubri[12]
- Família Kraemeriidae
  - Kraemeria nuda
- Família Labridae
  - Cheilinus abudjubbe
  - Pteragogus pelycus
  - Suezichthys caudavittatus
  - Suezichthys russelli
  - Xyrichtys bimaculatus
  - Xyrichtys javanicus
  - Xyrichtys niger
- Família Leiognathidae
  - Gazza minuta
  - Leiognathus berbis
  - Leiognathus bindus
  - Leiognathus elongatus
  - Leiognathus equulus
  - Leiognathus fasciatus
  - Leiognathus klunzingeri
  - Leiognathus leuciscus
  - Leiognathus lineolatus
  - Leiognathus splendens
  - Secutor insidiator
  - Secutor ruconius
- Família Liparidae
  - Liparis fishelsoni
- Família Lophiidae
  - Lophiomus setigerus
- Família Lutjanidae
  - Pristipomoides multidens
- Família Malacanthidae
  - Branchiostegus sawakinensis
  - Hoplolatilus oreni
- Família Microdesmidae
  - Paragunnellichthys springeri
  - Brachaluteres baueri
  - Paraluteres arqat
  - Paramonacanthus frenatus
  - Paramonacanthus oblongus
  - Paramonacanthus pusillus
  - Stephanolepis diaspros
- Família Mugilidae
  - Liza macrolepis
  - Liza subviridis
  - Liza tade
  - Valamugil cunnesius
- Família Mullidae
  - Upeneus pori
  - Upeneus sulphureus
- Família Muraenesocidae
  - Congresox talabonoides
  - Muraenesox cinereus
- Família Muraenidae
  - Gymnothorax angusticauda
  - Gymnothorax herrei
  - Gymnothorax johnsoni
  - Gymnothorax tile
  - Uropterygius genie
  - Uropterygius golanii
- Família Narcinidae
  - Heteronarce bentuviai
- Família Nemipteridae
  - Nemipterus bipunctatus
  - Nemipterus japonicus
  - Nemipterus peronii
  - Nemipterus randalli
  - Nemipterus zysron
  - Parascolopsis aspinosa
  - Parascolopsis eriomma
  - Parascolopsis inermis
  - Parascolopsis townsendi
- Família Nettastomatidae
  - Saurenchelys lateromaculatus
- Família Ophichthidae
  - Myrophis microchir
  - Skythrenchelys lentiginosa
  - Yirrkala tenuis
- Família Ophidiidae
  - Ophidion smithi
  - Sirembo jerdoni
- Família Opistognathidae
  - Stalix davidsheni
- Família Paralichthyidae
  - Pseudorhombus arsius
  - Pseudorhombus elevatus
- Família Pempheridae
  - Pempheris mangula
- Família Pinguipedidae
  - Parapercis robinsoni
  - Parapercis simulata
  - Parapercis somaliensis
- Família Platycephalidae
  - Grammoplites suppositus
  - Platycephalus micracanthus
  - Rogadius asper
  - Rogadius pristiger
  - Sorsogona prionota
- Família Plesiopidae
  - Plesiops mystaxus
- Família Polynemidae
  - Polydactylus plebeius
  - Polydactylus sextarius
- Família Pomacentridae
  - Chromis axillaris
  - Neopomacentrus taeniurus
- Família Priacanthidae
  - Priacanthus sagittarius
- Família Pristidae
  - Pristis zijsron
- Família Psettodidae
  - Psettodes erumei
- Família Pseudochromidae
  - Chlidichthys auratus
  - Chlidichthys rubiceps
- Família Ptereleotridae
  - Ptereleotris arabica
- Família Rhinobatidae
  - Rhinobatos granulatus
  - Rhinobatos schlegelii
- Família Samaridae
  - Samaris cristatus
- Família Scorpaenidae
  - Brachypterois serrulata
  - Scorpaenodes steinitzi
- Família Serranidae
  - Epinephelus epistictus
  - Epinephelus latifasciatus
  - Epinephelus radiatus[13]
  - Serranus cabrilla
- Família Soleidae
  - Aseraggodes sinusarabici
  - Aseraggodes steinitzi[14]
  - Brachirus orientalis
  - Solea elongata
  - Synaptura commersonnii
- Família Sparidae
  - Acanthopagrus berda
  - Acanthopagrus latus
  - Argyrops megalommatus
  - Argyrops spinifer
  - Crenidens crenidens
  - Lithognathus mormyrus
- Família Synanceiidae
  - Choridactylus multibarbus
  - Minous coccineus
  - Minous inermis
  - Minous monodactylus
  - Synanceia nana
- Família Syngnathidae
  - Dunckerocampus boylei
  - Hippichthys cyanospilos
  - Hippichthys spicifer
  - Hippocampus fuscus
  - Hippocampus jayakari
  - Hippocampus lichtensteinii
  - Lissocampus bannwarthi
  - Siokunichthys herrei
  - Syngnathus macrophthalmus
  - Syngnathus safina[15]
  - Trachyrhamphus longirostris
- Synodontidae
  - Synodus hoshinonis
  - Synodus macrops
- Família Terapontidae
  - Terapon jarbua
- Família Tetraodontidae
  - Lagocephalus lunaris
  - Lagocephalus spadiceus
- Família Tetrarogidae
  - Vespicula bottae
- Família Torpedinidae
  - Torpedo panthera
  - Torpedo suessii
- Família Triakidae
  - Mustelus mosis
- Família Trichonotidae
  - Trichonotus nikii
- Família Triglidae
  - Lepidotrigla bispinosa
  - Lepidotrigla spiloptera
- Família Tripterygiidae
  - Enneapterygius clarkae
  - Enneapterygius destai
  - Enneapterygius obscurus
  - Enneapterygius pusillus
  - Helcogramma obtusirostre
- Família Uranoscopidae
  - Uranoscopus bauchotae
  - Uranoscopus dahlakensis
  - Uranoscopus dollfusi
  - Uranoscopus fuscomaculatus
  - Uranoscopus guttatus
  - Uranoscopus oligolepis

## Espècies pelàgiques
- Família Alopiidae
  - Alopias vulpinus
- Família Belonidae
  - Platybelone argalus platura
  - Tylosurus choram
- Família Bregmacerotidae
  - Bregmaceros arabicus
  - Bregmaceros mcclellandi
  - Bregmaceros nectabanus
- Família Carangidae
  - Alepes vari
  - Carangoides ciliarius
  - Caranx sansun
  - Decapterus macarellus
- Família Chirocentridae
  - Chirocentrus nudus
- Família Clupeidae
  - Amblygaster leiogaster
  - Dussumieria acuta
  - Dussumieria elopsoides
  - Etrumeus teres
  - Herklotsichthys lossei
  - Herklotsichthys punctatus
  - Hilsa kelee
  - Sardinella longiceps
  - Spratelloides gracilis
- Família Coryphaenidae
  - Coryphaena equiselis
  - Coryphaena hippurus
- Família Echeneidae
  - Remora brachyptera
  - Remorina albescens
- Família Elopidae
  - Elops machnata
- Família Engraulidae
  - Engraulis encrasicolus
  - Stolephorus indicus
  - Thryssa setirostris
- Família Exocoetidae
  - Cheilopogon cyanopterus
  - Cheilopogon pinnatibarbatus altipennis
  - Cypselurus oligolepis
  - Exocoetus volitans
  - Hirundichthys rondeletii
  - Hirundichthys socotranus
  - Parexocoetus brachypterus
  - Parexocoetus mento
- Família Hemiramphidae
  - Euleptorhamphus viridis
  - Hemiramphus marginatus
  - Hyporhamphus xanthopterus
- Família Istiophoridae
  - Istiophorus platypterus
  - Makaira indica
  - Tetrapturus audax
- Família Lactariidae
  - Lactarius lactarius
- Família Leiognathidae
  - Leiognathus oblongus
- Família Malacanthidae
  - Hoplolatilus geo[16]
- Família Molidae
  - Mola mola
  - Ranzania laevis
- Família Monodactylidae
  - Monodactylus argenteus
- Família Mugilidae
  - Liza carinata
- Família Myliobatidae
  - Manta ehrenbergii
  - Mobula thurstoni
- Família Rhincodontidae
  - Rhincodon typus
- Família Scombridae
  - Auxis rochei rochei
  - Auxis thazard thazard
  - Euthynnus affinis
  - Katsuwonus pelamis
  - Rastrelliger kanagurta
  - Sarda orientalis
  - Scomber japonicus
  - Scomberomorus commerson
  - Thunnus albacares
  - Thunnus tonggol
- Família Serranidae
  - Plectranthias klausewitzi[17]
- Família Sphyraenidae
  - Sphyraena chrysotaenia
  - Saurida macrolepis
- Família Xiphiidae
  - Xiphias gladius

## Espècies associades alsesculls de corall
- Família Acanthuridae
  - Acanthurus gahhm
  - Acanthurus mata
  - Acanthurus nigricans
  - Acanthurus nigrofuscus
  - Acanthurus sohal
  - Acanthurus tennentii
  - Acanthurus xanthopterus
  - Ctenochaetus striatus
  - Naso annulatus
  - Naso brevirostris
  - Naso elegans
  - Naso hexacanthus
  - Naso unicornis
  - Zebrasoma veliferum
  - Zebrasoma xanthurum
- Família Albulidae
  - Albula glossodonta
  - Albula vulpes
- Família Alopiidae
  - Alopias pelagicus
- Família Anomalopidae
  - Photoblepharon steinitzi
- Família Antennariidae
  - Antennarius coccineus
  - Antennarius commerson
  - Antennarius hispidus
  - Antennarius nummifer
  - Antennarius pictus
  - Antennarius rosaceus
  - Antennarius striatus
  - Antennatus tuberosus
  - Histrio histrio
- Família Apogonidae
  - Apogon angustatus
  - Apogon annularis
  - Apogon aureus[18]
  - Apogon bandanensis[19]
  - Apogon coccineus
  - Apogon cookii
  - Apogon cyanosoma
  - Apogon exostigma
  - Apogon fasciatus
  - Apogon fleurieu
  - Apogon fraenatus
  - Apogon guamensis
  - Apogon heptastygma
  - Apogon isus
  - Apogon kallopterus
  - Apogon kiensis
  - Apogon lateralis
  - Apogon latus
  - Apogon leptacanthus
  - Apogon multitaeniatus
  - Apogon nigripinnis
  - Apogon nigrofasciatus
  - Apogon pselion
  - Apogon pseudotaeniatus
  - Apogon savayensis
  - Apogon semiornatus
  - Apogon taeniatus
  - Apogon taeniophorus
  - Apogon timorensis
  - Apogon truncatus
  - Apogon zebrinus
  - Apogonichthys perdix
  - Archamia bilineata
  - Archamia fucata
  - Archamia lineolata
  - Cheilodipterus arabicus
  - Cheilodipterus lachneri
  - Cheilodipterus macrodon
  - Cheilodipterus quinquelineatus
  - Fowleria aurita
  - Fowleria marmorata
  - Fowleria punctulata
  - Fowleria vaiulae
  - Fowleria variegata
  - Gymnapogon melanogaster
  - Neamia octospina
  - Pseudamia gelatinosa
  - Rhabdamia cypselura
  - Rhabdamia nigrimentum
- Família Atherinidae
  - Atherinomorus lacunosus
  - Hypoatherina barnesi
  - Hypoatherina temminckii
- Família Balistidae
  - Abalistes stellatus
  - Balistapus undulatus
  - Balistoides viridescens
  - Canthidermis maculata
  - Melichthys indicus
  - Odonus niger
  - Pseudobalistes flavimarginatus

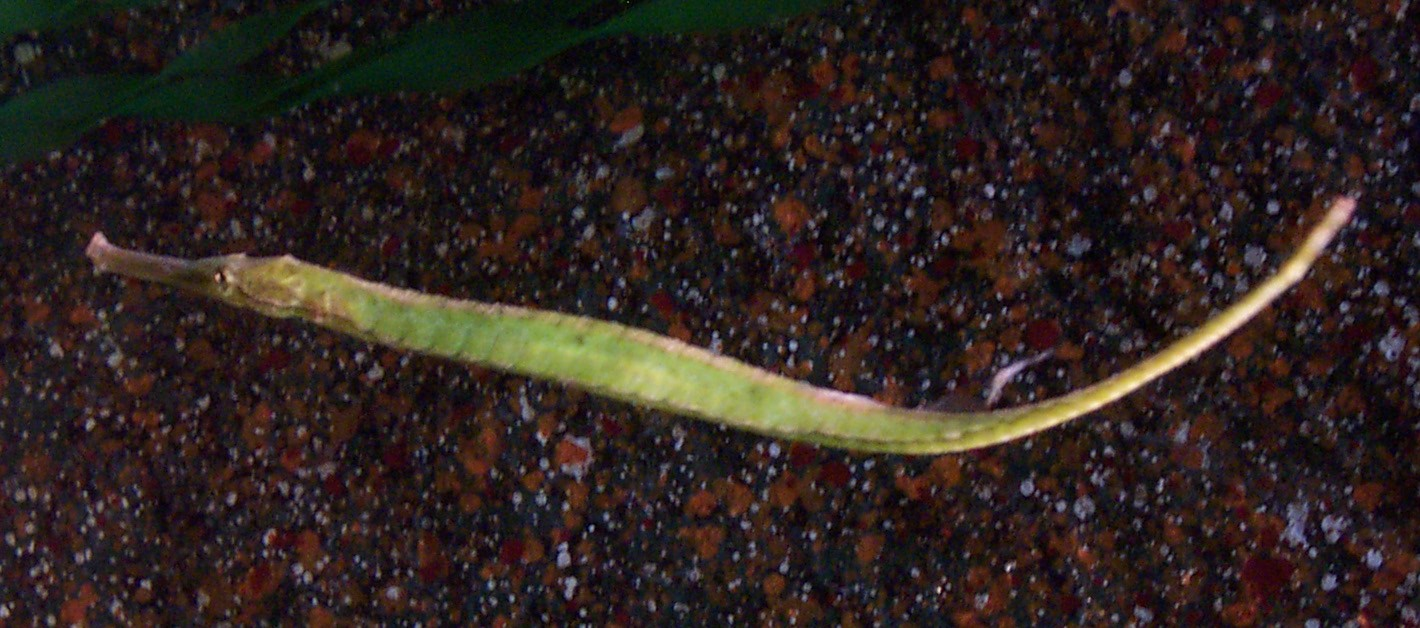
Syngnathoides biaculeatus

  - Pseudobalistes fuscus
  - Rhinecanthus aculeatus
  - Rhinecanthus assasi
  - Rhinecanthus rectangulus
  - Rhinecanthus verrucosus
  - Sufflamen albicaudatum
  - Sufflamen fraenatum
- Família Belonidae
  - Ablennes hians
  - Tylosurus acus melanotus
  - Tylosurus crocodilus crocodilus
- Família Blenniidae
  - Aspidontus dussumieri
  - Aspidontus taeniatus
  - Aspidontus tractus
  - Atrosalarias fuscus fuscus
  - Blenniella cyanostigma
  - Blenniella periophthalmus
  - Cirripectes castaneus
  - Cirripectes filamentosus
  - Ecsenius aroni
  - Ecsenius frontalis
  - Ecsenius gravieri
  - Ecsenius midas
  - Ecsenius nalolo
  - Enchelyurus kraussii
  - Exallias brevis
  - Istiblennius edentulus
  - Istiblennius rivulatus
  - Meiacanthus nigrolineatus
  - Mimoblennius cirrosus
  - Omobranchus punctatus
  - Petroscirtes mitratus
  - Plagiotremus rhinorhynchos
  - Plagiotremus tapeinosoma
  - Plagiotremus townsendi
  - Salarias fasciatus
- Família Bothidae
  - Asterorhombus intermedius
  - Bothus mancus
  - Bothus pantherinus
  - Engyprosopon grandisquama
- Família Bythitidae
  - Brosmophyciops pautzkei
- Família Caesionidae
  - Caesio caerulaurea
  - Caesio lunaris
  - Caesio striata
  - Caesio suevica
  - Caesio varilineata
  - Caesio xanthonota
  - Gymnocaesio gymnoptera
  - Pterocaesio chrysozona
  - Pterocaesio pisang
- Família Callionymidae
  - Callionymus delicatulus
  - Callionymus flavus
- Família Carangidae
  - Alectis ciliaris
  - Alectis indicus
  - Alepes djedaba
  - Atule mate
  - Carangoides armatus
  - Carangoides bajad
  - Carangoides chrysophrys
  - Carangoides coeruleopinnatus
  - Carangoides dinema
  - Carangoides ferdau
  - Carangoides fulvoguttatus
  - Carangoides gymnostethus
  - Carangoides malabaricus
  - Carangoides orthogrammus
  - Carangoides plagiotaenia
  - Caranx ignobilis
  - Caranx melampygus
  - Caranx sexfasciatus
  - Decapterus macrosoma
  - Elagatis bipinnulata
  - Gnathanodon speciosus
  - Megalaspis cordyla
  - Naucrates ductor
  - Parastromateus niger
  - Scomberoides commersonnianus
  - Scomberoides lysan
  - Scomberoides tol
  - Selar crumenophthalmus
  - Seriola dumerili
  - Seriolina nigrofasciata
  - Trachinotus baillonii
  - Trachinotus blochii
  - Trachurus indicus
  - Ulua mentalis
  - Uraspis helvola
  - Uraspis uraspis
- Família Carapidae
  - Encheliophis gracilis
  - Encheliophis homei
- Família Carcharhinidae
  - Carcharhinus albimarginatus
  - Carcharhinus altimus
  - Carcharhinus brevipinna
  - Carcharhinus falciformis
  - Carcharhinus limbatus
  - Carcharhinus longimanus
  - Carcharhinus melanopterus
  - Carcharhinus plumbeus
  - Carcharhinus sorrah
  - Galeocerdo cuvier
  - Negaprion acutidens
  - Triaenodon obesus
- Família Centriscidae
  - Aeoliscus punctulatus
  - Centriscus scutatus
- Família Chaetodontidae
  - Chaetodon auriga
  - Chaetodon austriacus
  - Chaetodon citrinellus
  - Chaetodon collare
  - Chaetodon falcula
  - Chaetodon fasciatus
  - Chaetodon guttatissimus
  - Chaetodon kleinii
  - Chaetodon larvatus
  - Chaetodon leucopleura
  - Chaetodon lineolatus
  - Chaetodon melannotus
  - Chaetodon melapterus
  - Chaetodon mesoleucos
  - Chaetodon paucifasciatus
  - Chaetodon semilarvatus
  - Chaetodon trifascialis
  - Chaetodon trifasciatus
  - Chaetodon vagabundus
  - Forcipiger flavissimus
  - Forcipiger longirostris
  - Heniochus intermedius
  - Heniochus monoceros
- Família Chirocentridae
  - Chirocentrus dorab
- Família Cirrhitidae
  - Cirrhitichthys calliurus
  - Cirrhitichthys oxycephalus
  - Cirrhitus pinnulatus
  - Oxycirrhites typus
  - Paracirrhites forsteri
- Família Clupeidae
  - Amblygaster sirm
  - Herklotsichthys quadrimaculatus
  - Sardinella albella
  - Sardinella gibbosa
  - Spratelloides delicatulus
- Família Congridae
  - Ariosoma balearicum
  - Ariosoma scheelei
  - Conger cinereus
  - Heteroconger hassi
- Família Dactylopteridae
  - Dactyloptena orientalis
- Família Dasyatidae
  - Dasyatis kuhlii
  - Himantura uarnak
  - Pastinachus sephen
  - Taeniura lymma
  - Taeniura meyeni
  - Urogymnus asperrimus
- Família Diodontidae
  - Cyclichthys orbicularis
  - Cyclichthys spilostylus
  - Diodon holocanthus
  - Diodon hystrix
  - Diodon liturosus
- Família Drepaneidae
  - Drepane longimana
  - Drepane punctata
- Família Echeneidae
  - Echeneis naucrates
  - Remora remora
- Família Engraulidae
  - Encrasicholina heteroloba
  - Encrasicholina punctifer
  - Thryssa baelama
- Família Ephippidae
  - Platax orbicularis
  - Platax teira
  - Tripterodon orbis
- Família Fistulariidae
  - Fistularia commersonii
  - Fistularia petimba
- Família Gerreidae
  - Gerres argyreus
  - Gerres longirostris
  - Gerres oblongus
  - Gerres oyena
- Família Ginglymostomatidae
  - Nebrius ferrugineus
- Família Gobiesocidae
  - Lepadichthys lineatus
- Família Gobiidae
  - Amblyeleotris diagonalis
  - Amblyeleotris periophthalma
  - Amblyeleotris steinitzi
  - Amblyeleotris sungami
  - Amblyeleotris wheeleri
  - Amblygobius albimaculatus
  - Amblygobius esakiae
  - Amblygobius hectori
  - Amblygobius nocturnus
  - Asterropteryx ensifera
  - Asterropteryx semipunctata
  - Bathygobius cyclopterus
  - Bathygobius fuscus[20]
  - Bryaninops erythrops
  - Bryaninops loki
  - Bryaninops natans
  - Bryaninops ridens
  - Bryaninops yongei
  - Callogobius bifasciatus
  - Callogobius maculipinnis
  - Cryptocentrus caeruleopunctatus
  - Cryptocentrus cryptocentrus
  - Cryptocentrus fasciatus
  - Cryptocentrus lutheri
  - Ctenogobiops crocineus
  - Ctenogobiops feroculus
  - Ctenogobiops maculosus
  - Discordipinna griessingeri
  - Eviota distigma
  - Eviota guttata
  - Eviota pardalota
  - Eviota prasina
  - Eviota sebreei
  - Eviota zebrina
  - Exyrias belissimus
  - Flabelligobius latruncularia
  - Fusigobius longispinus
  - Fusigobius neophytus
  - Gladiogobius ensifer
  - Gnatholepis anjerensis
  - Gnatholepis cauerensis cauerensis
  - Gobiodon citrinus
  - Gobiodon reticulatus
  - Istigobius decoratus
  - Istigobius ornatus
  - Luposicya lupus
  - Oplopomus oplopomus
  - Oxyurichthys papuensis
  - Palutrus meteori
  - Paragobiodon echinocephalus
  - Paragobiodon xanthosomus
  - Periophthalmus argentilineatus
  - Pleurosicya mossambica
  - Priolepis cinctus
  - Priolepis randalli
  - Priolepis semidoliata
  - Trimma avidori
  - Trimma barralli
  - Trimma fishelsoni[21]
  - Trimma flavicaudatus
  - Trimma mendelssohni
  - Trimma sheppardi
  - Trimma taylori
  - Trimma tevegae
  - Valenciennea helsdingenii
  - Valenciennea puellaris
  - Valenciennea sexguttata
  - Valenciennea wardii
  - Vanderhorstia delagoae
  - Vanderhorstia mertensi
  - Yongeichthys nebulosus
- Família Haemulidae
  - Diagramma pictum
  - Plectorhinchus albovittatus
  - Plectorhinchus flavomaculatus
  - Plectorhinchus gaterinus
  - Plectorhinchus gibbosus
  - Plectorhinchus harrawayi
  - Plectorhinchus nigrus
  - Plectorhinchus obscurus
  - Plectorhinchus playfairi
  - Plectorhinchus schotaf
  - Plectorhinchus sordidus
  - Plectorhinchus umbrinus
  - Pomadasys commersonnii
  - Pomadasys furcatus
  - Pomadasys kaakan
  - Pomadasys maculatus
  - Pomadasys olivaceus
  - Pomadasys stridens
- Família Hemiramphidae
  - Hemiramphus far
  - Hyporhamphus affinis
  - Hyporhamphus balinensis
  - Hyporhamphus gamberur
- Família Holocentridae
  - Myripristis berndti
  - Myripristis hexagona
  - Myripristis murdjan
  - Myripristis xanthacra
  - Neoniphon sammara
  - Sargocentron caudimaculatum
  - Sargocentron diadema
  - Sargocentron inaequalis
  - Sargocentron ittodai
  - Sargocentron macrosquamis[22]
  - Sargocentron melanospilos
  - Sargocentron punctatissimum
  - Sargocentron rubrum
  - Sargocentron spiniferum
- Família Kuhliidae
  - Kuhlia mugil
- Família Kyphosidae
  - Kyphosus bigibbus
  - Kyphosus cinerascens
  - Kyphosus vaigiensis
- Família Labridae
  - Anampses caeruleopunctatus
  - Anampses lineatus
  - Anampses meleagrides
  - Anampses twistii
  - Bodianus anthioides
  - Bodianus axillaris
  - Bodianus diana
  - Bodianus opercularis
  - Cheilinus fasciatus
  - Cheilinus lunulatus
  - Cheilinus undulatus
  - Cheilio inermis
  - Choerodon robustus
  - Cirrhilabrus blatteus
  - Cirrhilabrus rubriventralis
  - Coris aygula
  - Coris caudimacula
  - Coris cuvieri
  - Coris formosa
  - Coris variegata
  - Epibulus insidiator
  - Gomphosus caeruleus
  - Halichoeres hortulanus
  - Halichoeres iridis
  - Halichoeres margaritaceus
  - Halichoeres marginatus
  - Halichoeres nebulosus
  - Halichoeres scapularis
  - Halichoeres zeylonicus
  - Hemigymnus fasciatus
  - Hemigymnus melapterus
  - Hologymnosus annulatus
  - Iniistius pavo
  - Labroides dimidiatus
  - Larabicus quadrilineatus
  - Macropharyngodon bipartitus bipartitus
  - Macropharyngodon bipartitus marisrubri
  - Minilabrus striatus
  - Novaculichthys macrolepidotus
  - Novaculichthys taeniourus
  - Oxycheilinus arenatus
  - Oxycheilinus bimaculatus
  - Oxycheilinus digramma
  - Oxycheilinus mentalis
  - Paracheilinus octotaenia
  - Pseudocheilinus evanidus
  - Pseudocheilinus hexataenia
  - Pseudodax moluccanus
  - Pteragogus cryptus
  - Pteragogus flagellifer
  - Stethojulis albovittata
  - Stethojulis interrupta
  - Stethojulis strigiventer
  - Stethojulis trilineata
  - Thalassoma hebraicum
  - Thalassoma lunare[23]
  - Thalassoma purpureum
  - Thalassoma rueppellii
  - Thalassoma trilobatum
  - Wetmorella nigropinnata
  - Xyrichtys melanopus
  - Xyrichtys pentadactylus
- Família Lamnidae
  - Carcharodon carcharias
  - Isurus oxyrinchus
- Família Lethrinidae
  - Gymnocranius grandoculis
  - Gymnocranius griseus
  - Lethrinus borbonicus
  - Lethrinus erythracanthus
  - Lethrinus harak
  - Lethrinus lentjan
  - Lethrinus mahsena
  - Lethrinus microdon
  - Lethrinus nebulosus
  - Lethrinus obsoletus
  - Lethrinus olivaceus
  - Lethrinus variegatus
  - Lethrinus xanthochilus
  - Monotaxis grandoculis
- Família Lutjanidae
  - Aphareus furca
  - Aphareus rutilans
  - Aprion virescens
  - Lutjanus argentimaculatus

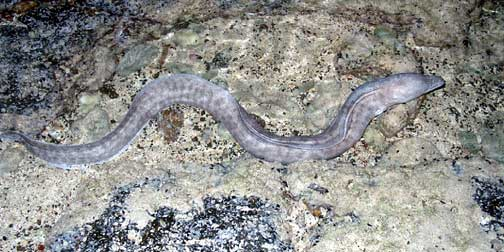
Conger cinereus

  - Lutjanus bengalensis
  - Lutjanus bohar
  - Lutjanus coeruleolineatus
  - Lutjanus ehrenbergii
  - Lutjanus erythropterus
  - Lutjanus fulviflamma
  - Lutjanus fulvus
  - Lutjanus gibbus
  - Lutjanus johnii
  - Lutjanus kasmira
  - Lutjanus lemniscatus
  - Lutjanus lutjanus
  - Lutjanus malabaricus
  - Lutjanus monostigma
  - Lutjanus quinquelineatus
  - Lutjanus rivulatus
  - Lutjanus russellii
  - Lutjanus sanguineus
  - Lutjanus sebae
  - Macolor niger
  - Paracaesio sordida
  - Paracaesio xanthura
  - Pinjalo pinjalo
- Família Malacanthidae
  - Malacanthus brevirostris
  - Malacanthus latovittatus
- Família Menidae
  - Mene maculata
- Família Microdesmidae
  - Gunnellichthys monostigma[24]
- Família Monacanthidae
  - Aluterus monoceros
  - Aluterus scriptus
  - Amanses scopas
  - Cantherhines dumerilii
  - Cantherhines pardalis
  - Oxymonacanthus halli
  - Paramonacanthus japonicus
  - Pervagor randalli
  - Thamnaconus modestoides
  - Monocentris japonica
- Família Monodactylidae
  - Monodactylus falciformis
- Família Mugilidae
  - Crenimugil crenilabis
  - Liza vaigiensis
  - Oedalechilus labiosus
  - Valamugil seheli
- Família Mullidae
  - Mulloidichthys flavolineatus
  - Mulloidichthys vanicolensis
  - Parupeneus cyclostomus
  - Parupeneus forsskali
  - Parupeneus heptacanthus
  - Parupeneus indicus
  - Parupeneus macronemus
  - Parupeneus rubescens
  - Upeneus moluccensis
  - Upeneus tragula
  - Upeneus vittatus
- Família Muraenidae
  - Echidna nebulosa
  - Echidna polyzona
  - Gymnomuraena zebra
  - Gymnothorax buroensis
  - Gymnothorax elegans
  - Gymnothorax favagineus
  - Gymnothorax flavimarginatus
  - Gymnothorax griseus
  - Gymnothorax hepaticus
  - Gymnothorax javanicus
  - Gymnothorax meleagris
  - Gymnothorax moluccensis
  - Gymnothorax monochrous
  - Gymnothorax nudivomer
  - Gymnothorax pictus
  - Gymnothorax pindae
  - Gymnothorax punctatofasciatus
  - Gymnothorax punctatus
  - Gymnothorax rueppellii
  - Gymnothorax undulatus
  - Strophidon sathete
  - Uropterygius concolor
  - Uropterygius polyspilus
- Família Myliobatidae
  - Aetobatus narinari
- Família Nemipteridae
  - Scolopsis bimaculatus
  - Scolopsis ghanam
  - Scolopsis taeniatus
  - Scolopsis vosmeri
- Família Odontaspididae
  - Carcharias taurus
- Família Ophichthidae
  - Brachysomophis cirrocheilos
  - Callechelys catostoma
  - Callechelys marmorata
  - Lamnostoma orientalis
  - Muraenichthys schultzei
  - Myrichthys colubrinus
  - Myrichthys maculosus
  - Ophichthus erabo
  - Phaenomonas cooperae
  - Pisodonophis cancrivorus
  - Scolecenchelys gymnota
  - Scolecenchelys laticaudata
- Família Ophidiidae
  - Brotula multibarbata
- Família Opistognathidae
  - Opistognathus muscatensis
- Família Ostraciidae
  - Lactoria cornuta
  - Ostracion cubicus
  - Ostracion cyanurus
  - Tetrosomus gibbosus
- Família Pegasidae
  - Eurypegasus draconis
- Família Pempheridae
  - Parapriacanthus ransonneti
  - Pempheris oualensis
  - Pempheris schwenkii
  - Pempheris vanicolensis
- Família Pentacerotidae
  - Histiopterus typus
- Família Pinguipedidae
  - Parapercis hexophtalma
- Família Platycephalidae
  - Cociella crocodila
  - Papilloculiceps longiceps
  - Platycephalus indicus
  - Thysanophrys chiltonae
- Família Plesiopidae
  - Calloplesiops altivelis
  - Plesiops coeruleolineatus
  - Plesiops nigricans
- Família Plotosidae
  - Plotosus lineatus
- Família Pomacanthidae
  - Apolemichthys xanthotis
  - Centropyge bicolor
  - Centropyge multispinis[25]
  - Genicanthus caudovittatus
  - Pomacanthus asfur
  - Pomacanthus imperator
  - Pomacanthus maculosus
  - Pomacanthus semicirculatus
  - Pygoplites diacanthus
- Família Pomacentridae
  - Abudefduf bengalensis
  - Abudefduf septemfasciatus
  - Abudefduf sexfasciatus
  - Abudefduf sordidus
  - Abudefduf vaigiensis
  - Amblyglyphidodon flavilatus
  - Amblyglyphidodon indicus
  - Amblyglyphidodon leucogaster
  - Amphiprion bicinctus
  - Chromis dimidiata
  - Chromis flavaxilla
  - Chromis nigrura
  - Chromis pelloura[26]
  - Chromis pembae
  - Chromis ternatensis
  - Chromis trialpha
  - Chromis viridis
  - Chromis weberi
  - Chrysiptera annulata
  - Chrysiptera biocellata
  - Chrysiptera unimaculata
  - Dascyllus aruanus
  - Dascyllus marginatus
  - Dascyllus trimaculatus
  - Neoglyphidodon melas
  - Neopomacentrus cyanomos
  - Neopomacentrus miryae[27]
  - Neopomacentrus xanthurus
  - Plectroglyphidodon lacrymatus
  - Plectroglyphidodon leucozonus
  - Pomacentrus albicaudatus
  - Pomacentrus aquilus
  - Pomacentrus leptus
  - Pomacentrus pavo
  - Pomacentrus sulfureus
  - Pomacentrus trichourus
  - Pomacentrus trilineatus
  - Pristotis cyanostigma
  - Pristotis obtusirostris
  - Stegastes lividus
  - Stegastes nigricans
  - Teixeirichthys jordani
- Família Priacanthidae
  - Heteropriacanthus cruentatus
  - Priacanthus blochii
  - Priacanthus hamrur
  - Pristigenys niphonia
- Família Pristidae
  - Pristis pectinata
- Família Pseudochromidae
  - Chlidichthys johnvoelckeri
  - Haliophis guttatus
  - Pectinochromis lubbocki
  - Pseudochromis dixurus
  - Pseudochromis flavivertex
  - Pseudochromis fridmani
  - Pseudochromis olivaceus
  - Pseudochromis pesi
  - Pseudochromis sankeyi
  - Pseudochromis springeri
  - Pseudochromis xanthochir
- Família Ptereleotridae
  - Ptereleotris evides
  - Ptereleotris heteroptera
  - Ptereleotris microlepis
  - Ptereleotris zebra
- Família Rachycentridae
  - Rachycentron canadum
- Família Rhinobatidae
  - Rhina ancylostoma
  - Rhynchobatus djiddensis
- Família Scaridae
  - Bolbometopon muricatum
  - Calotomus viridescens
  - Cetoscarus bicolor
  - Chlorurus genazonatus
  - Chlorurus gibbus
  - Chlorurus sordidus
  - Hipposcarus harid
  - Leptoscarus vaigiensis
  - Scarus caudofasciatus
  - Scarus collana
  - Scarus ferrugineus
  - Scarus frenatus
  - Scarus fuscopurpureus
  - Scarus ghobban
  - Scarus niger
  - Scarus psittacus[28]
  - Scarus russelii
  - Scarus scaber
- Família Scombridae
  - Grammatorcynus bilineatus
  - Gymnosarda unicolor
- Família Scorpaenidae
  - Dendrochirus brachypterus
  - Dendrochirus zebra
  - Parascorpaena aurita
  - Parascorpaena mossambica
  - Pterois miles[29]
  - Pterois radiata
  - Pterois russelii
  - Pterois volitans
  - Scorpaenodes corallinus
  - Scorpaenodes guamensis
  - Scorpaenodes hirsutus
  - Scorpaenodes parvipinnis
  - Scorpaenodes scaber
  - Scorpaenodes varipinnis
  - Scorpaenopsis barbata
  - Scorpaenopsis diabolus
  - Scorpaenopsis gibbosa
  - Scorpaenopsis oxycephala
  - Scorpaenopsis venosa
  - Scorpaenopsis vittapinna
  - Sebastapistes bynoensis
  - Sebastapistes cyanostigma
  - Sebastapistes strongia
- Família Serranidae
  - Aethaloperca rogaa
  - Anyperodon leucogrammicus
  - Aulacocephalus temminckii
  - Cephalopholis argus
  - Cephalopholis boenak
  - Cephalopholis hemistiktos
  - Cephalopholis miniata
  - Cephalopholis oligosticta
  - Cephalopholis sexmaculata
  - Diploprion drachi
  - Epinephelus areolatus
  - Epinephelus chlorostigma
  - Epinephelus coeruleopunctatus
  - Epinephelus coioides
  - Epinephelus fasciatus
  - Epinephelus fuscoguttatus
  - Epinephelus hexagonatus
  - Epinephelus lanceolatus
  - Epinephelus malabaricus
  - Epinephelus merra
  - Epinephelus morrhua
  - Epinephelus polyphekadion

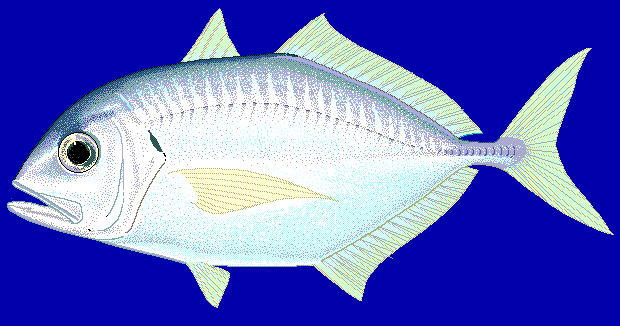
Carangoide de les illes (Carangoides malabaricus)

  - Epinephelus stoliczkae
  - Epinephelus summana
  - Epinephelus tauvina
  - Epinephelus tukula
  - Grammistes sexlineatus
  - Liopropoma mitratum
  - Liopropoma susumi
  - Plectranthias nanus
  - Plectranthias winniensis
  - Plectropomus areolatus
  - Plectropomus pessuliferus
  - Pseudanthias cichlops
  - Pseudanthias heemstrai[30]
  - Pseudanthias lunulatus
  - Pseudanthias squamipinnis
  - Pseudanthias taeniatus
  - Pseudogramma megamycterum
  - Variola louti
- Família Siganidae
  - Siganus argenteus
  - Siganus javus
  - Siganus luridus
  - Siganus rivulatus
  - Siganus stellatus
- Família Sillaginidae
  - Sillago sihama
- Família Soleidae
  - Aesopia cornuta
  - Pardachirus marmoratus[31]
  - Soleichthys heterorhinos
- Família Solenostomidae
  - Solenostomus cyanopterus
  - Solenostomus paradoxus
- Família Sparidae
  - Acanthopagrus bifasciatus
  - Argyrops filamentosus
  - Cheimerius nufar
  - Diplodus noct
  - Polysteganus coeruleopunctatus
  - Rhabdosargus haffara
  - Rhabdosargus sarba
- Família Sphyraenidae
  - Sphyraena barracuda
  - Sphyraena flavicauda
  - Sphyraena forsteri
  - Sphyraena jello
  - Sphyraena obtusata
  - Sphyraena putnamae
  - Sphyraena qenie
- Família Sphyrnidae
  - Sphyrna lewini
  - Sphyrna mokarran
- Família Stegostomatidae
  - Stegostoma fasciatum
- Família Synanceiidae
  - Inimicus filamentosus
  - Synanceia verrucosa
- Família Syngnathidae
  - Acentronura tentaculata
  - Choeroichthys brachysoma
  - Corythoichthys flavofasciatus
  - Corythoichthys nigripectus
  - Corythoichthys schultzi
  - Cosmocampus banneri
  - Cosmocampus maxweberi
  - Doryrhamphus dactyliophorus
  - Doryrhamphus excisus abbreviatus
  - Doryrhamphus multiannulatus
  - Halicampus dunckeri
  - Halicampus grayi
  - Halicampus macrorhynchus
  - Halicampus mataafae
  - Hippocampus histrix
  - Hippocampus kuda
  - Micrognathus andersonii
  - Phoxocampus belcheri
  - Siokunichthys bentuviai
  - Syngnathoides biaculeatus

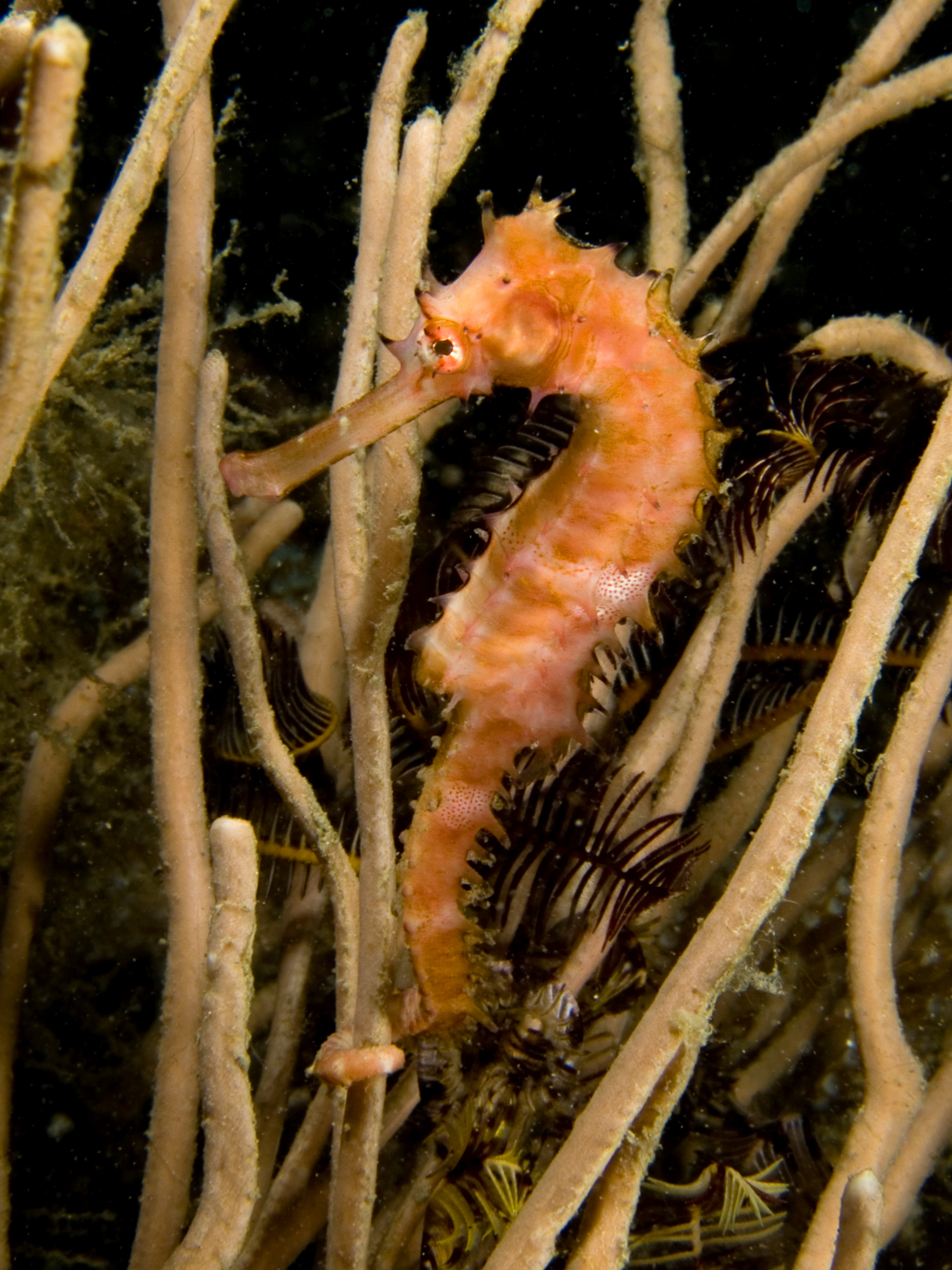
Hippocampus histrix

  - Trachyrhamphus bicoarctatus
- Família Synodontidae
  - Saurida gracilis
  - Saurida tumbil
  - Saurida undosquamis[32]
  - Synodus indicus
  - Synodus variegatus
  - Trachinocephalus myops
- Família Terapontidae
  - Pelates quadrilineatus
  - Terapon theraps
- Família Tetraodontidae
  - Arothron diadematus
  - Arothron hispidus
  - Arothron immaculatus
  - Arothron nigropunctatus
  - Arothron stellatus
  - Canthigaster coronata
  - Canthigaster margaritata
  - Canthigaster pygmaea
  - Torquigener flavimaculosus
- Família Torpedinidae
  - Torpedo sinuspersici
- Família Tripterygiidae
  - Enneapterygius abeli
  - Enneapterygius altipinnis
  - Enneapterygius tutuilae
  - Helcogramma steinitzi
  - Norfolkia brachylepis
- Família Uranoscopidae
  - Uranoscopus sulphureus
- Família Xenisthmidae
  - Xenisthmus polyzonatus[33][34][35][36]